# Тринадцатый выпуск стандартных марок СССР

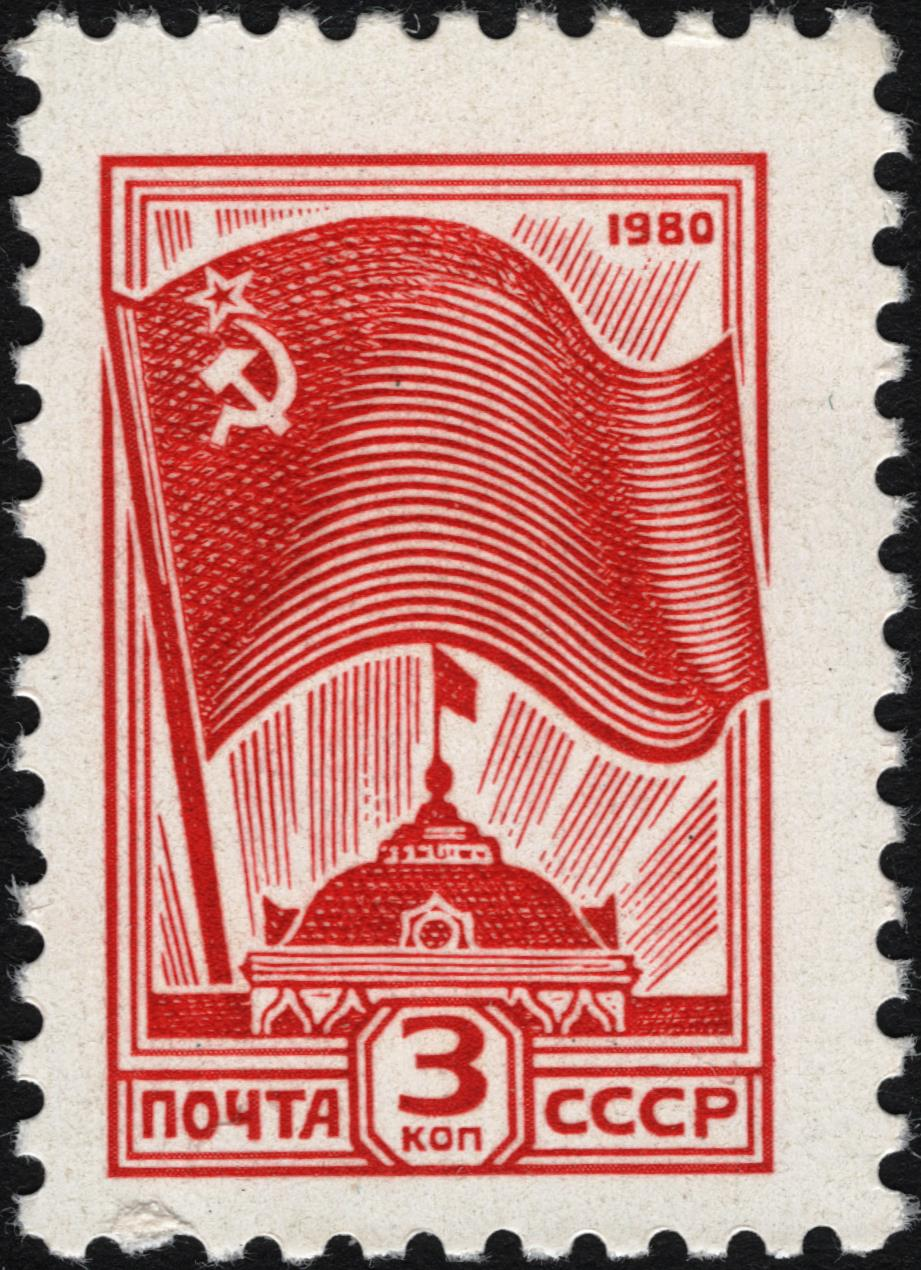
Флаг и здание Совета Министров СССР. Первая марка 13-го стандартного выпуска СССР «Политические символы», 1980 год

Трина́дцатый вы́пуск станда́ртных ма́рок СССР (Тринадцатая серия стандартных марок СССР) — каталожное название тринадцатилетней серии стандартных почтовых марок СССР 1980—1992 годов.
Эта стандартная серия имеет специальное название, встречающееся в немецком каталоге почтовых марок «Михель»:
- «Политические символы» (нем. Politische Symbole).

Художники рисунков марок: А. И. Калашников, Николай Черкасов, Г. А. Комлев, Ю. Н. Арцименев, Ю. В. Ряховский, Николай Кириллович Литвинов. Гравёры на металле: Александр Ткаченко, В. Саяпин, Иван Мокроусов, Юрий Ермаков.
Тринадцатую серию стандартных марок СССР некоторые каталоги называют продолжением двенадцатой.
Тринадцатая серия стандартных марок СССР включает 8 номиналов, каждый из которых имеет свой рисунок. Серия состоит из 19 марок, распределённых по тринадцати выпускам, каждый из которых имеет свою дату выхода. 16 марок описаны практически во всех каталогах, 3 марки (голубая разновидность и с флуоресцентной простой бумагой) — только в каталоге Петрищева.
Тринадцать выпусков тринадцатой серии разбиваются по датам выпусков на две независимые группы (подсерии).
|            |            |            |
| 1-й выпуск | 2-й выпуск | 4-й выпуск |

Первую группу составляют шесть выпусков серии с 1‑го по 6‑й с периодом выхода 01-12-1980 — 15-05-1984. На 7 марках, входящих в эти шесть выпусков, размещены вариации трёх рисунков, показанных слева.
|            |            |            |            |            |
| 7-й выпуск | 7-й выпуск | 7-й выпуск | 7-й выпуск | 8-й выпуск |

Во вторую группу входят семь остальных выпусков с 7‑го по 13‑й с периодом выхода 05-09-1984 — 20-04-1992. На 12 марках, входящих в эти семь выпусков, размещены вариации пяти рисунков, показанных слева.

## Терминология
Тринадцатый выпуск стандартных марок СССР (Тринадцатая серия стандартных марок СССР) — каталожное название тринадцатилетней серии стандартных почтовых марок СССР, которая выпускалась в течение 1980—1992 годов.
Эта стандартная серия почтовых марок имеет специальное название, встречающееся в специальном немецком каталоге почтовых марок «Михель»:
- «Политические символы» (нем. Politische Symbole)[2].

Верификация тринадцатого стандартного выпуска.
- Российский специализированный каталог Соловьёва. Цитата: «1980-1991. Стандарт / Standard Issue». Этот выпуск неявно назван тринадцатым (последний явно названный — одиннадцатый)[4].
- Российский специализированный каталог Петрищева. Цитата: «1980-1991. Тринадцатый стандартный выпуск. Thirteenth definitive issue». Этот выпуск явно назван тринадцатым[1].
- Немецкий специализированный каталог «Михель». Цитата: »Freimarken „Politische Symbole“ (1980–1992)«. Этот выпуск представлен как самостоятельный, но без номера[2].
- Английский специализированный каталог «Стэнли Гиббонс». Цитата: “1980 (1 Dec)–92”. Этот выпуск представлен как самостоятельный, но без номера[3].
- Российский специализированный каталог Певзнера стандартных почтовых марок СССР. Цитата: «Январь 1980 — апрель 1992. Дополнительные выпуски двенадцатого стандарта». Этот выпуск представлен как самостоятельный, но как дополнение к двенадцатой серии[5].

Тринадцатую серию стандартных марок СССР некоторые каталоги XX века называли продолжением двенадцатой, или просто продолжением предыдущей. Сразу после выхода в декабре 1980 года первой марки серии она была продекларирована в каталоге 1981 года не как отдельная серия, а как продолжение двенадцатой стандартной серии.
- Почтовые марки СССР 1980: Каталог. Цитата: «1980. Декабрь, 1. Двенадцатый стандартный выпуск почтовых марок СССР. Продолжение серии.»[7]
- Почтовые марки СССР 1982: Каталог. Цитаты: «1982. Апрель, 25. Московский Кремль. Стандартная марка.»[8]; «1982. Октябрь, 12. Московский Кремль. Стандартная марка.»[9]; «1982. Декабрь, 28. Двенадцатый стандартный выпуск почтовых марок СССР. Продолжение серии.»[10].
- Почтовые марки СССР 1983: Каталог. Цитата: «1983. Май, 20. Двенадцатый стандартный выпуск почтовых марок СССР. Продолжение серии.»[11].
- Почтовые марки СССР 1984: Каталог. Цитаты: «1984. Май, 15. Московский Кремль. Стандартная марка. Продолжение серии.»[12]; «Двенадцатый стандартный выпуск почтовых марок СССР. 1984. Сентябрь, 5. Продолжение серии.»[13].
- Почтовые марки СССР 1986: Каталог. Цитата: «1986. Январь, 20. Двенадцатый стандартный выпуск почтовых марок СССР.»[14].
- Почтовые марки СССР 1991: Каталог. Цитаты: «1991. Июнь, 25. Двенадцатый стандартный выпуск почтовых марок СССР.»[15]; «1991. Август, 22. Двенадцатый стандартный выпуск почтовых марок СССР.»[16]; «1991. Ноябрь, 19. Двенадцатый стандартный выпуск почтовых марок СССР.»[17].
- Почтовые марки Российской Федерации 1992: Каталог. Цитата: «1992. Апрель, 20. Двенадцатый стандартный выпуск почтовых марок СССР.»[18].

Три каталога, «Стандарт-Коллекция», «Скотт» и «Ивер и Телье», не определяют стандартные серии, а описывают марки отдельными группами, в каждую из которых входит один конкретный выпуск марок вместе с его перевыпусками. Всего получается пять таких групп переизданий выпусков:
- марка номиналом 1 к.: выпуск 1[19][20][21];
- марка номиналом 45 к.: выпуск 2, выпуск 3, выпуск 6[22][23][24];
- марка номиналом 5 к.: выпуск 4, выпуск 5[25][26][27];
- марки номиналами 35 к. и 2, 3, 4 р.: выпуск 7, выпуск 9, выпуск 10, выпуск 11, выпуск 12, выпуск 13[28][29][30];
- марка номиналом 50 к.: выпуск 8[31][32][33].

Флуоресцентная бумага — вид бумаги, в состав которой входят специальные добавки — флуоресцентные пигменты. Такая бумага светится обычным светом в ультрафиолетовых (UV) лучах. По данным АО «Гознак» в 1976—1991 годах большинство почтовых марок СССР печаталось на мелованной бумаге. Поэтому при описании марок СССР этих лет в некоторых каталогах сведения о бумаге приводятся только в тех случаях, когда она отличается от мелованной флуоресцентной. Цвет и интенсивность свечения в УФ-излучении зависит от нескольких факторов: от состава флуоресцентных пигментов и их количества, от состава мелового слоя и от длины волны УФ-излучения. В 1976—1991 годах чаще всего встречается желтоватое, голубоватое и белое свечение.
Дефекты, встречающиеся на марках тринадцатой стандартной серии, достаточно многочисленны и представляют собой «баранки», штрихи и мелкие пятна разного цвета, обычные для массовых тиражей стандартных выпусков.
Художники рисунков марок: А. И. Калашников, Николай Черкасов, Г. А. Комлев, Ю. Н. Арцименев, Ю. В. Ряховский, Николай Кириллович Литвинов. Гравёры на металле: Александр Ткаченко, В. Саяпин, Иван Мокроусов, Юрий Ермаков.

## История
С декабря 1980 по апрель 1992 года эмитировалось тринадцать выпусков марок тринадцатой стандартной серии СССР, включающие 8 различных номиналов со своим рисунком.
* В качестве первого выпуска серии 1 декабря 1980 года вышла миниатюра номиналом в 3 копейки, на которой художник А. И. Калашников изобразил Государственный флаг СССР и купол здания Совета Министров СССР. Она была отпечатана металлографическим способом на мелованной бумаге.
* Затем 25 апреля 1982 года вышел второй выпуск серии — марка с номиналом в 45 копеек с изображением Спасской башни Московского Кремля и снова купола здания Совета Министров СССР (художник Николай Черкасов). Она была отпечатана способом офсетной печати на мелованной бумаге. Миниатюра этого номинала переиздавалась дважды: как третий выпуск 12 октября 1982 года — металлографическим способом на мелованной бумаге и как шестой выпуск 15 мая 1984 года — офсетом на простой бумаге.
* Четвёртый выпуск вышел 28 декабря 1982 года в виде двух марок: пятикопеечной миниатюры зеленовато-голубого цвета и её разновидности голубого цвета. На них художник Г. А. Комлев изобразил эмблему почтовой связи и средства доставки корреспонденции и грузов. Марки была отпечатаны офсетным способом на мелованной бумаге. Миниатюру переиздали пятым выпуском 20 мая 1983 года, отпечатав офсетным способом на простой бумаге и в изменённом цвете — голубом вместо зеленовато-голубого (не путать с разновидностью четвёртого выпуска голубого цвета).
- Сразу четыре высокономинальные марки вышли в качестве седьмого выпуска 5 сентября 1984 года[13][38].

1. 35 копеек — соболь на стволе кедра, художник Ю. Н. Арцименева, отпечатана офсетным способом на мелованной бумаге.
2. 2 рубля — атомный ледокол в полярных льдах, художник Ю. В. Ряховского, отпечатана также офсетным способом на мелованной бумаге.
3. 3 рубля — ребёнок на фоне планеты Земля, художник Ю. Н. Арцименева и гравёр на металле Юрий Ермаков, отпечатана металлографическим способом на мелованной бумаге.
4. 5 рублей — земной шар, украшенный пальмовой ветвью мира[англ.], художник Николай Кириллович Литвинов и гравёр на металле Юрий Ермаков, отпечатана также металлографическим способом на мелованной бумаге.

* Восьмой выпуск вышел 20 январе 1986 года как миниатюра номиналом в 50 копеек с изображением Большого Кремлёвского дворца и Водовзводной башни Московского Кремля. Её автор — художник Ю. Н. Арцименев. Марка была отпечатана офсетной печатью на мелованной бумаге.
- Все марки седьмого выпуска в разное время переиздавали. Так, марка номиналом в 35 копеек была отпечатана в марте 1988 года девятым выпуском офсетом на простой бумаге в двух видах: как без флуоресцентных пигментов, так и с ними[13][1]. Марку номиналом в 2 рубля переиздавали дважды офсетом: одиннадцатым выпуском 22 августа 1991 года — на простой бумаге, а тринадцатым выпуском 20 апреля 1992 года — в беззубцовом варианте на мелованной бумаге[16][18][1]. Она стала последней маркой с надписью «Почта СССР»[18]. Марки номиналами в 3 и 5 рублей переиздали, отпечатав офсетом на простой бумаге, десятым выпуском 25 июня и двенадцатым выпуском 19 ноября 1991 года соответственно, причём марка в 5 рублей известна в двух вариантах: на флуоресцентной бумаге и на обычной. При этом у марок был изменён цвет: у марки в 3 рубля — оливковый вместо коричневато-серого, у марки в 5 рублей — синий вместо тёмно-синего[15][17][1].

## Выпуски
Вышло тринадцать выпусков тринадцатой стандартной серии марок СССР «Политические символы».

### Первый выпуск. 1980-12-01
Первый выпуск состоит из одной почтовой марки, вышедшей 1 декабря 1980 года.
- Номинал 3 копейки, цвет красный[1] (ЦФА (АО «Марка») 5136; Mi 5080; Sc 4887; SG 5060; Yt 4756)[7][35][20][41][21].

- ЦФА 5136. 3 к. Государственный флаг СССР. Красная[1]

ЦФА 5136. 3 к. Государственный флаг СССР. Красная
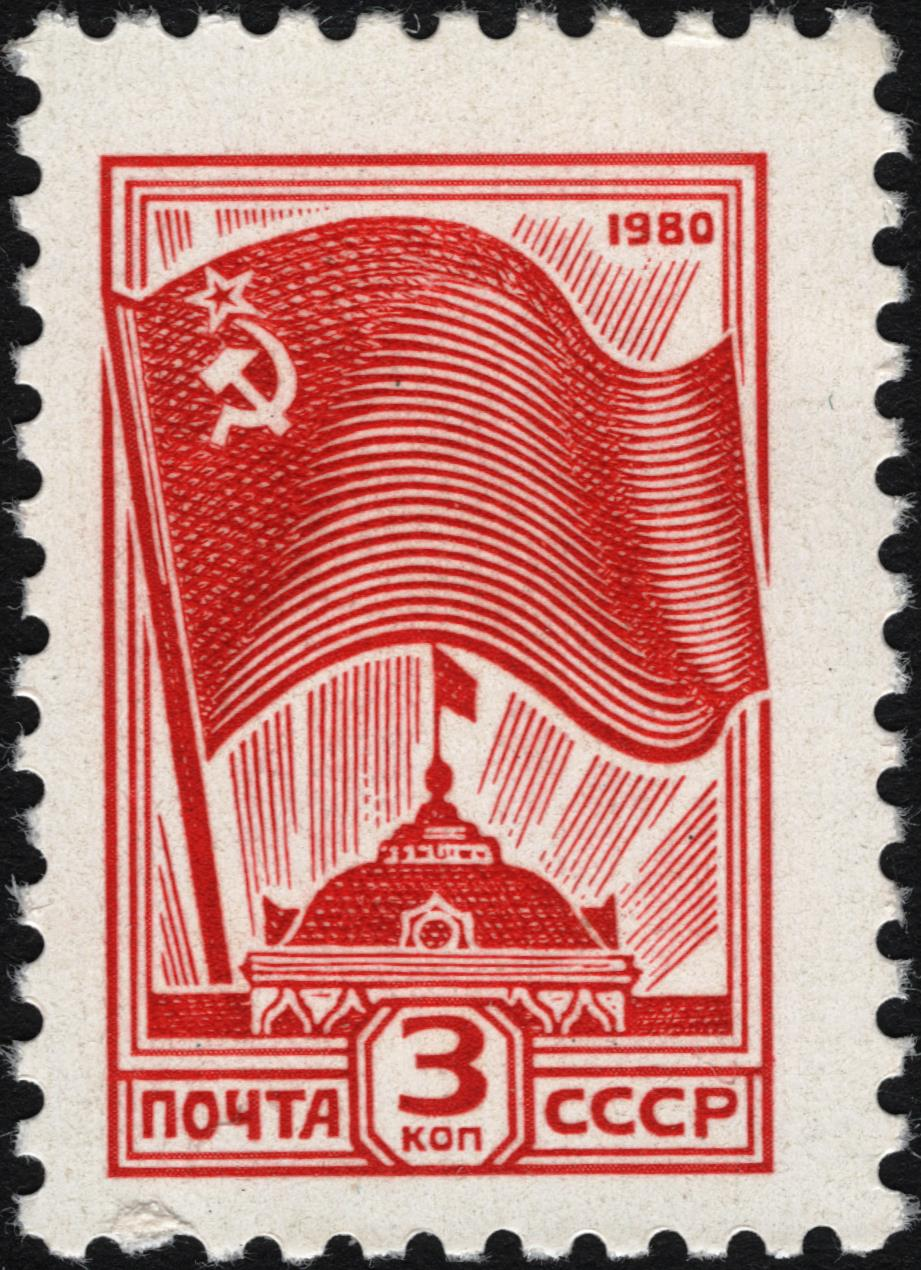
Металлография на мелованной бумаге
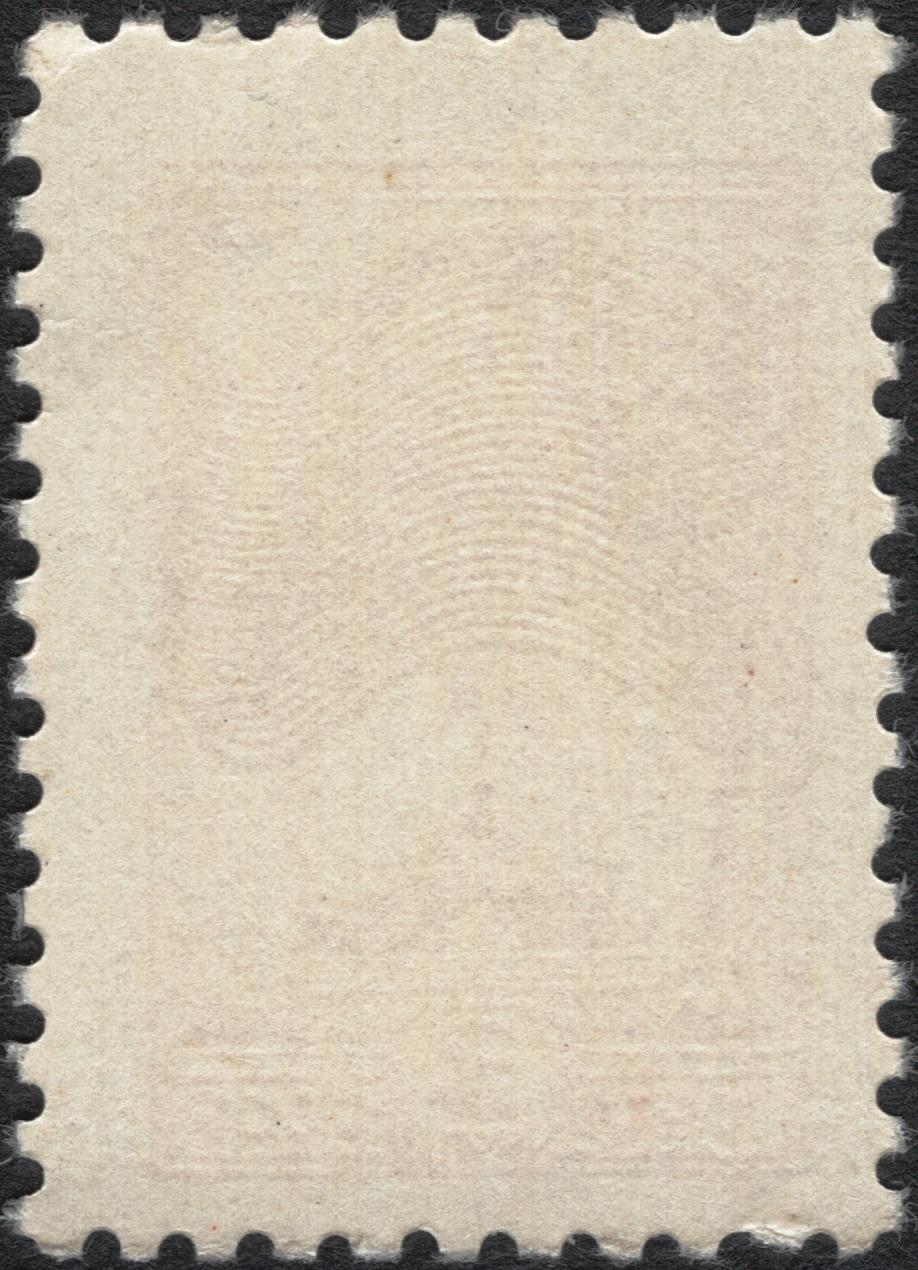
Оборот марки
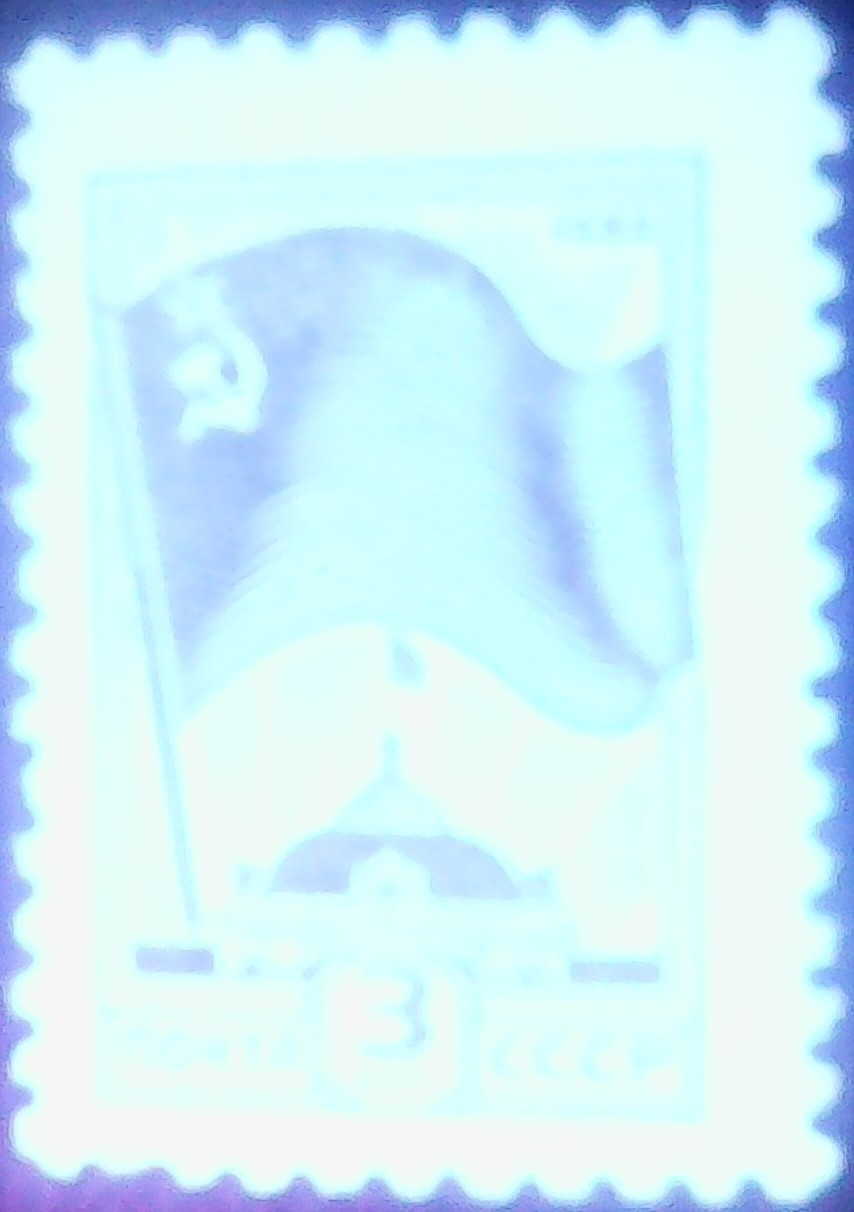
При УФ-излучении с длиной волны 365 нм
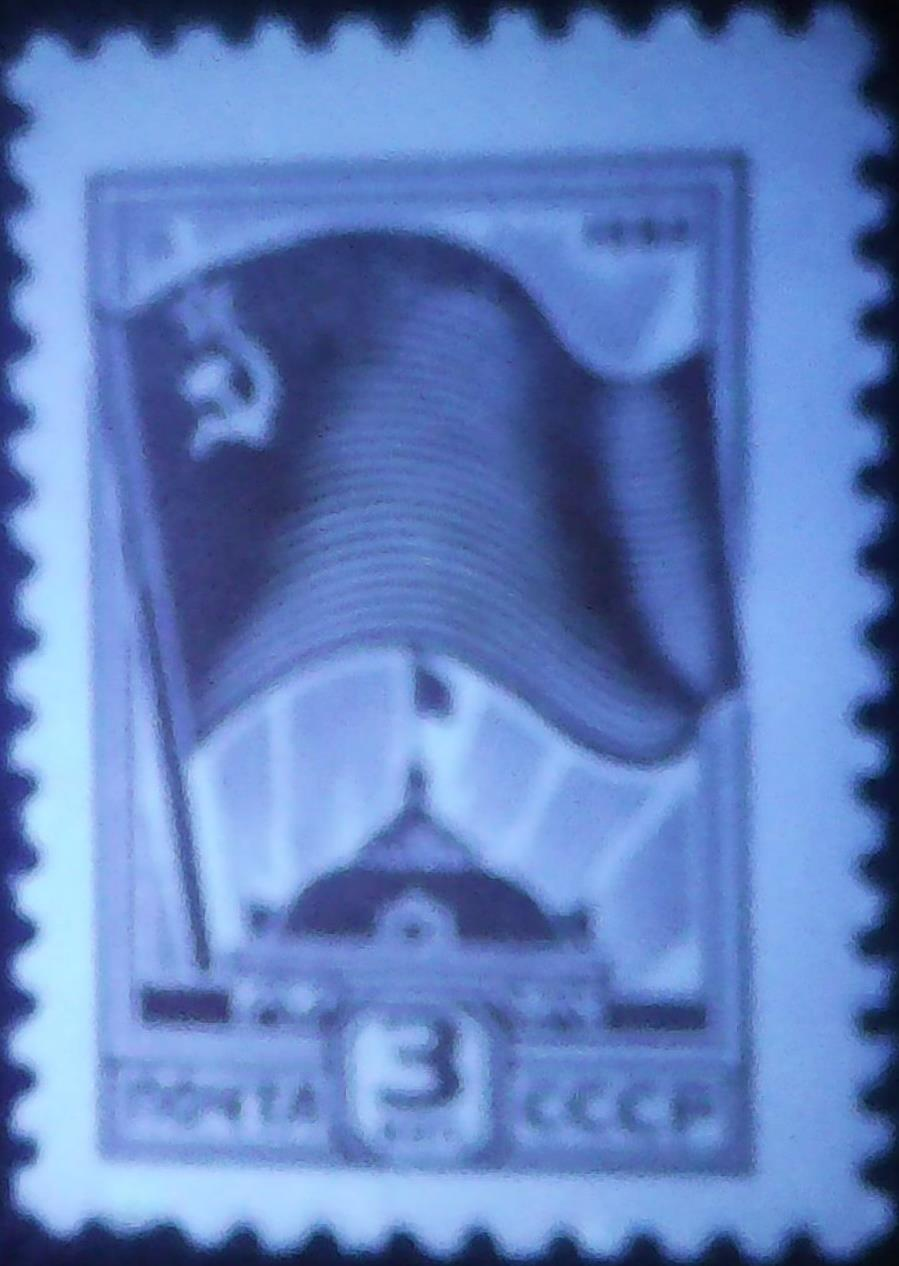
При УФ-излучении с длиной волны 254 нм
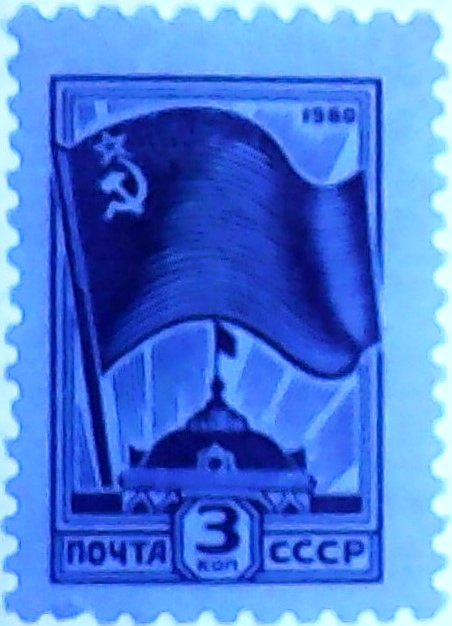
При УФ-излучении с длиной волны 365 нм на флуоресцентном фоне
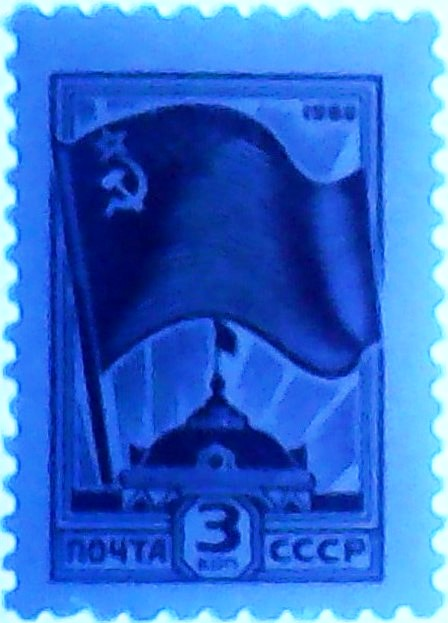
При УФ-излучении с длиной волны 254 нм на флуоресцентном фоне

На иллюстрации ниже показана марка с дефектом бумаги, который проявляется на рисунке в виде белого пятнышка внизу флага при UV-облучении. На обороте марки дефект не проявляется.

С дефектом бумаги, белым пятнышком внизу флага при UV-облучении
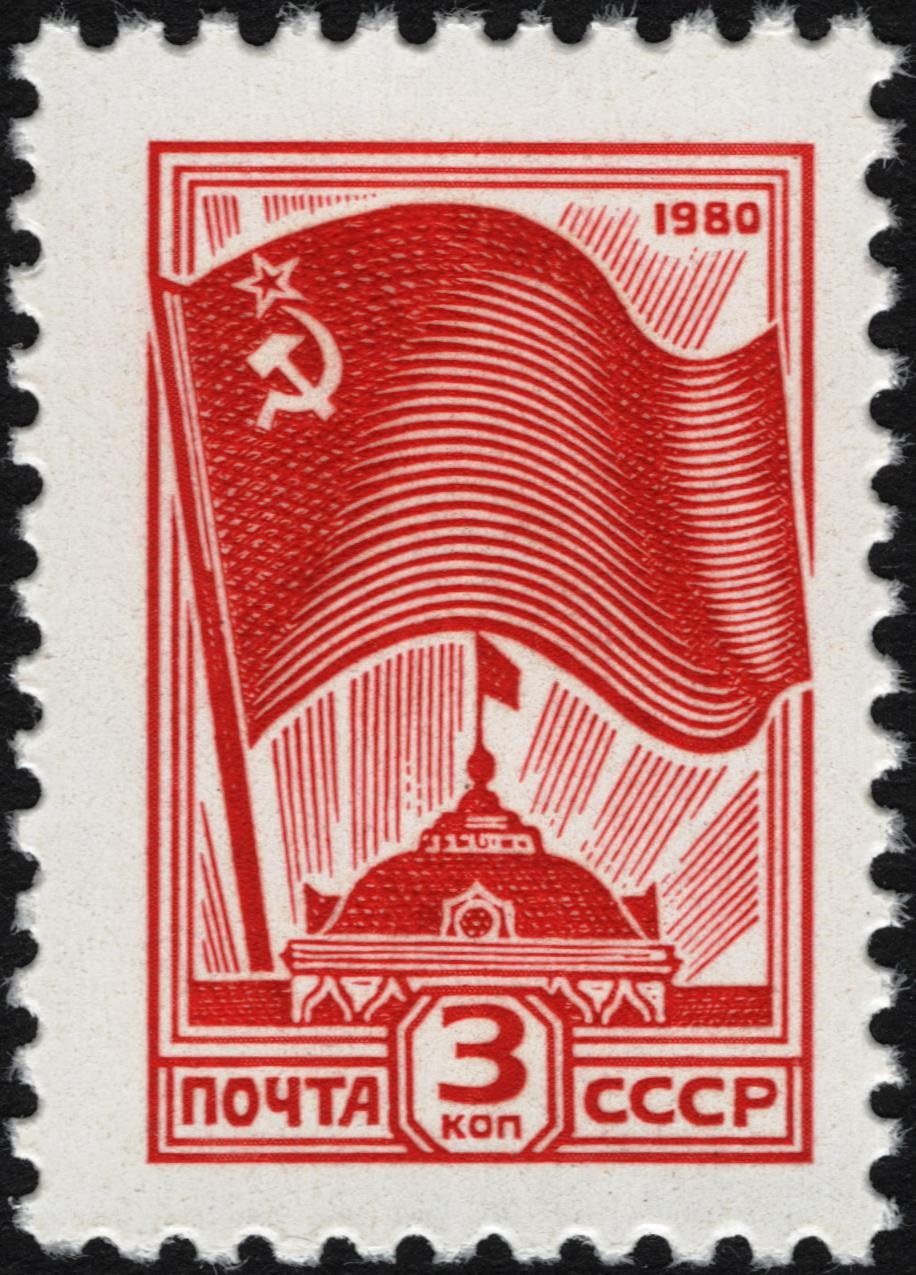
Металлография на мелованной бумаге
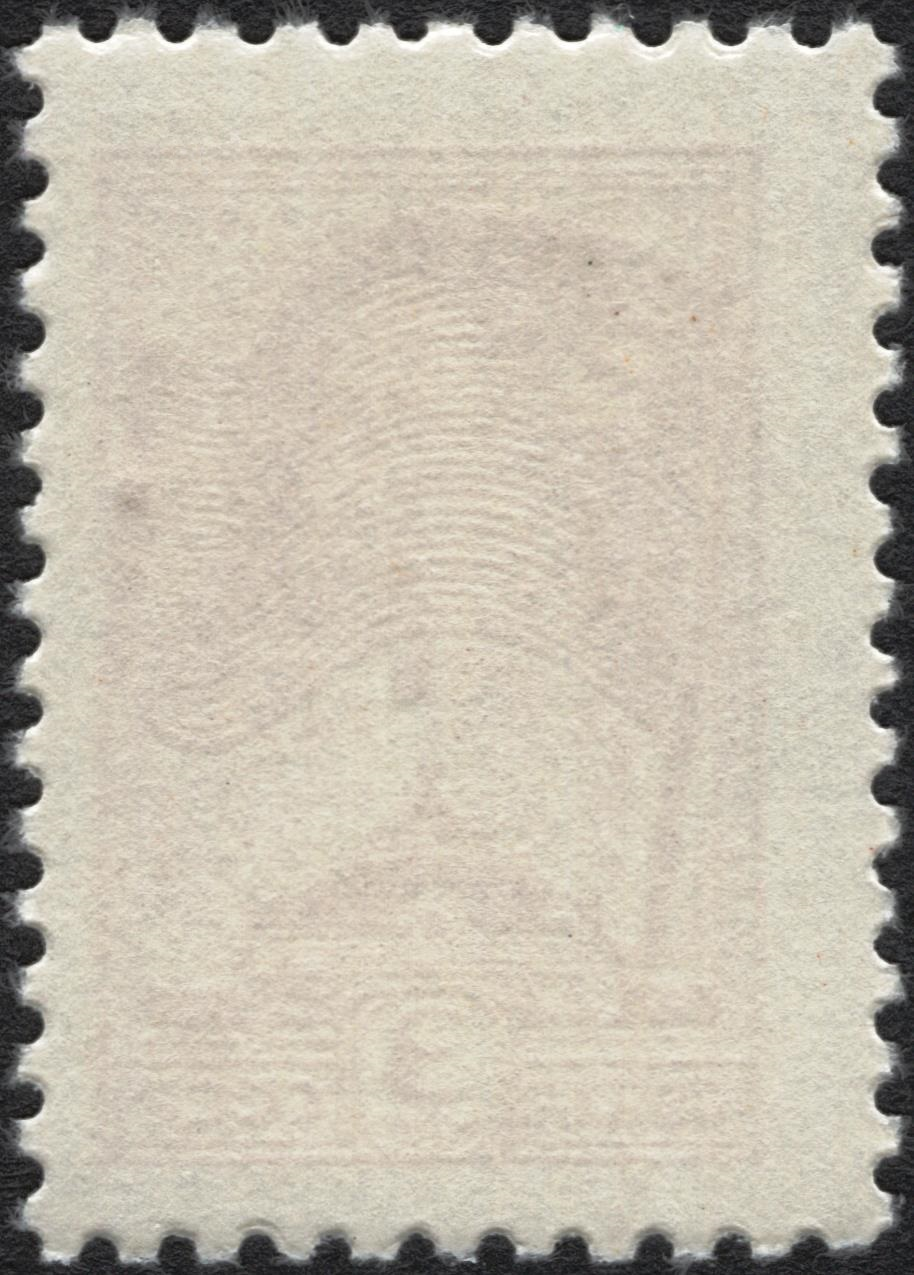
Оборот марки
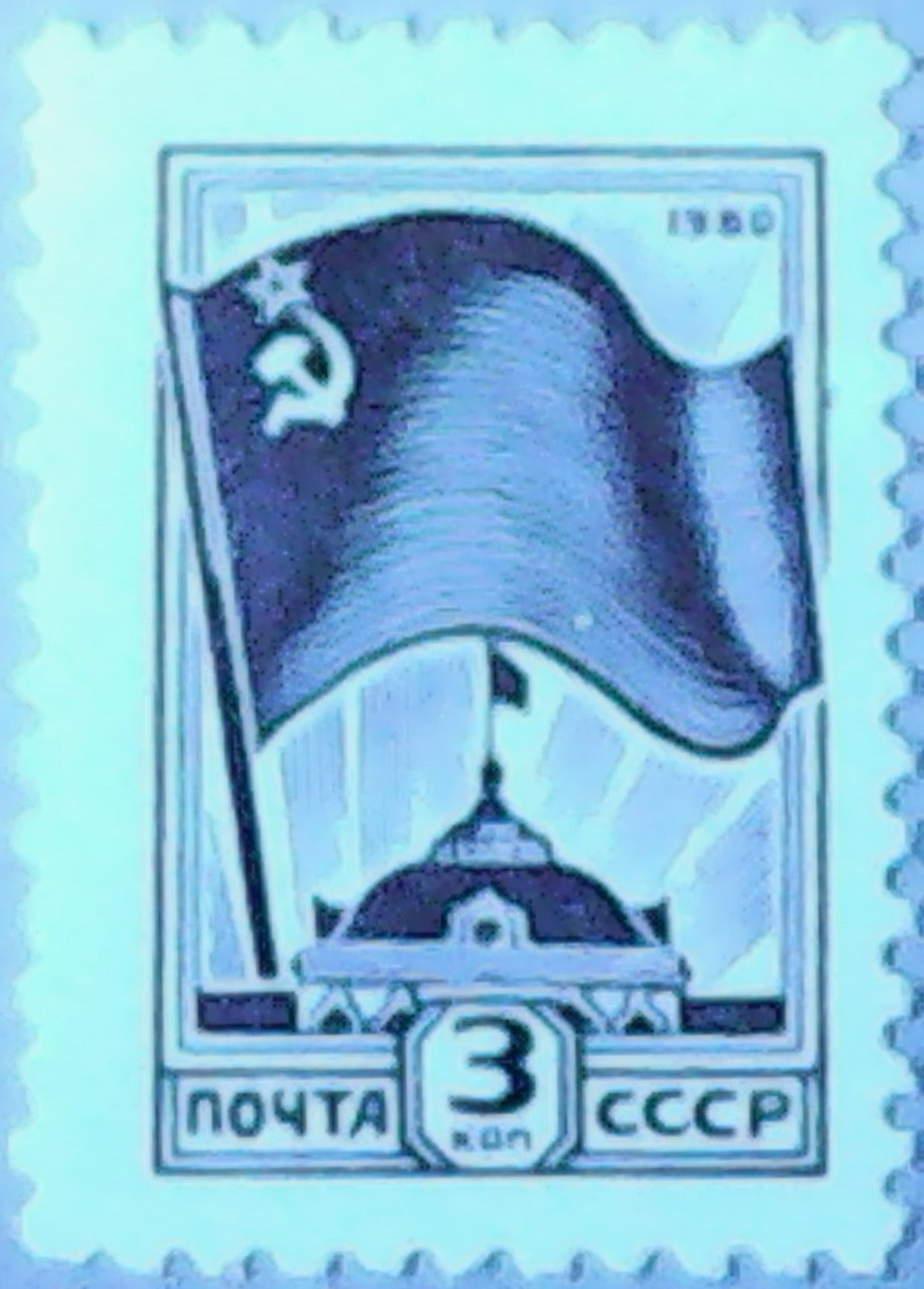
При УФ-излучении с длиной волны 365 нм
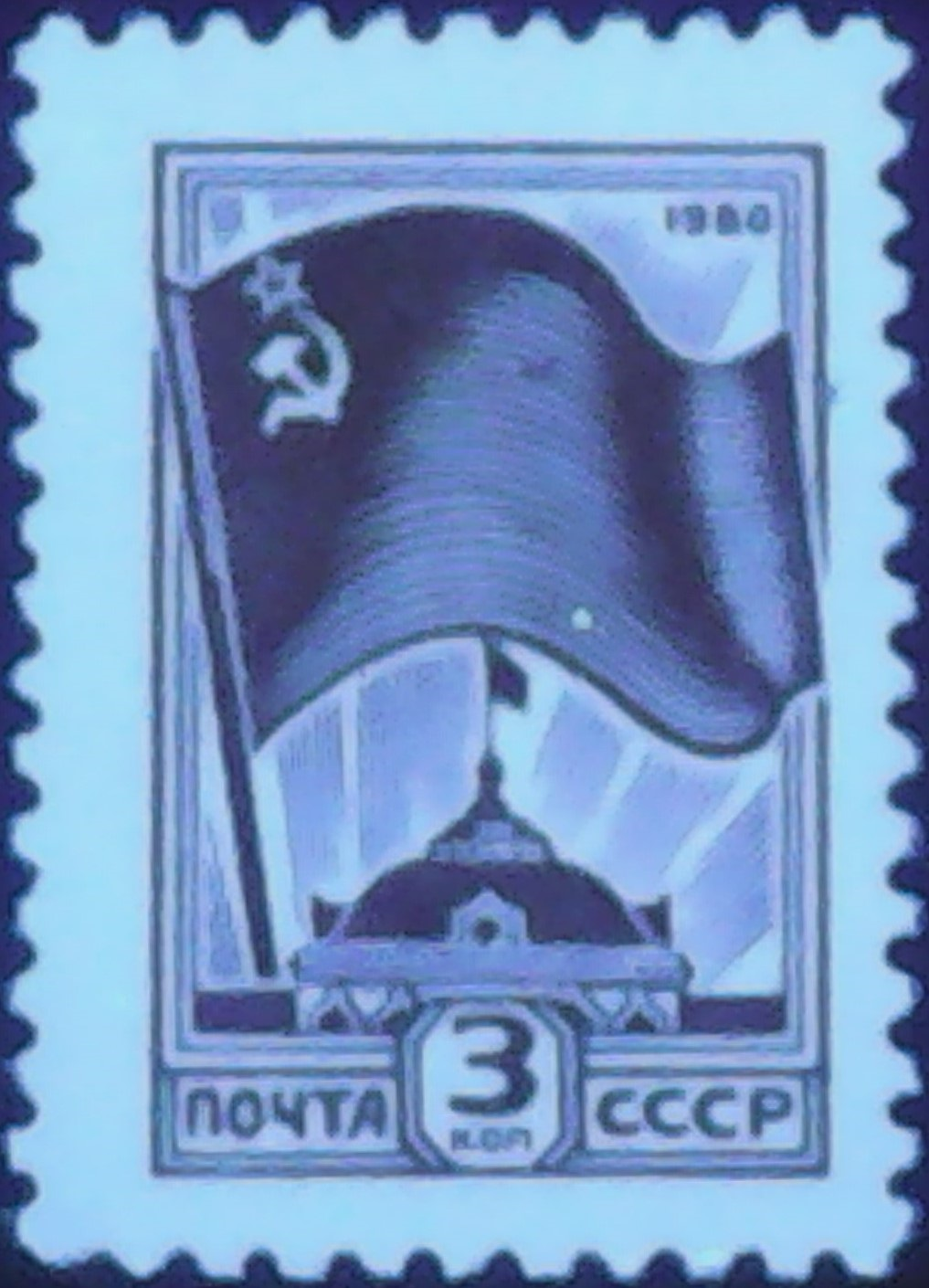
При УФ-излучении с длиной волны 254 нм
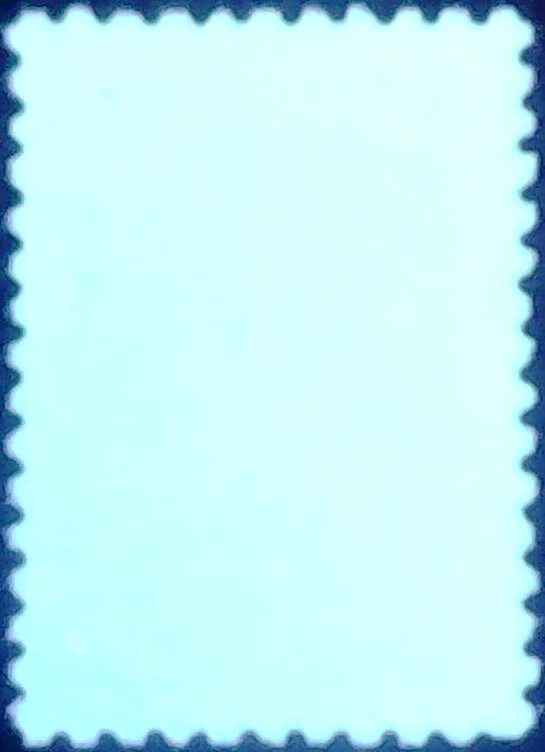
При УФ-излучении с длиной волны 365 нм. Оборот марки
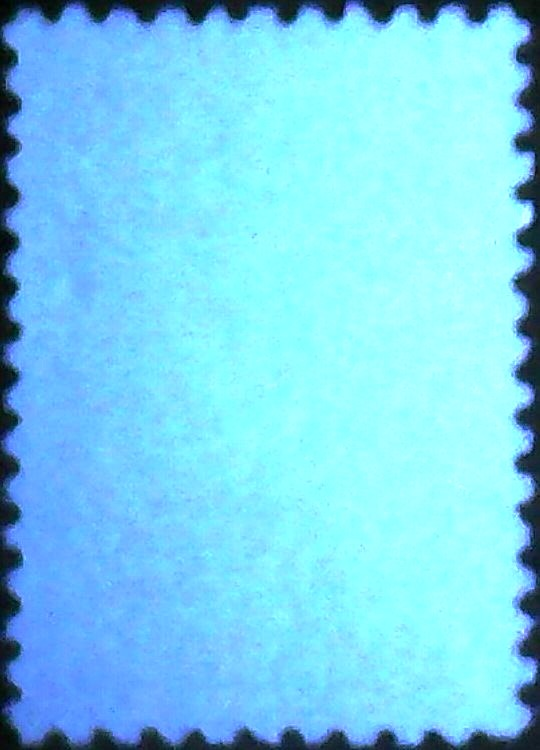
При УФ-излучении с длиной волны 254 нм. Оборот марки

Описание рисунка. Государственный флаг СССР и купол здания Совета Министров СССР (бывший Московский Сенат; 1776—1787; архитектор М. Ф. Казаков и другие) на лучистом фоне.
Создатели рисунка. Рисунок А. И. Калашникова. Гравюра на металле Александра Ткаченко и В. Саяпина.
Размеры. Размер марки 18,5 × 26 мм, размер рисунка 14 × 21,5 мм.
Печать и бумага. Металлография на мелованной флуоресцентной бумаге (голубоватое свечение в УФ-излучении при длинах волн 365 нм и 254 нм (более слабое)).
Зубцовка. Гребенчатая 12:12½.
Листы и тираж. Марочный лист 100 (10 × 10), тираж марки 12 млн.
На иллюстрациях показаны вид марки спереди и сзади при обычном освещении, а также при УФ-излучении с длиной волны 365 нм и 254 нм.

### Второй выпуск. 1982-04-25
Второй выпуск состоит из одной почтовой марки, вышедшей 25 апреля 1982 года.
- Номинал 45 копеек, цвет коричневый[1] (ЦФА (АО «Марка») 5287; Mi 5169 Iv; Sc 5038; SG 5064; Yt 4900)[8][36][23][41][24].

Марки с этим же рисунком и цветом представляют также третий и шестой выпуски.
- ЦФА 5287. 45 к. Спасская башня Московского Кремля. Коричневая[1]

ЦФА 5287. 45 к. Спасская башня Московского Кремля. Коричневая
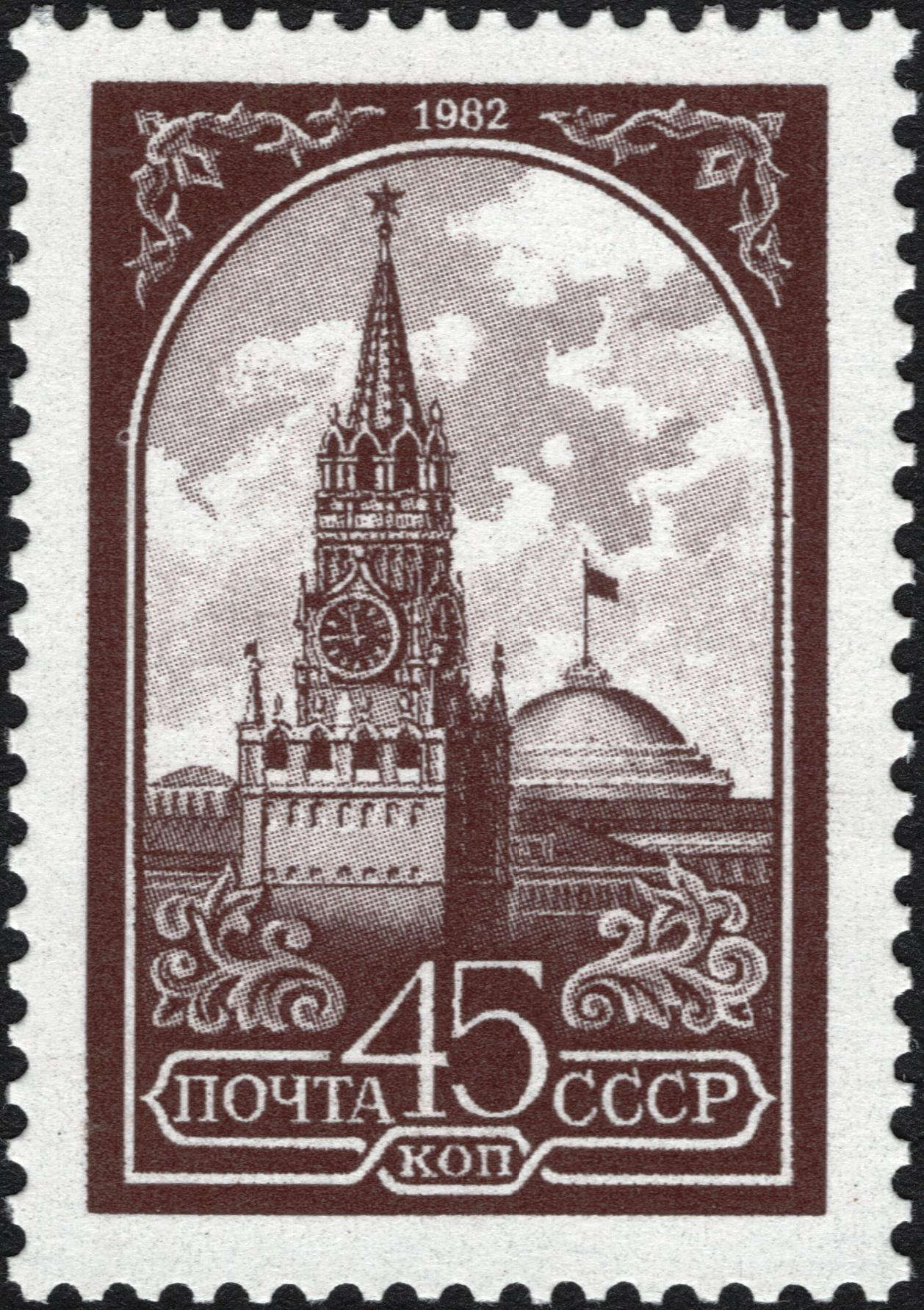
Офсет на мелованной бумаге
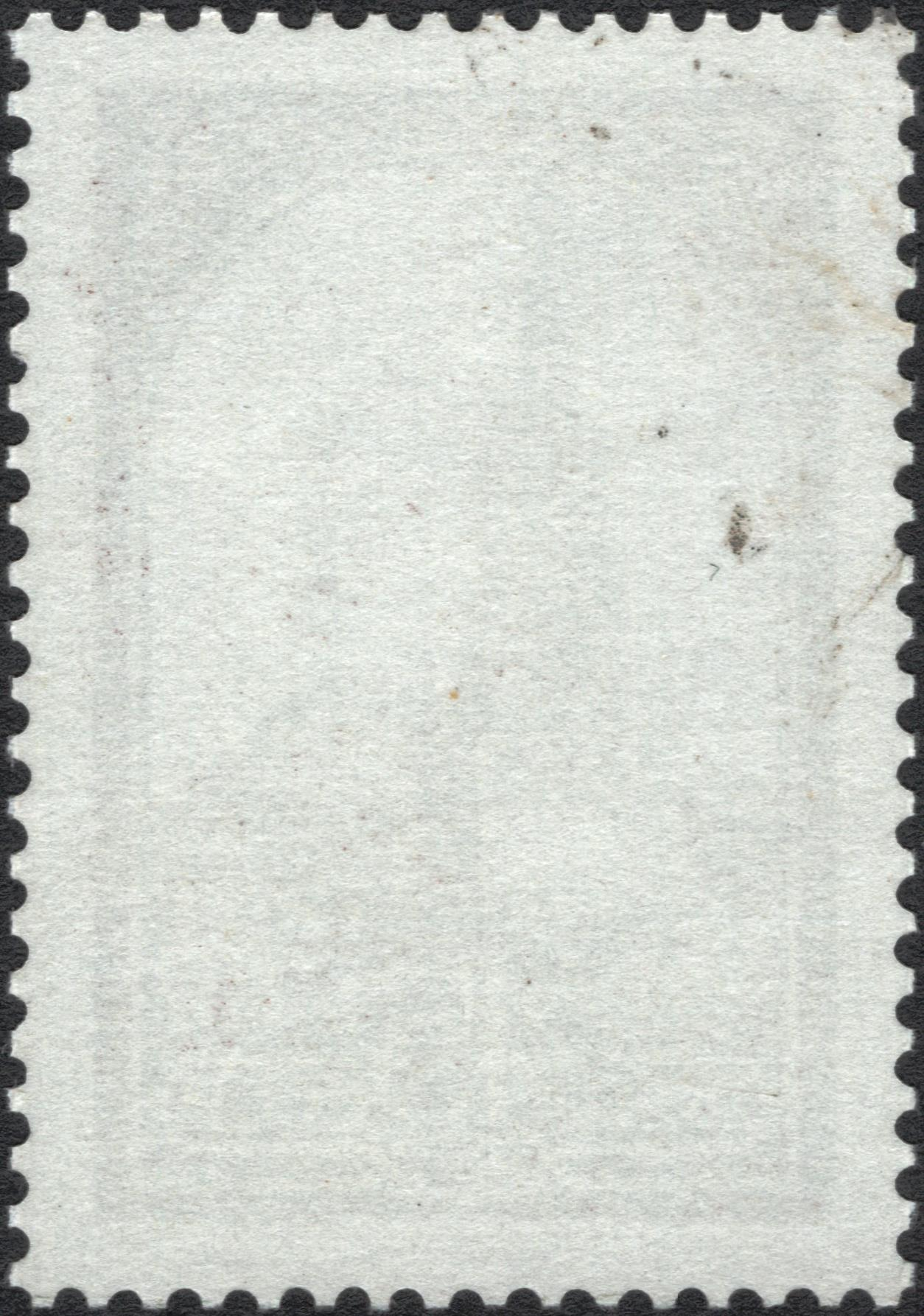
Оборот марки
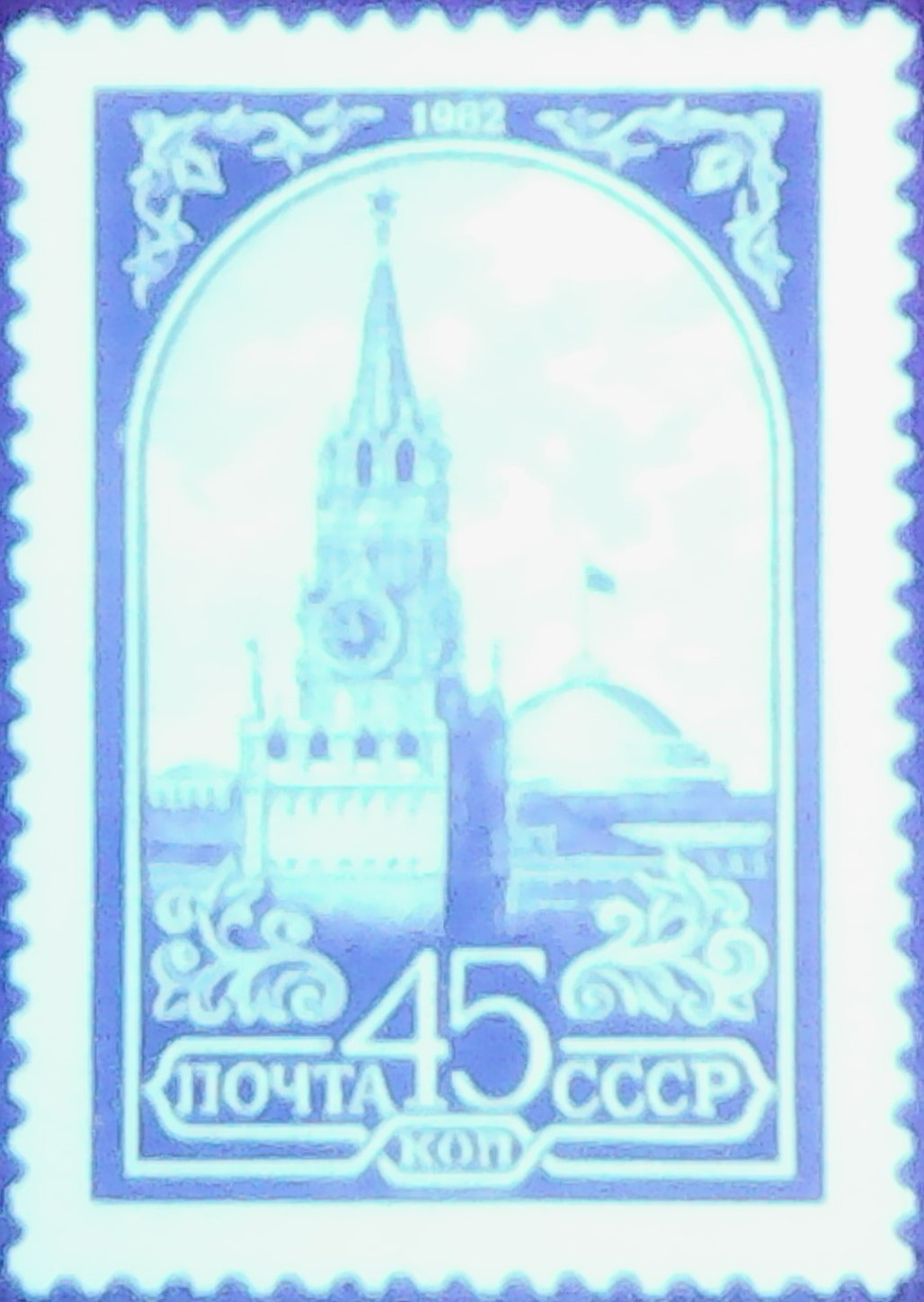
При УФ-излучении с длиной волны 365 нм
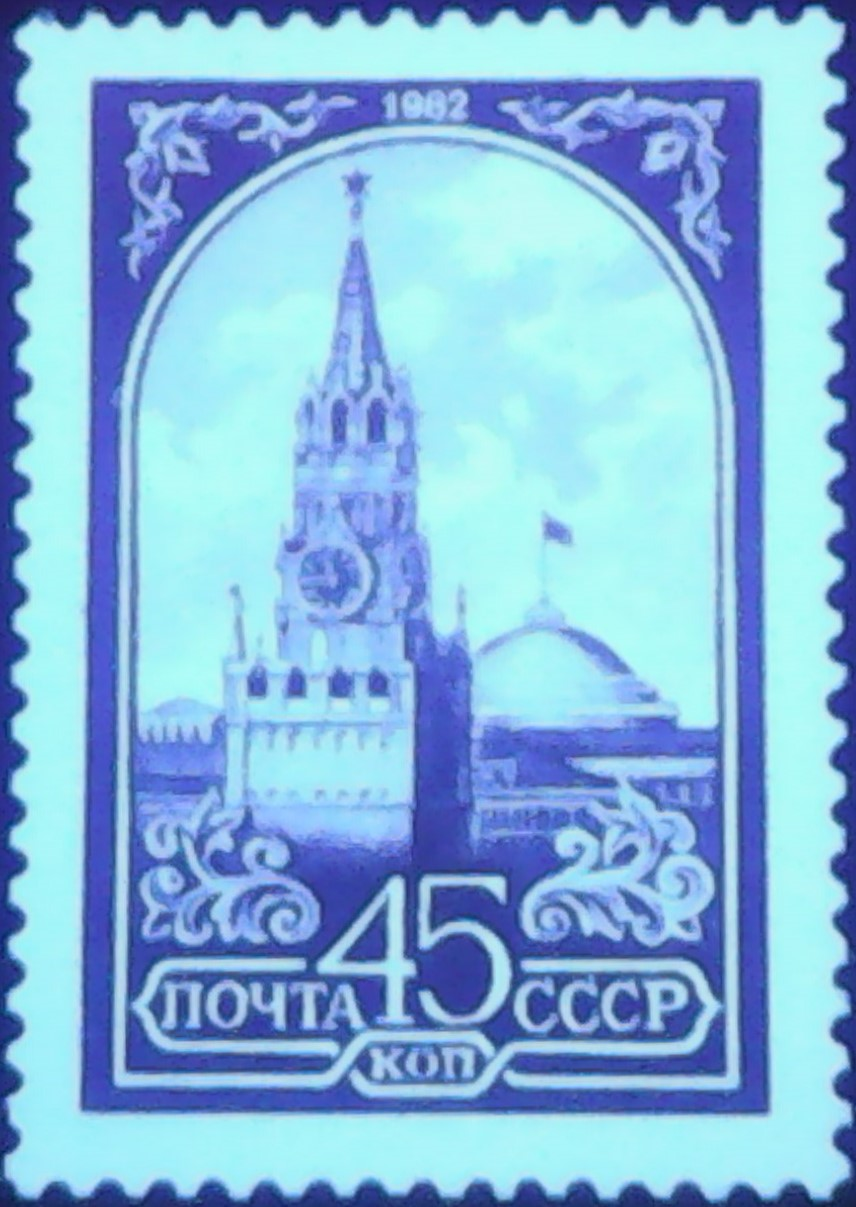
При УФ-излучении с длиной волны 254 нм

Описание рисунка. Спасская (бывшая Фроловская) башня (1491, архитектор Пьетро Солари, шатровое завершение — 1625, архитектор Бажен Огурцов) Московского Кремля и купол здания Совета Министров СССР (бывший Московский Сенат, 1776—1787, архитектор М. Ф. Казаков и другие) в декоративной рамке.
Художник. Рисунок Николая Черкасова.
Размеры. Размер марки 26 × 37 мм, размер рисунка 21,5 × 32,5 мм.
Печать и бумага. Офсетная печать (растр) на мелованной флуоресцентной бумаге (белое свечение в УФ-излучении при длине волны 365 нм, а при 254 нм свечение голубоватое).
Зубцовка. Гребенчатая 12½:12.
Листы и тираж. Марочный лист 50 (10 × 5), тираж марки 4 млн.

### Третий выпуск. 1982-10-12
Третий выпуск состоит из одной почтовой марки, вышедшей 12 октября 1982 года.
- Номинал 45 копеек, цвет коричневый[1] (ЦФА (АО «Марка») 5340; Mi 5169 IIv; Sc 5038a; SG 5065; Yt 4901)[9][36][23][41][24].

Марки с этим же рисунком и цветом представляют второй и шестой выпуски.
- ЦФА 5340. 45 к. Спасская башня Московского Кремля. Коричневая[1]

ЦФА 5340. 45 к. Спасская башня Московского Кремля. Коричневая
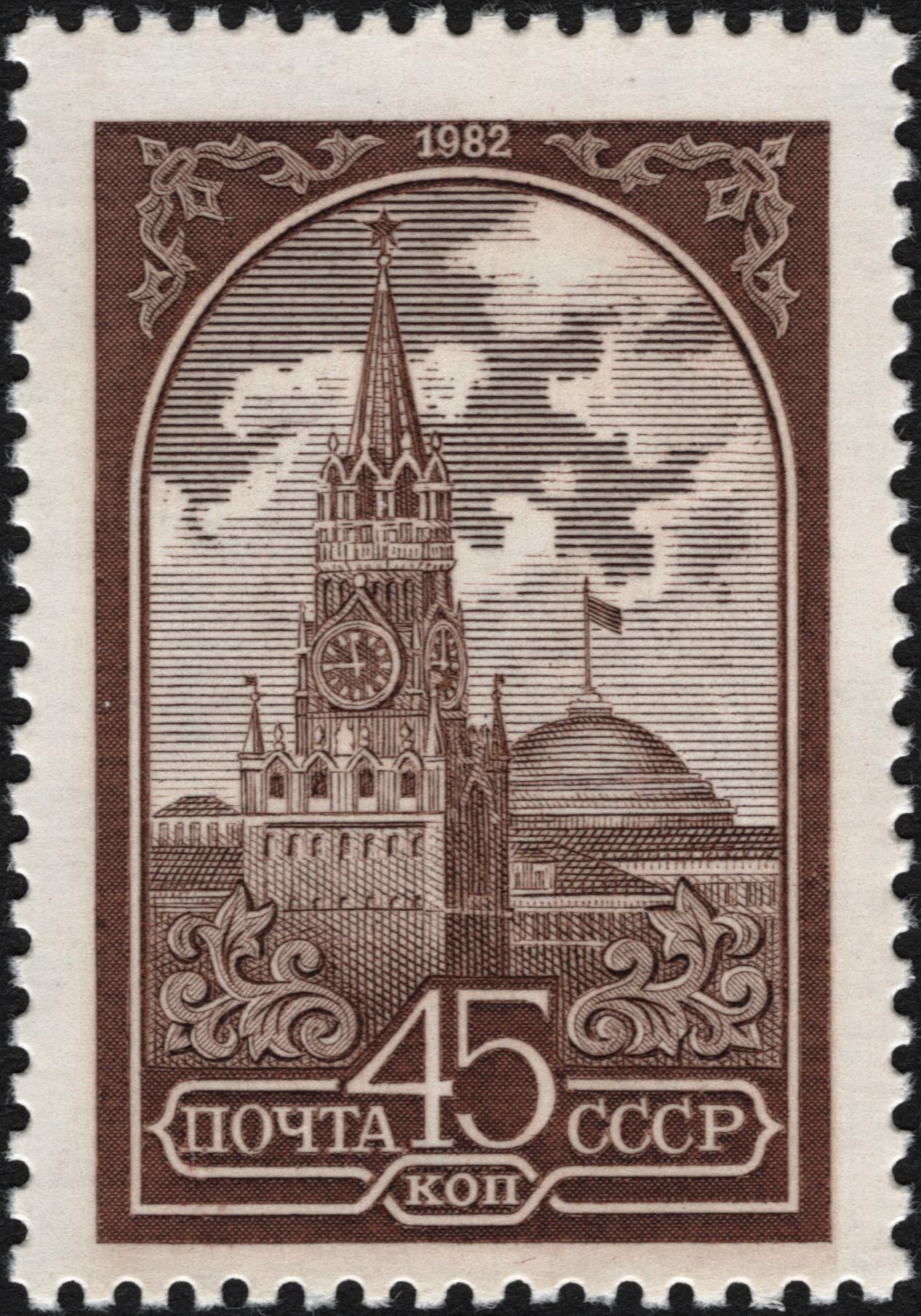
Металлография на мелованной бумаге
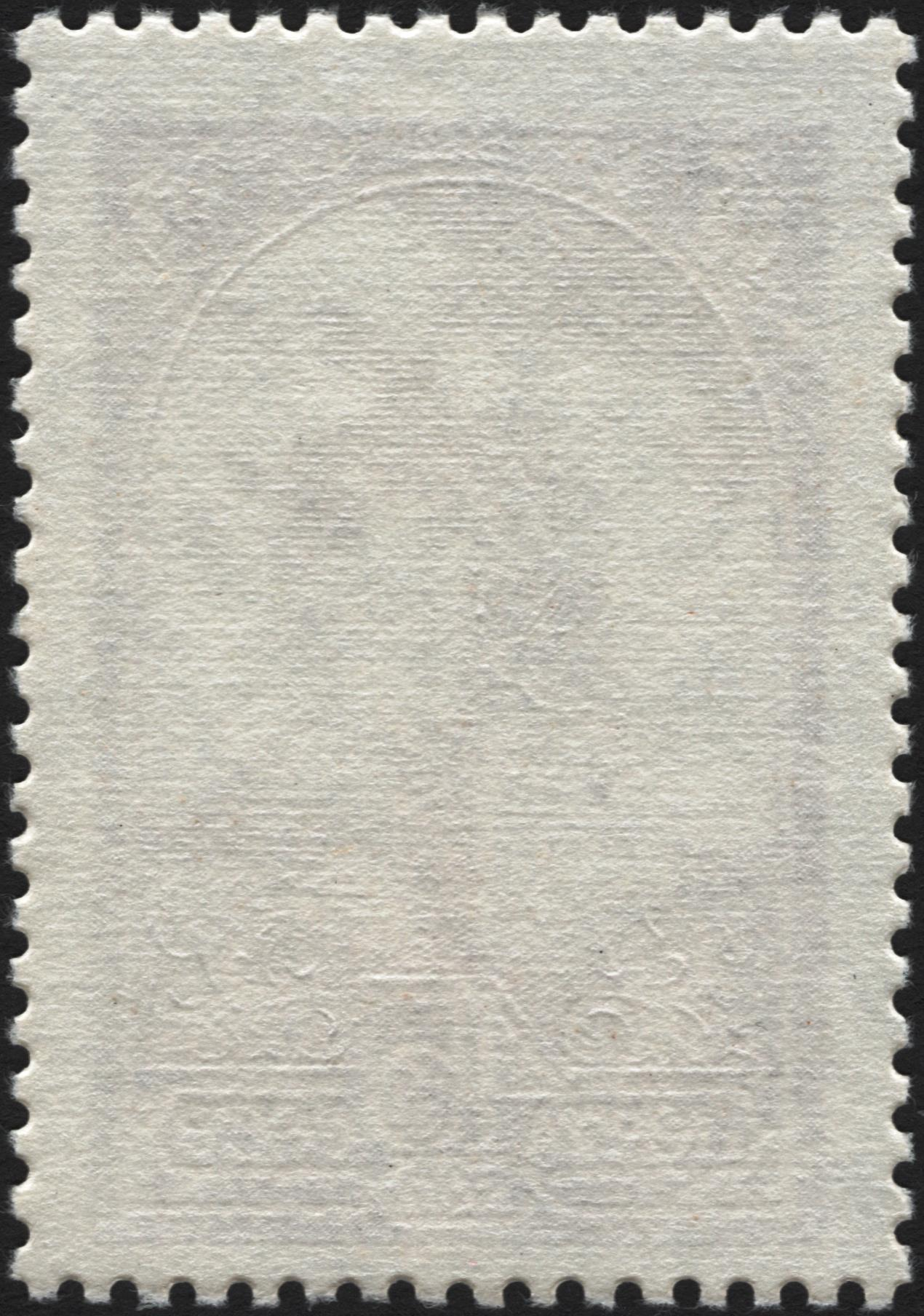
Оборот марки
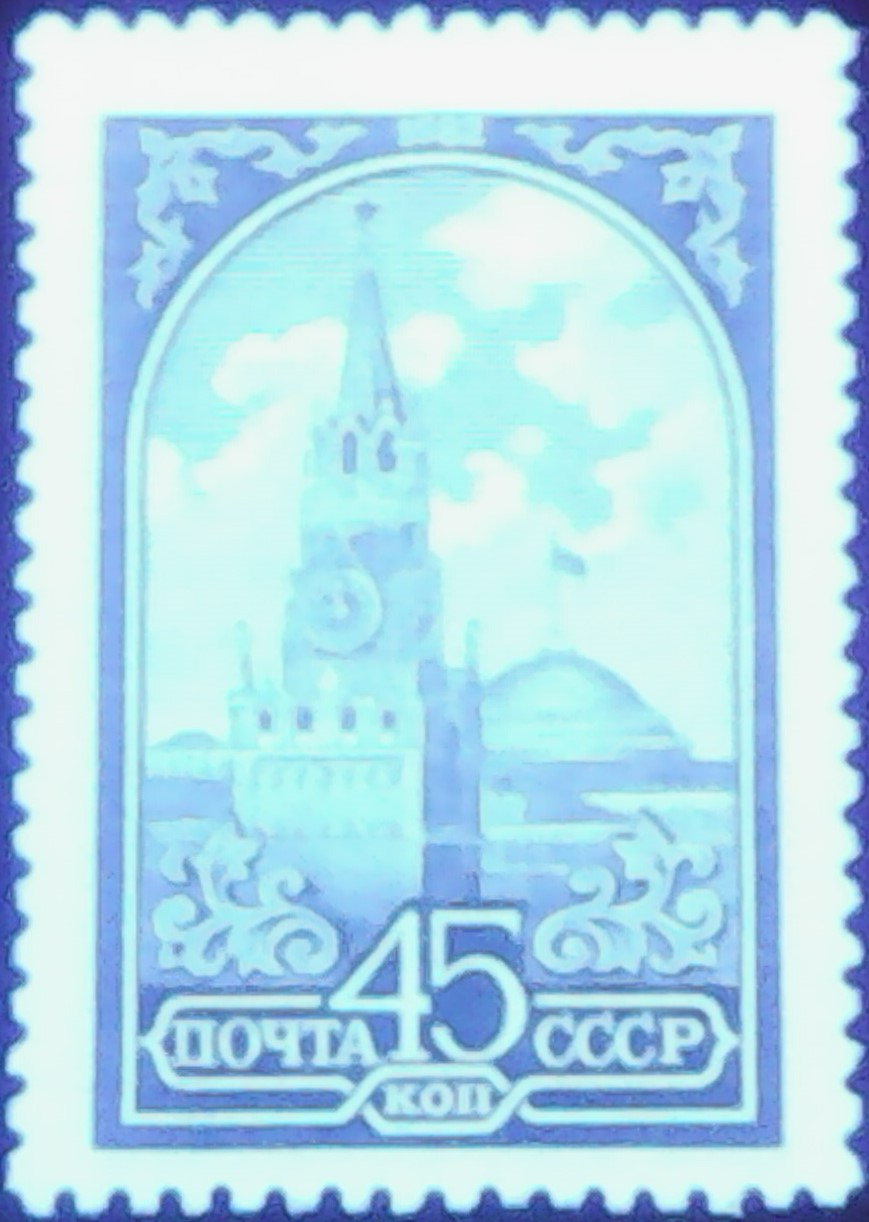
При УФ-излучении с длиной волны 365 нм
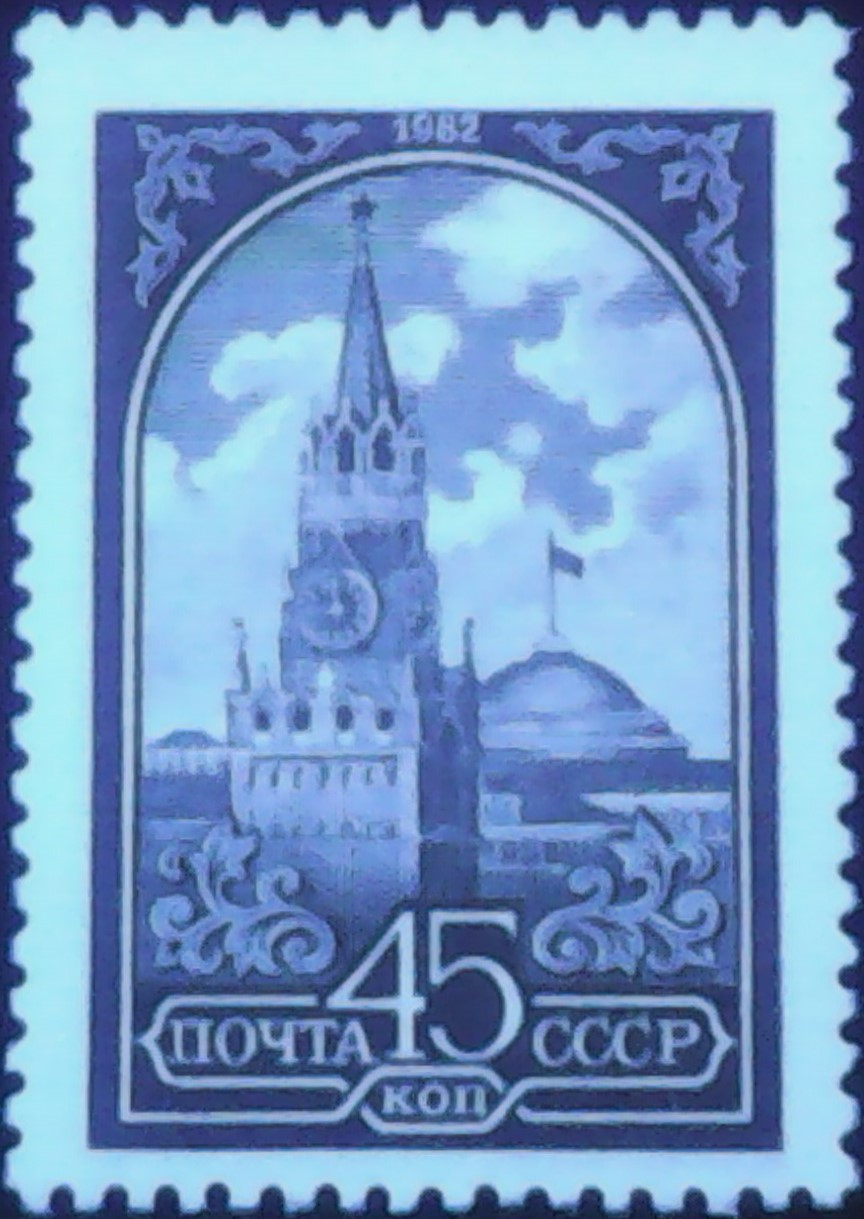
При УФ-излучении с длиной волны 254 нм

Описание рисунка. Спасская (бывшая Фроловская) башня (1491, архитектор Пьетро Солари, шатровое завершение — 1625, архитектор Бажен Огурцов) Московского Кремля и купол здания Совета Министров СССР (бывший Московский Сенат, 1776—1787, архитектор М. Ф. Казаков и другие) в декоративной рамке.
Создатели рисунка. Рисунок Николая Черкасова. Гравюра на металле Ивана Мокроусова.
Размеры. Размер марки 26 × 37 мм, размер рисунка 21,5 × 32,5 мм.
Печать и бумага. Металлография на мелованной флуоресцентной бумаге (белое свечение в УФ-излучении при длине волны 365 нм, а при 254 нм свечение голубоватое).
Зубцовка. Гребенчатая 12½:12.
Листы и тираж. Марочный лист 50 (10 × 5), тираж марки 3,5 млн.

### Четвёртый выпуск. 1982-12-28
Четвёртый выпуск состоит из двух почтовых марок, вышедших 28 декабря 1982 года.
Марка с этим же рисунком, но другого цвета представляет пятый выпуск.

#### Первая марка четвёртого выпуска
- Номинал 5 копеек, цвет зеленовато-голубой[1] (ЦФА (АО «Марка») 5357; Mi 5238a; Sc 5112; SG 5061; Yt 4965)[10][37][26][41][27].

- ЦФА 5357. 5 к. Средства доставки почты. Зеленовато-голубая[1]

ЦФА 5357. 5 к. Средства доставки почты. Зеленовато-голубая
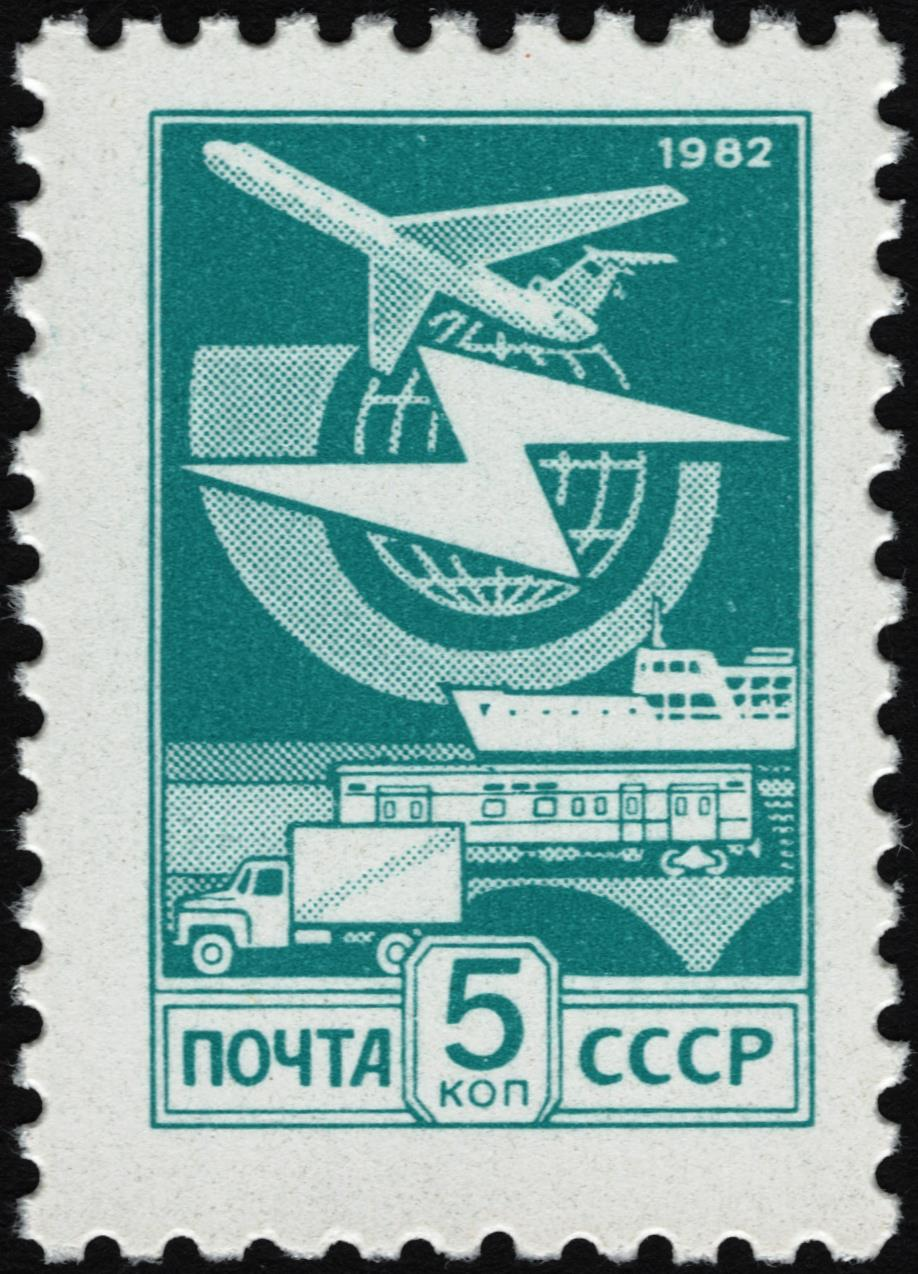
Офсет на мелованной бумаге
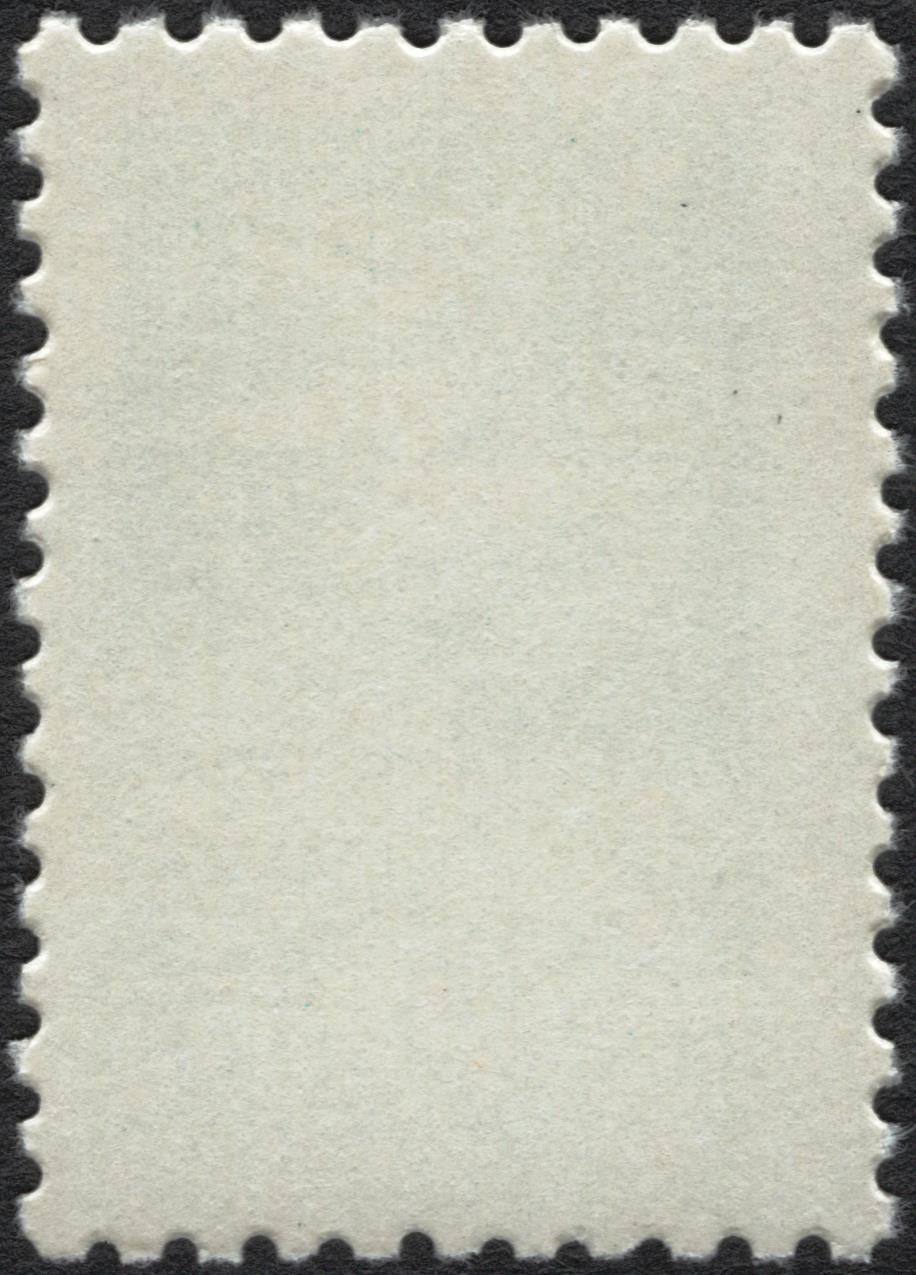
Оборот марки
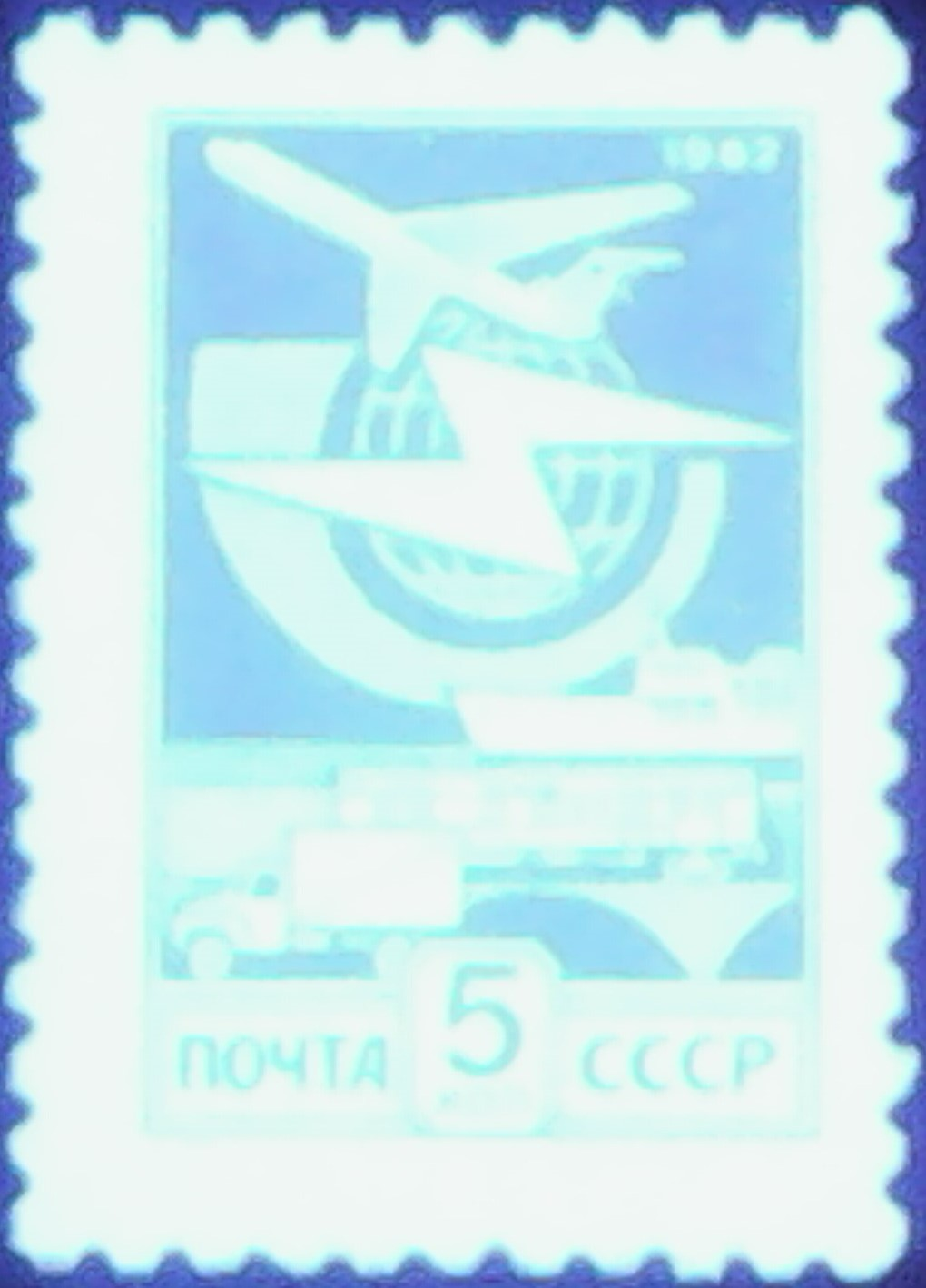
При УФ-излучении с длиной волны 365 нм
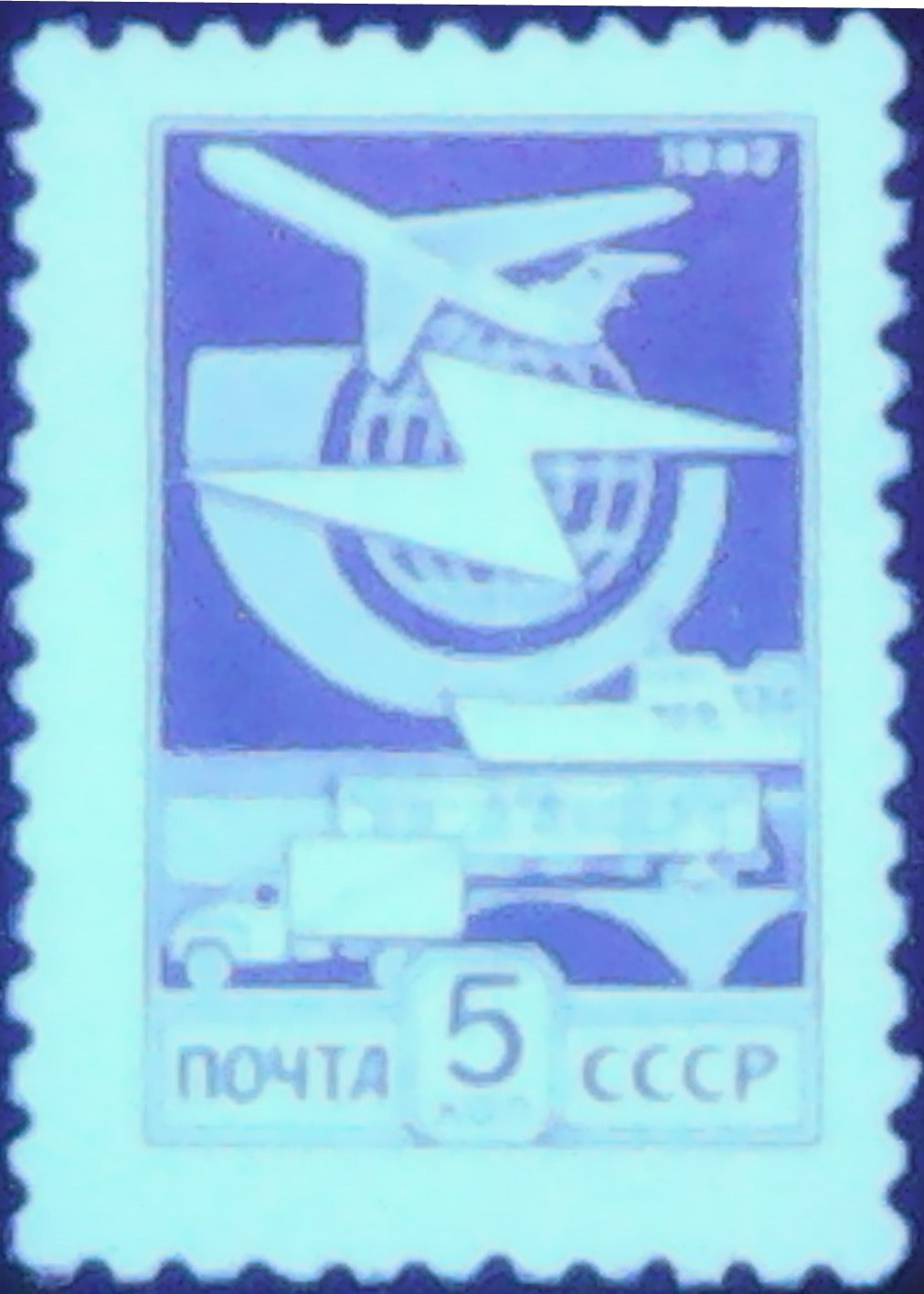
При УФ-излучении с длиной волны 254 нм

Описание рисунка. Эмблема почтовой связи и средства доставки корреспонденции и грузов воздушным, водным и наземным (железнодорожным и автомобильным) транспортом.
Художник. Рисунок Г. А. Комлева.
Размеры. Размер марки 18,5 × 26 мм, размер рисунка 14 × 21,5 мм.
Печать и бумага. Офсетная печать (растр) на мелованной флуоресцентной бумаге (белое свечение в УФ-излучении при длине волны 365 нм, а при 254 нм свечение голубоватое).
Зубцовка. Гребенчатая 12:12½.
Листы и тираж. Марочный лист 100 (10 × 10), тираж марки 9 млн.

#### Вторая марка четвёртого выпуска
- Номинал 5 копеек, цвет голубой[1] (ЦФА (АО «Марка») 5357a; Mi —; Sc —; SG —; Yt —)[1][37][26][41][27].

Характеристики такие же (кроме цвета), как и у первой марки с номером ЦФА 5357.

### Пятый выпуск. 1983-05-20
Пятый выпуск состоит из одной почтовой марки, вышедшей 20 мая 1983 года.
- Номинал 5 копеек, цвет голубой[1] (ЦФА (АО «Марка») 5392; Mi 5238b; Sc 5113; SG 5062; Yt 4997)[11][37][26][41][47].

Марки с этим же рисунком, но разного цвета представляют четвёртый выпуск.
- ЦФА 5392. 5 к. Средства доставки почты. Голубая[1]

ЦФА 5392. 5 к. Средства доставки почты. Голубая
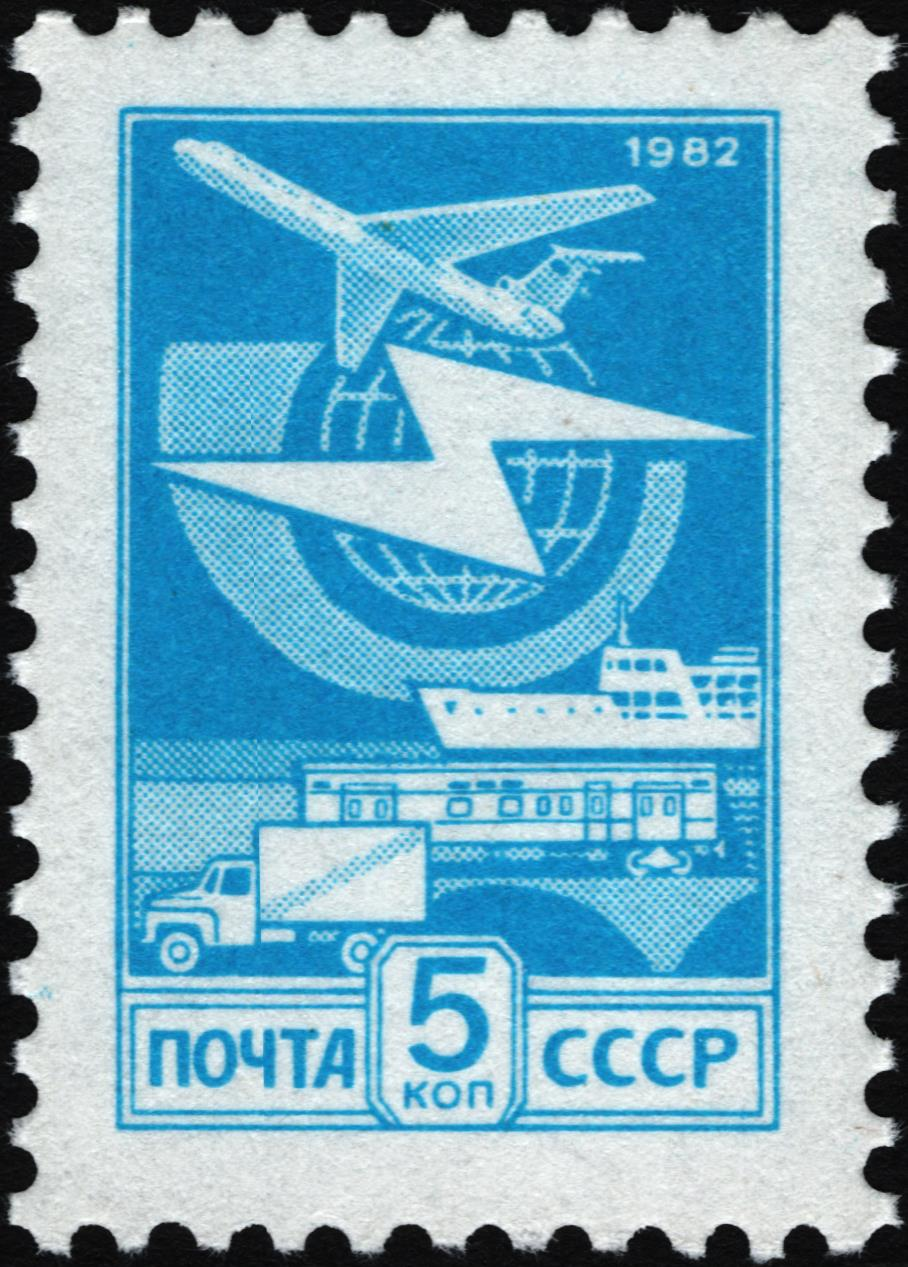
Офсет на простой бумаге
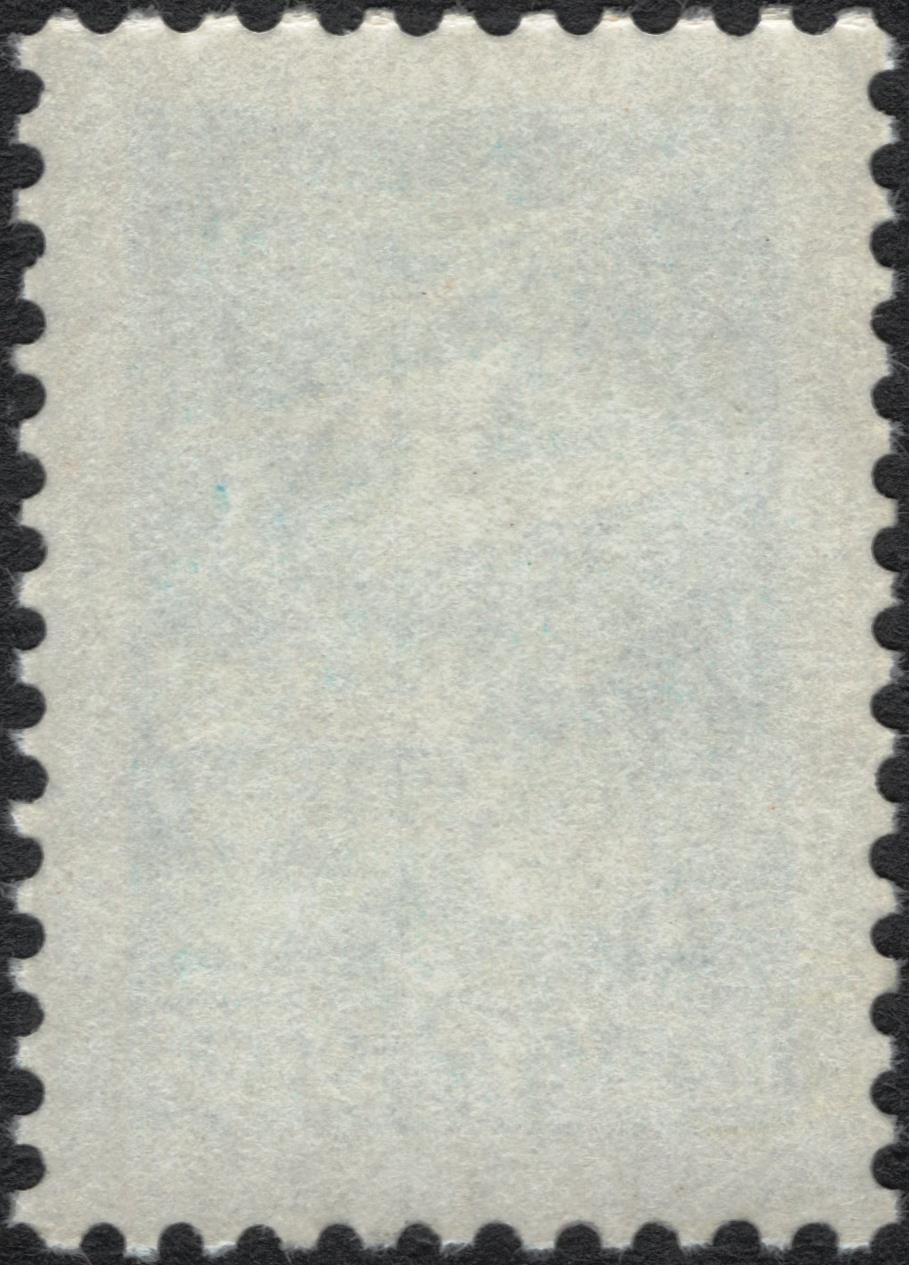
Оборот марки
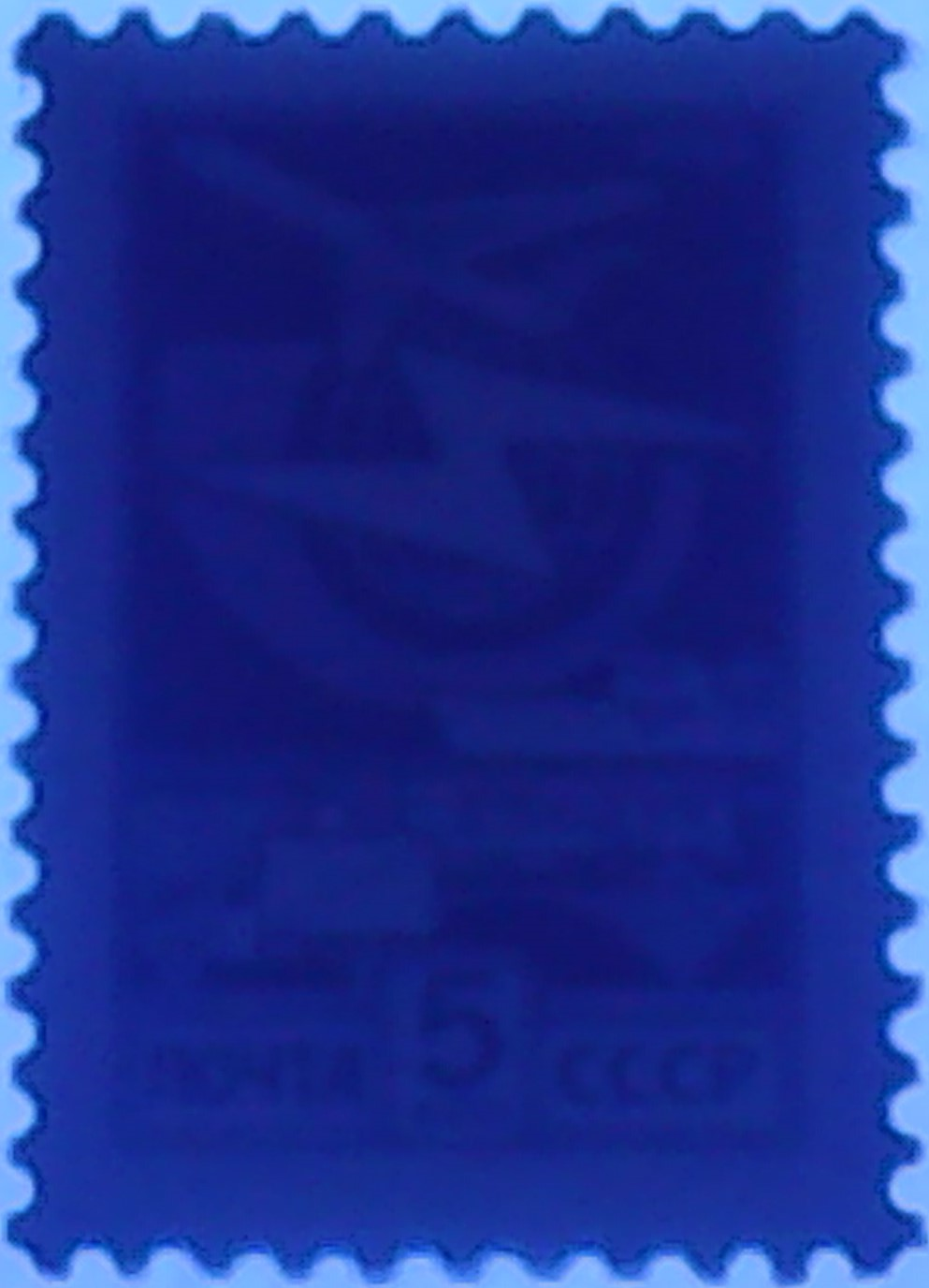
При УФ-излучении с длиной волны 365 нм на флуоресцентном фоне
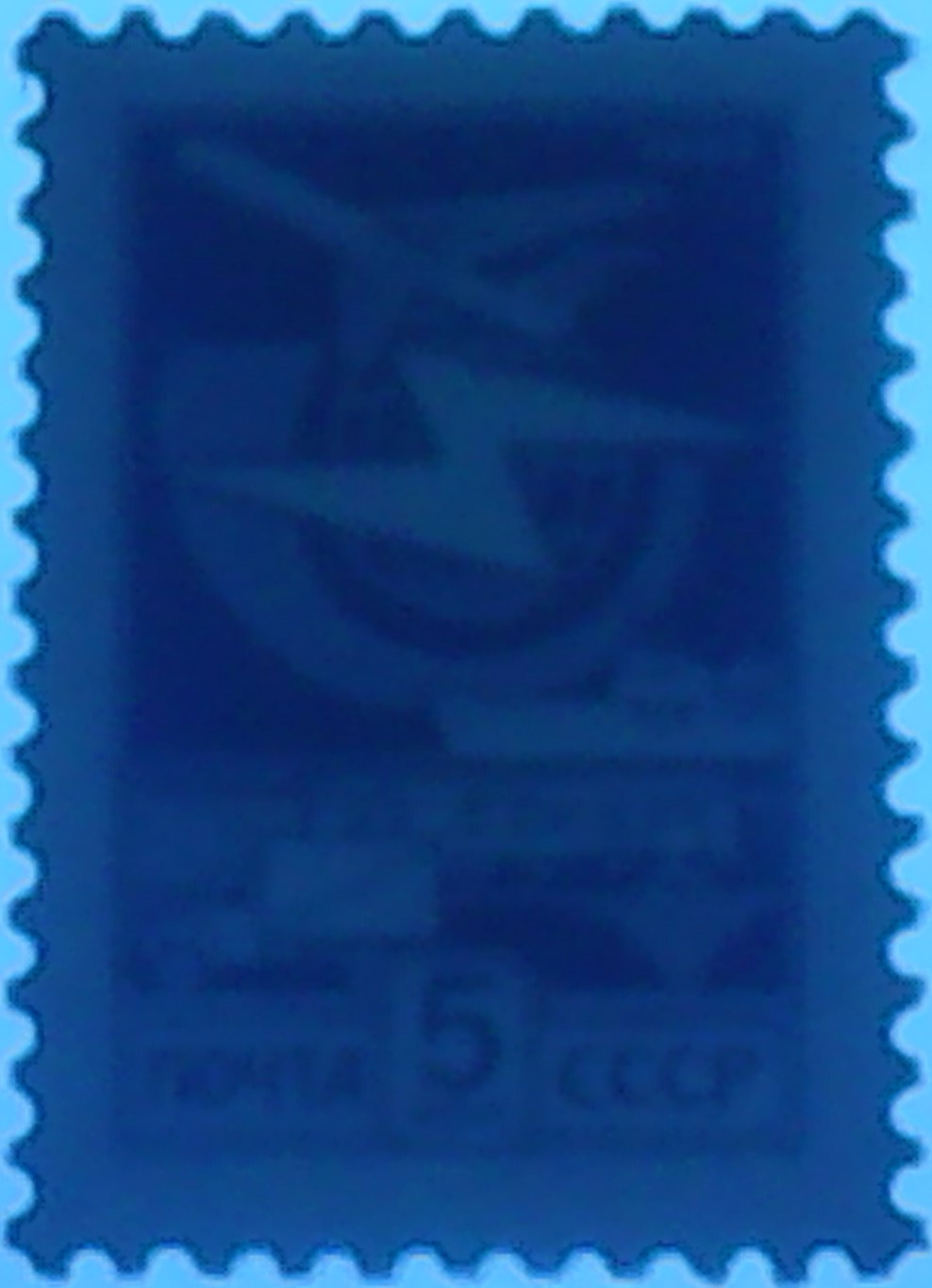
При УФ-излучении с длиной волны 254 нм на флуоресцентном фоне

Описание рисунка. Эмблема почтовой связи и средства доставки корреспонденции и грузов воздушным, водным и наземным (железнодорожным и автомобильным) транспортом. На марке указан год первого выпуска в обращение — «1982».
Художник. Рисунок Г. А. Комлева.
Размеры. Размер марки 18,5 × 26 мм, размер рисунка 14 × 21,5 мм.
Печать и бумага. Офсетная печать (растр) на простой бумаге (свечение в УФ-излучении отсутствует).
Зубцовка. Гребенчатая 12:12½.
Листы и тираж. Марочный лист 100 (10 × 10), тираж марки массовый.

### Шестой выпуск. 1984-05-15
Шестой выпуск состоит из одной почтовой марки, вышедшей 15 мая 1984 года.
- Номинал 45 копеек, цвет коричневый[1] (ЦФА (АО «Марка») 5510; Mi 5169 Iw; Sc —; SG no U.V. reaction; Yt 4900a)[12][36][23][41][24].

Марки с этим же рисунком и цветом представляют также второй и третий выпуски.
- ЦФА 5510. 45 к. Спасская башня Московского Кремля. Коричневая[1]

ЦФА 5510. 45 к. Спасская башня Московского Кремля. Коричневая
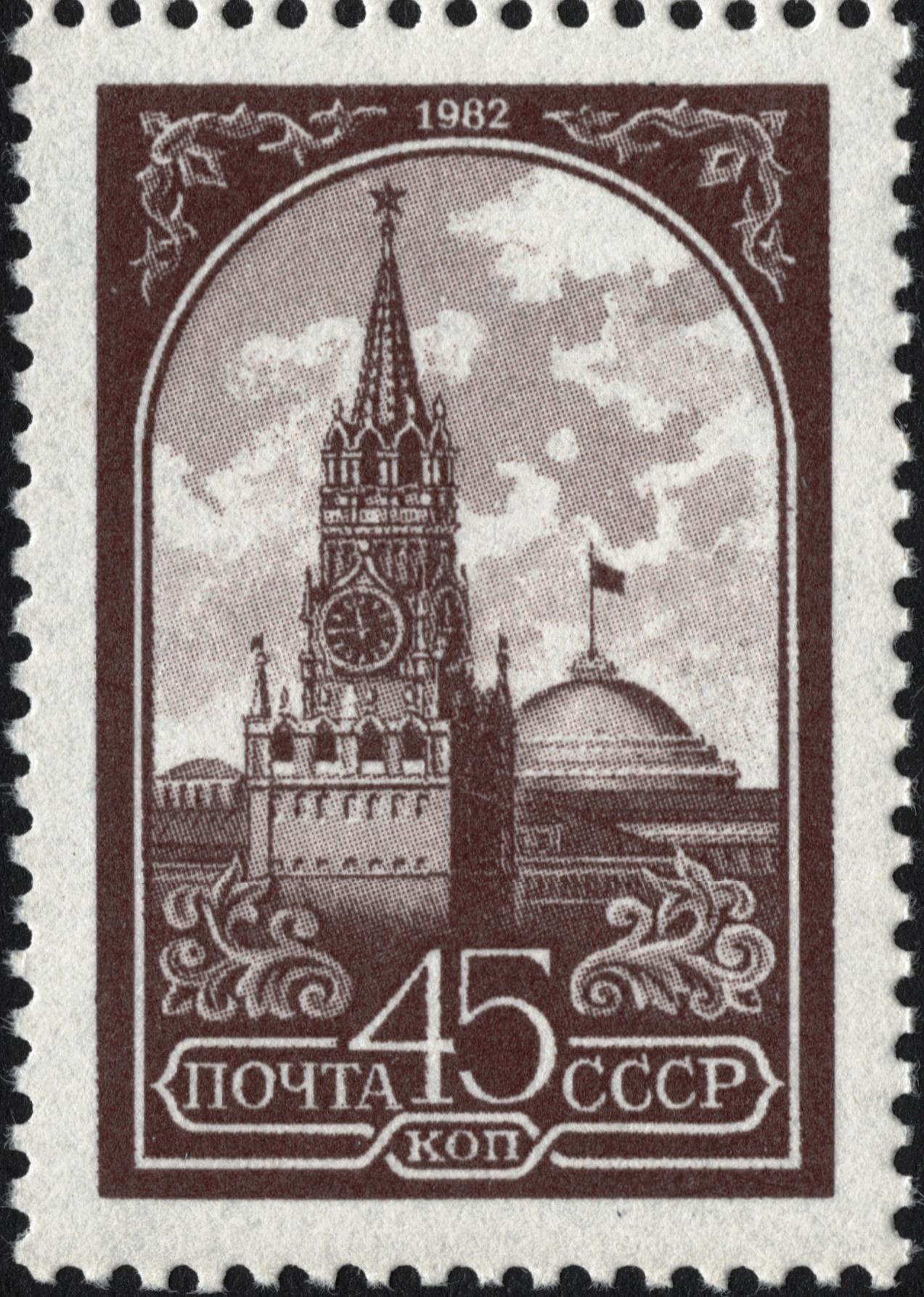
Офсет на простой бумаге
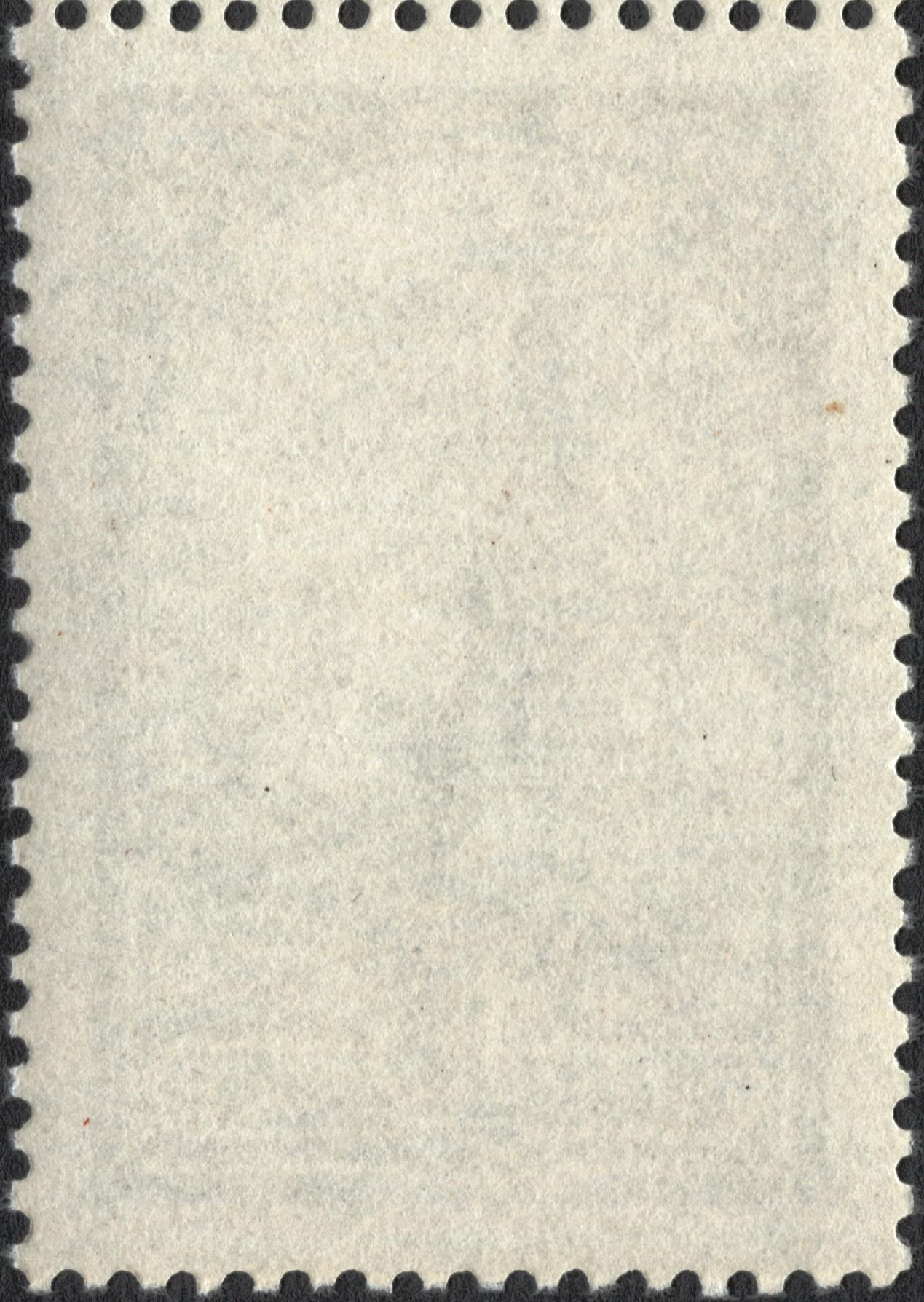
Оборот марки
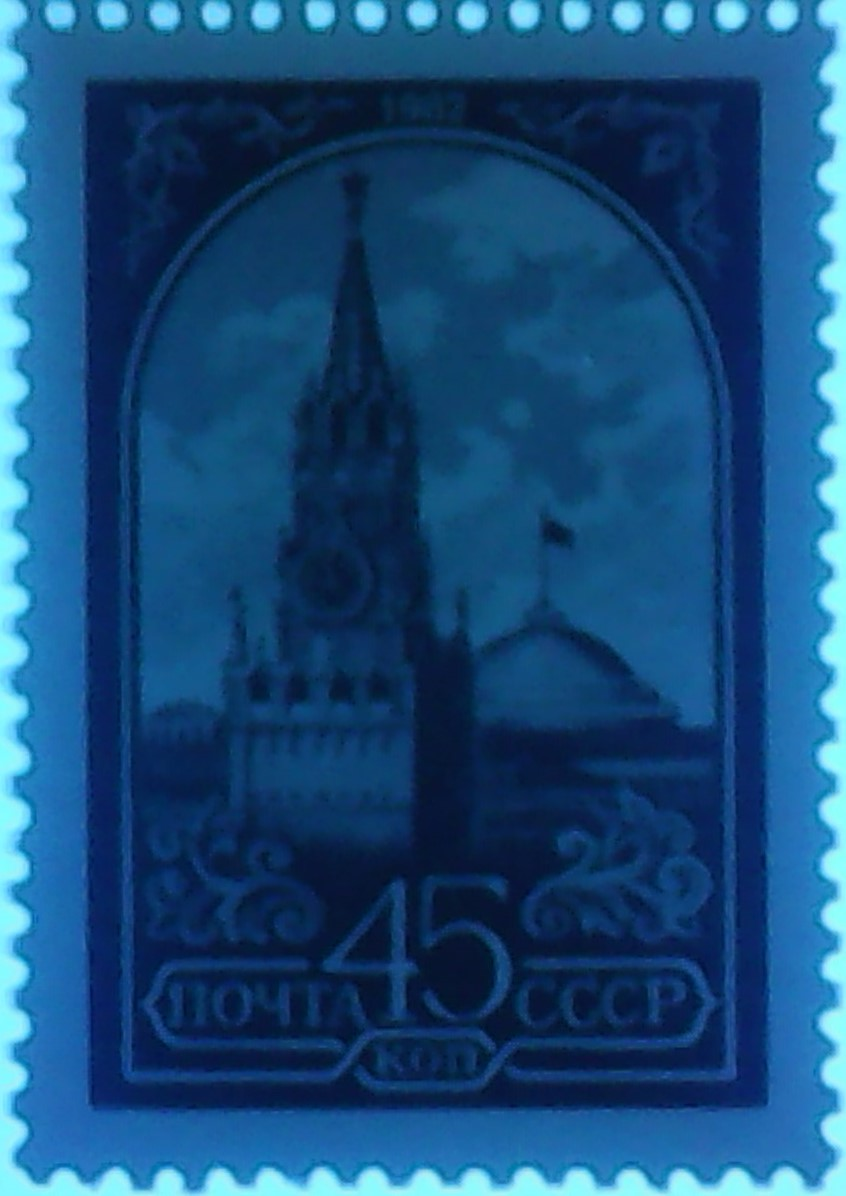
При УФ-излучении с длиной волны 365 нм на флуоресцентном фоне
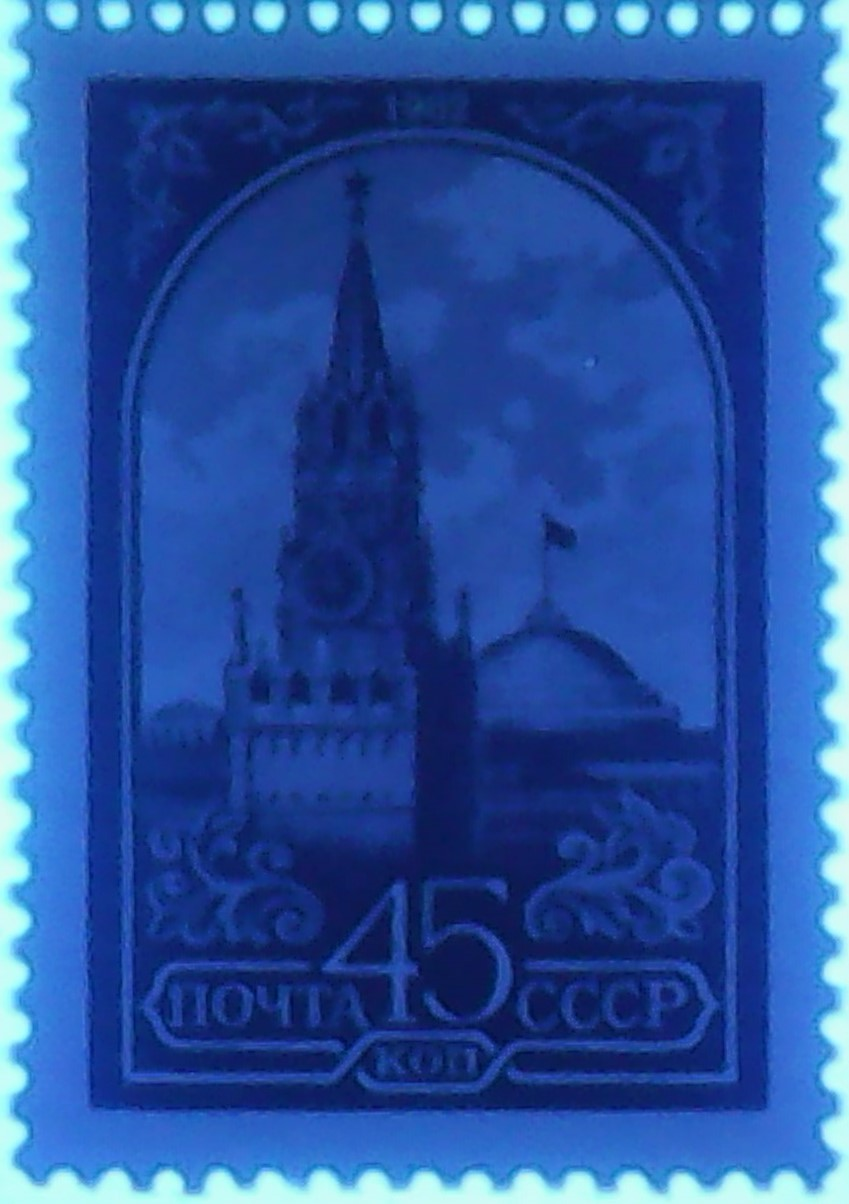
При УФ-излучении с длиной волны 254 нм на флуоресцентном фоне
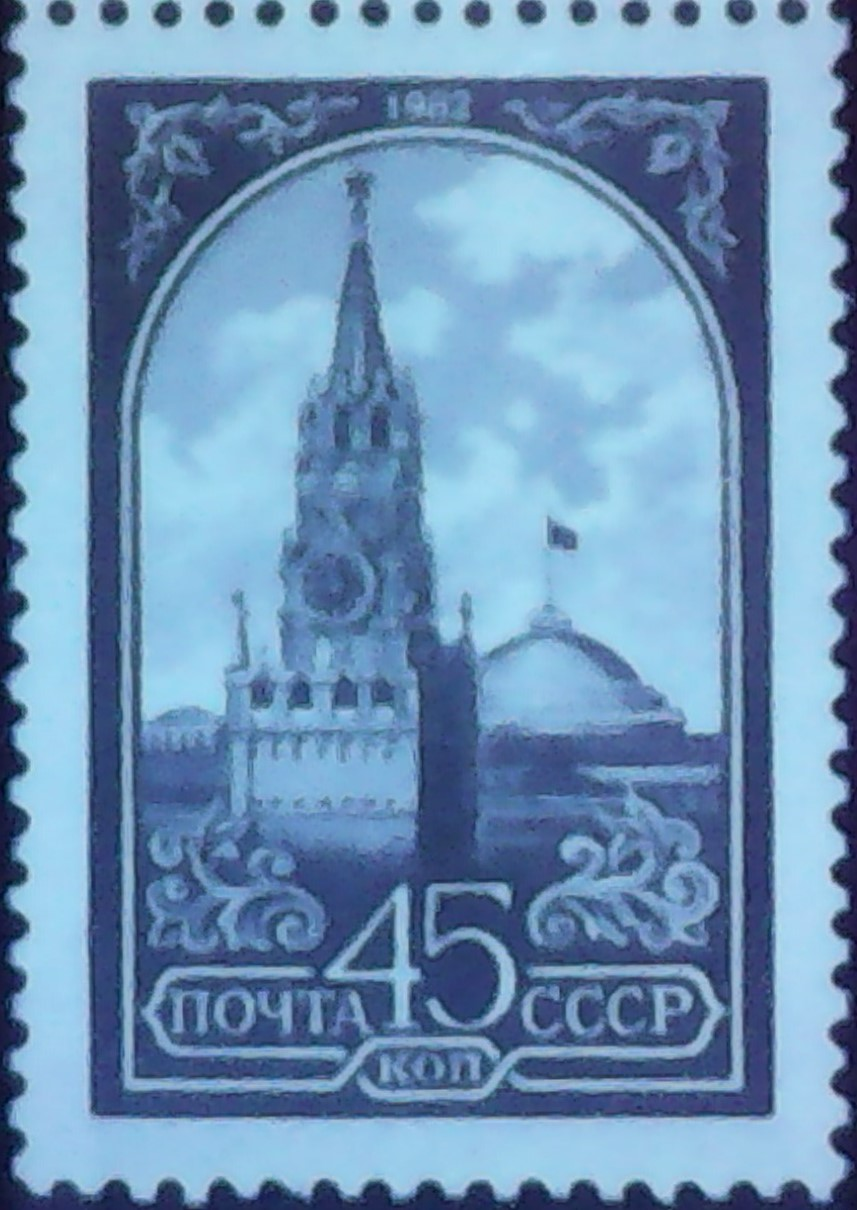
При УФ-излучении с длиной волны 365 нм
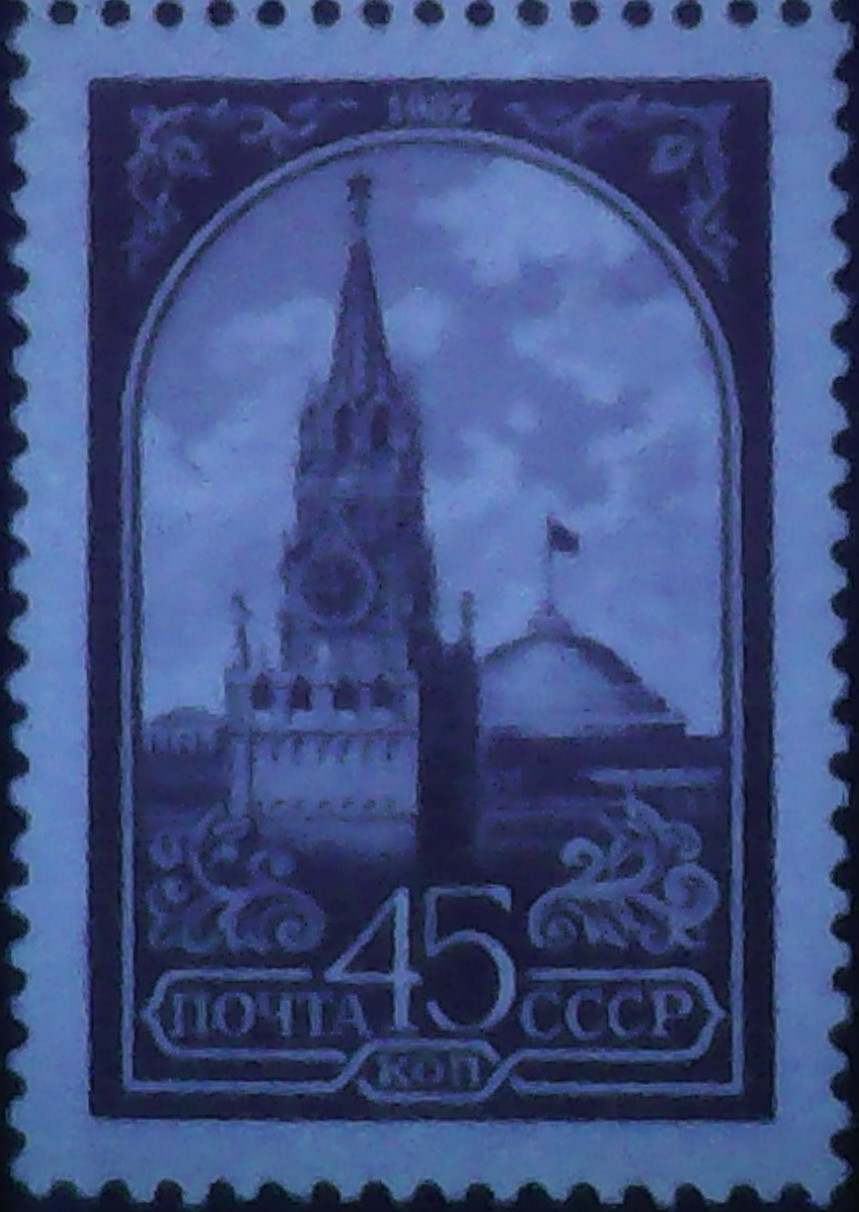
При УФ-излучении с длиной волны 254 нм

Описание рисунка. Спасская (бывшая Фроловская) башня (1491, архитектор Пьетро Солари, шатровое завершение — 1625, архитектор Бажен Огурцов) Московского Кремля и купол здания Совета Министров СССР (бывший Московский Сенат, 1776—1787, архитектор М. Ф. Казаков и другие) в декоративной рамке. На марке указан год первого выпуска в обращение — «1982».
Художник. Рисунок Николая Черкасова.
Размеры. Размер марки 26 × 37 мм, размер рисунка 21,5 × 32,5 мм.
Печать и бумага. Офсетная печать (растр) на простой бумаге (свечение в УФ-излучении отсутствует).
Зубцовка. Гребенчатая 12½:12.
Листы и тираж. Марочный лист 50 (10 × 5), тираж марки массовый.

### Седьмой выпуск. 1984-09-05
Седьмой выпуск состоит из четырёх почтовых марок, вышедших 5 сентября 1984 года. Марки с этими же четырьмя рисунками представляют также выпуски с девятого по тринадцатый.

#### Первая марка седьмого выпуска
Марки с этим же рисунком и цветом представляют также девятый выпуск.
- Номинал 35 копеек, цвет коричнево-оливковый[41] (ЦФА (АО «Марка») 5548; Mi 5427 AvI; Sc 5286; SG 5063; Yt 5122)[13][38][29][41][30].

- ЦФА 5548. 35 к. Сохраним родную природу! Соболь на стволе кедра. Коричнево-оливковая[1]

ЦФА 5548. 35 к. Сохраним родную природу! Соболь на стволе кедра. Коричнево-оливковая
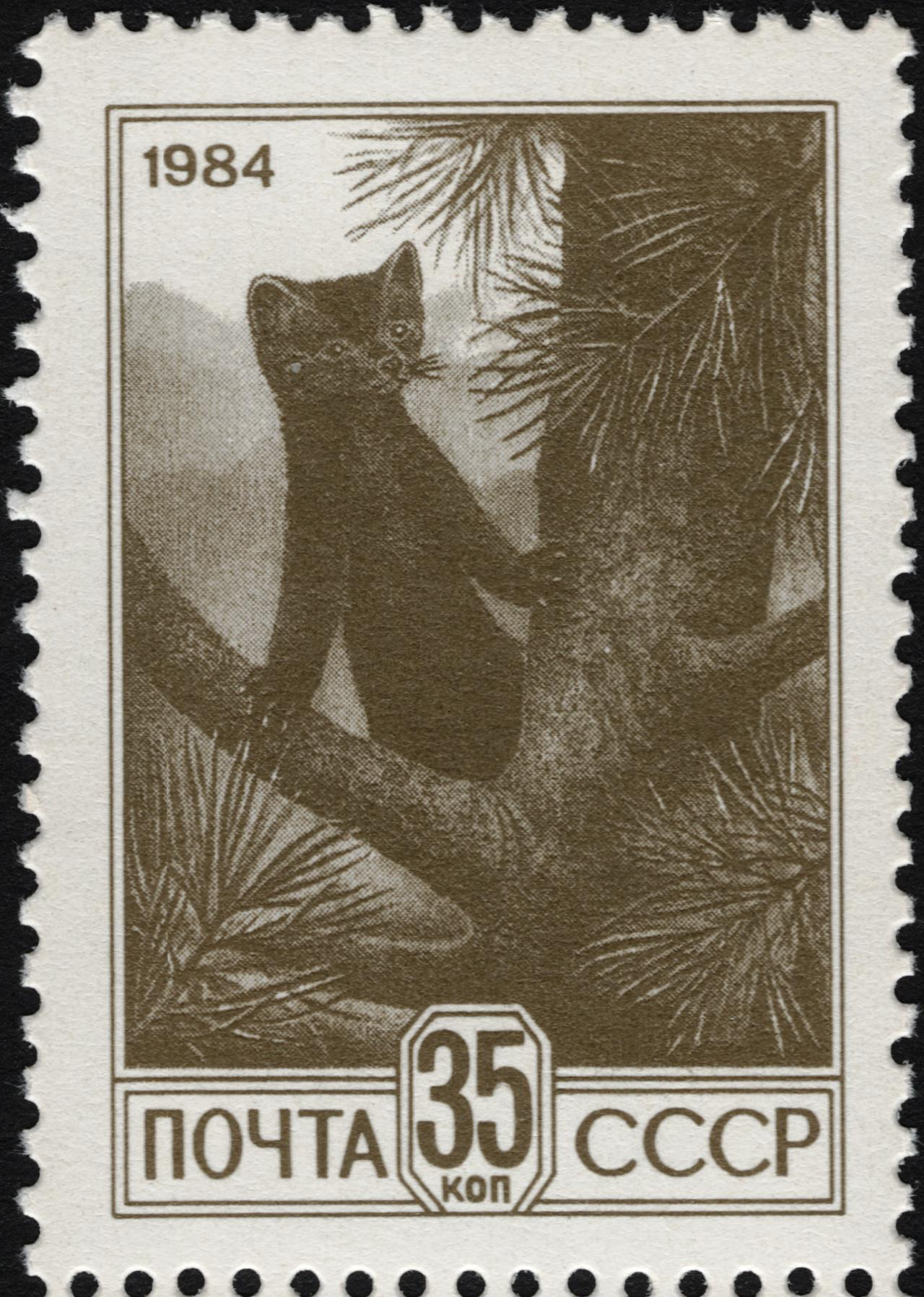
Офсет на мелованной бумаге
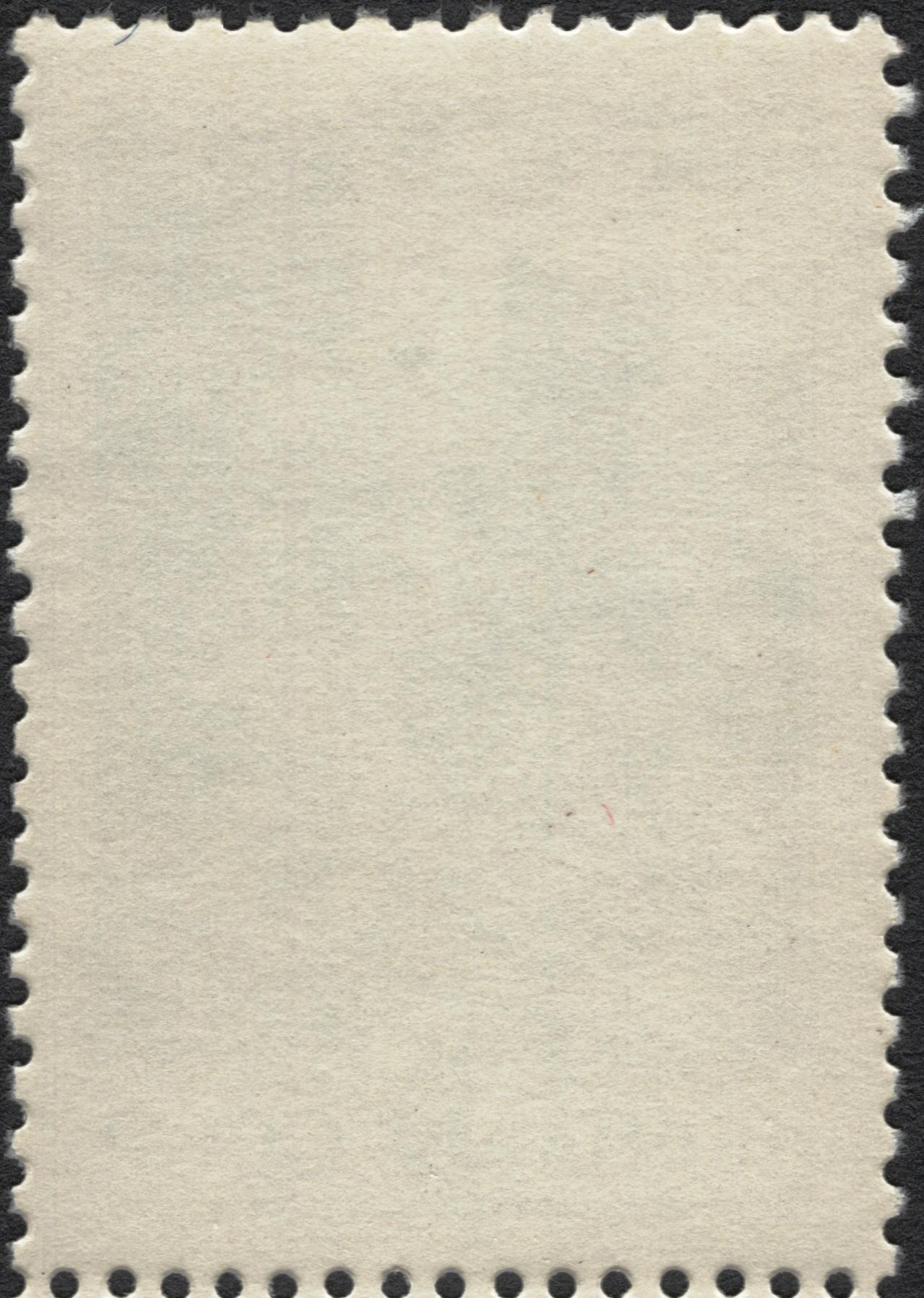
Оборот марки
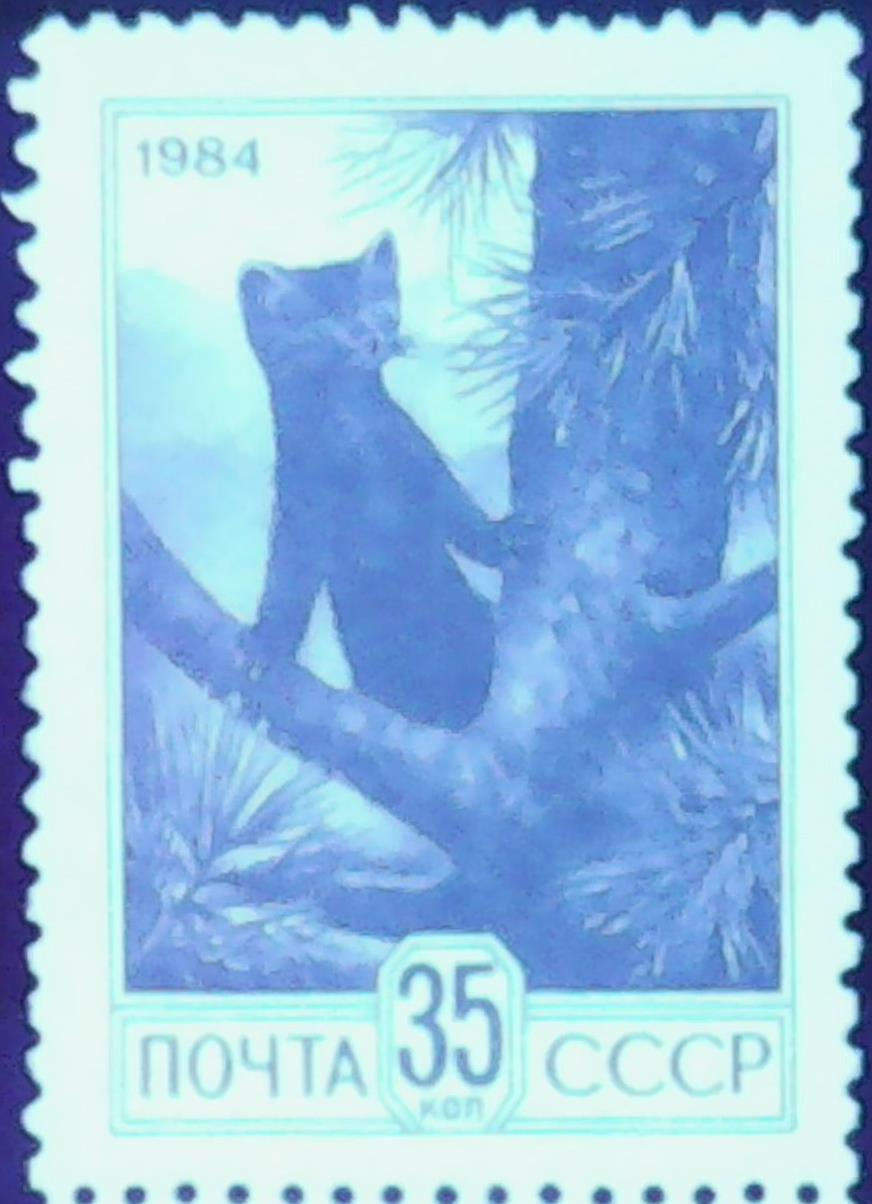
При УФ-излучении с длиной волны 365 нм
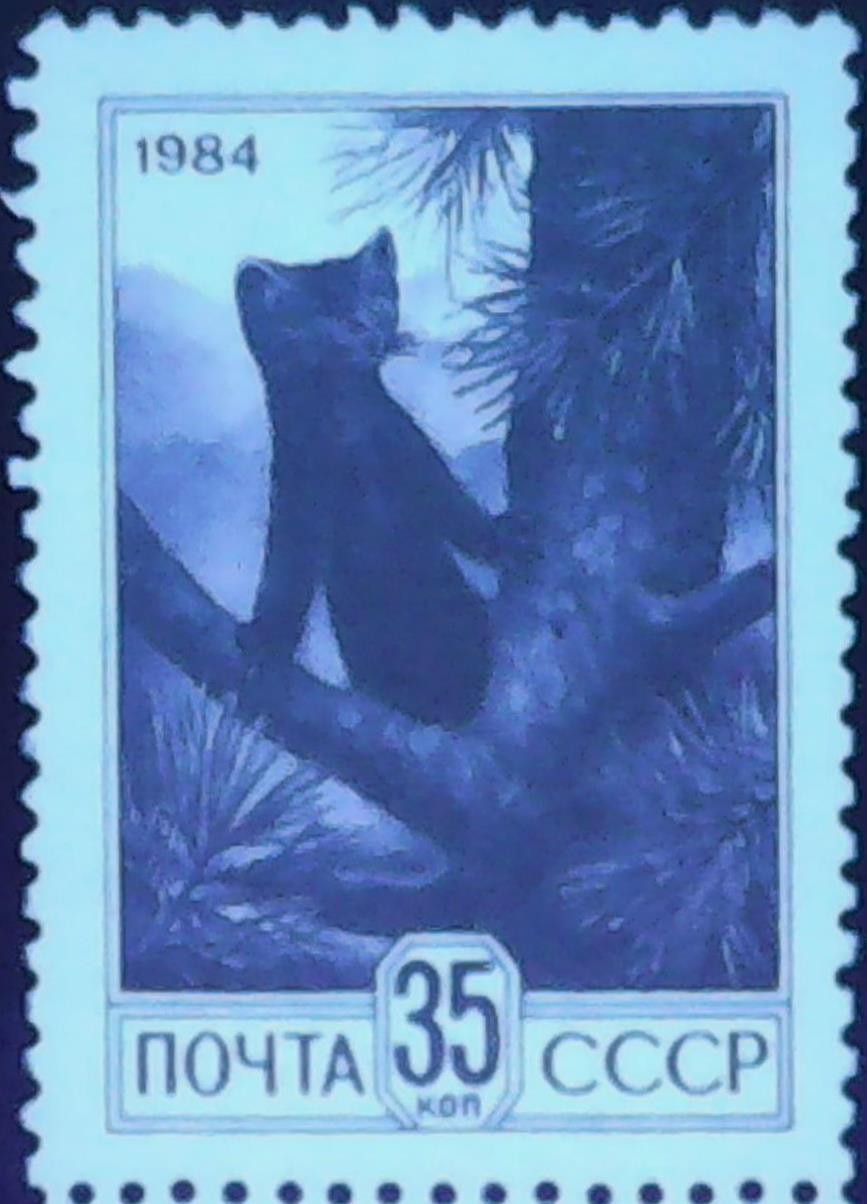
При УФ-излучении с длиной волны 254 нм

Описание рисунка. Сохраним родную природу! Соболь на стволе кедра.
Художник. Рисунок Ю. Н. Арцименева.
Размеры. Размер марки 26 × 37 мм, размер рисунка 21,5 × 32,5 мм.
Печать и бумага. Офсетная печать (растр) на мелованной флуоресцентной бумаге (белое свечение в УФ-излучении при длине волны 365 нм, а при 254 нм свечение голубоватое).
Зубцовка. Гребенчатая 12½:12.
Листы и тираж. Марочный лист 50 (10 × 5), тираж марки 14,5 млн.

#### Вторая марка седьмого выпуска
Марки с этим же рисунком и цветом представляют также одиннадцатый  и тринадцатый выпуски.
- Номинал 2 рубля, цвет тёмно-серый[1] (ЦФА (АО «Марка») 5549; Mi 5428 AvI; Sc 5287; SG 5067; Yt 5123)[13][38][29][41][30].

- ЦФА 5549. 2 р. Освоение Арктики. Атомный ледокол в полярных льдах. Тёмно-серая[1]

ЦФА 5549. 2 р. Освоение Арктики. Атомный ледокол в полярных льдах. Тёмно-серая
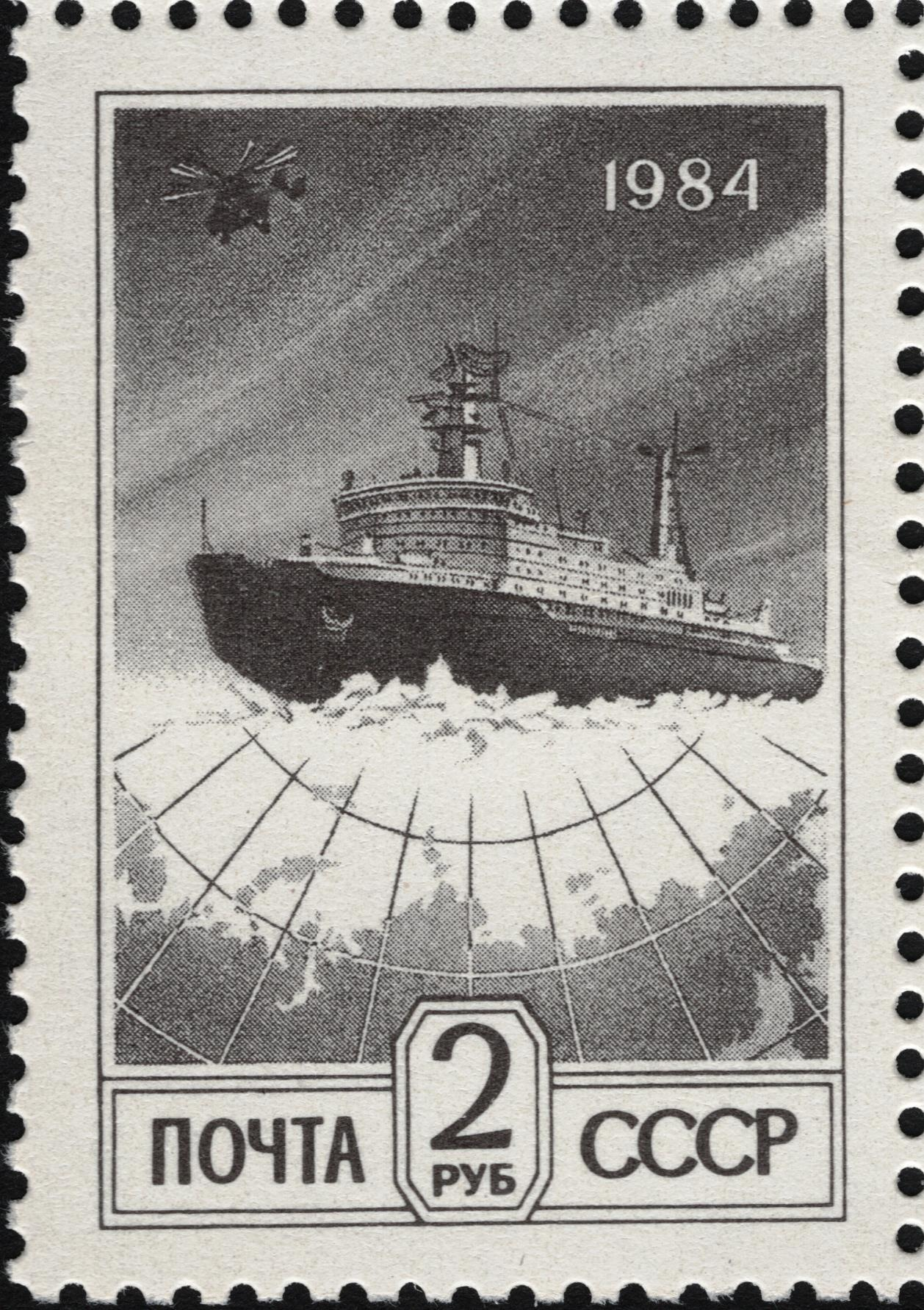
Офсет на мелованной бумаге
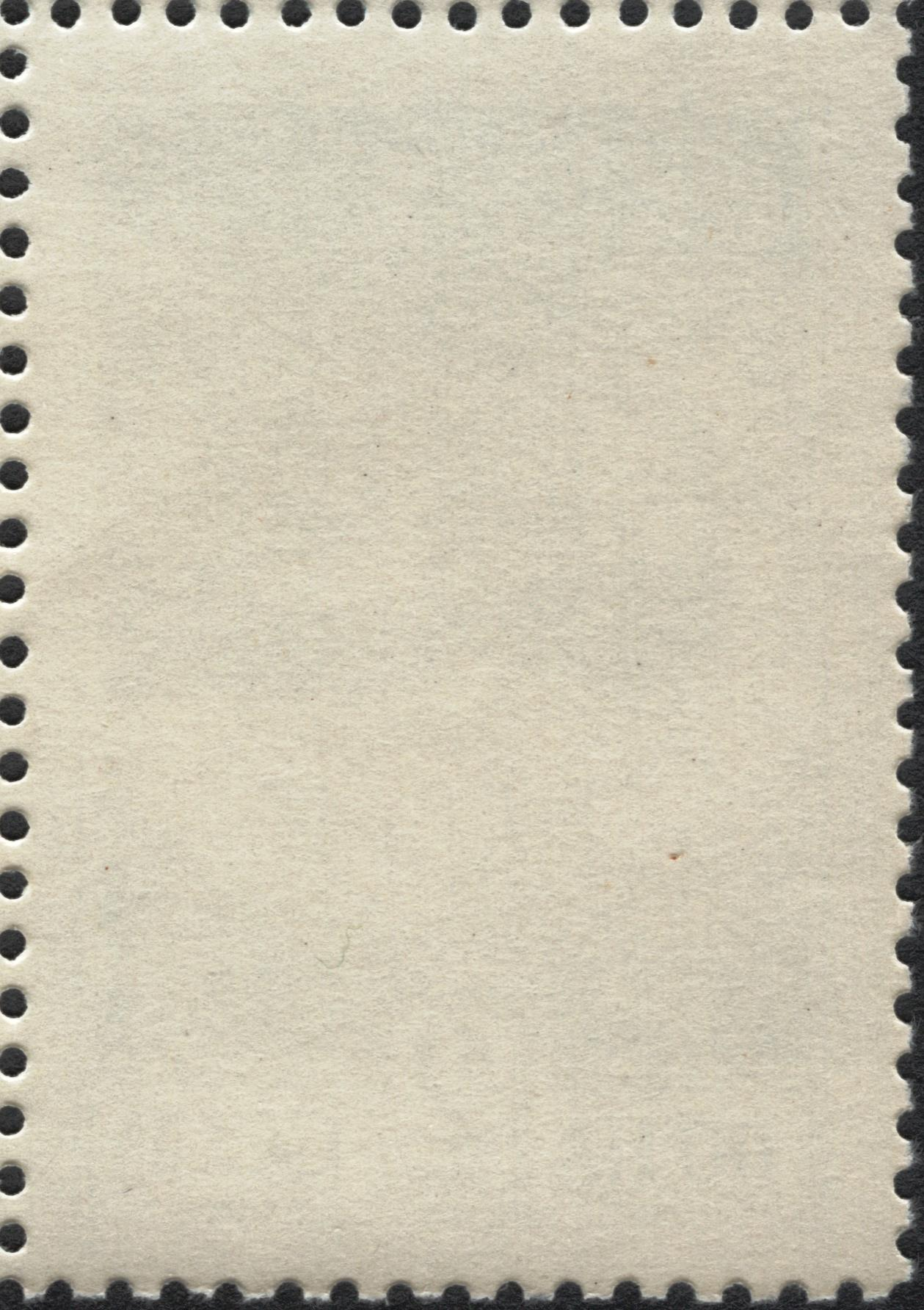
Оборот марки
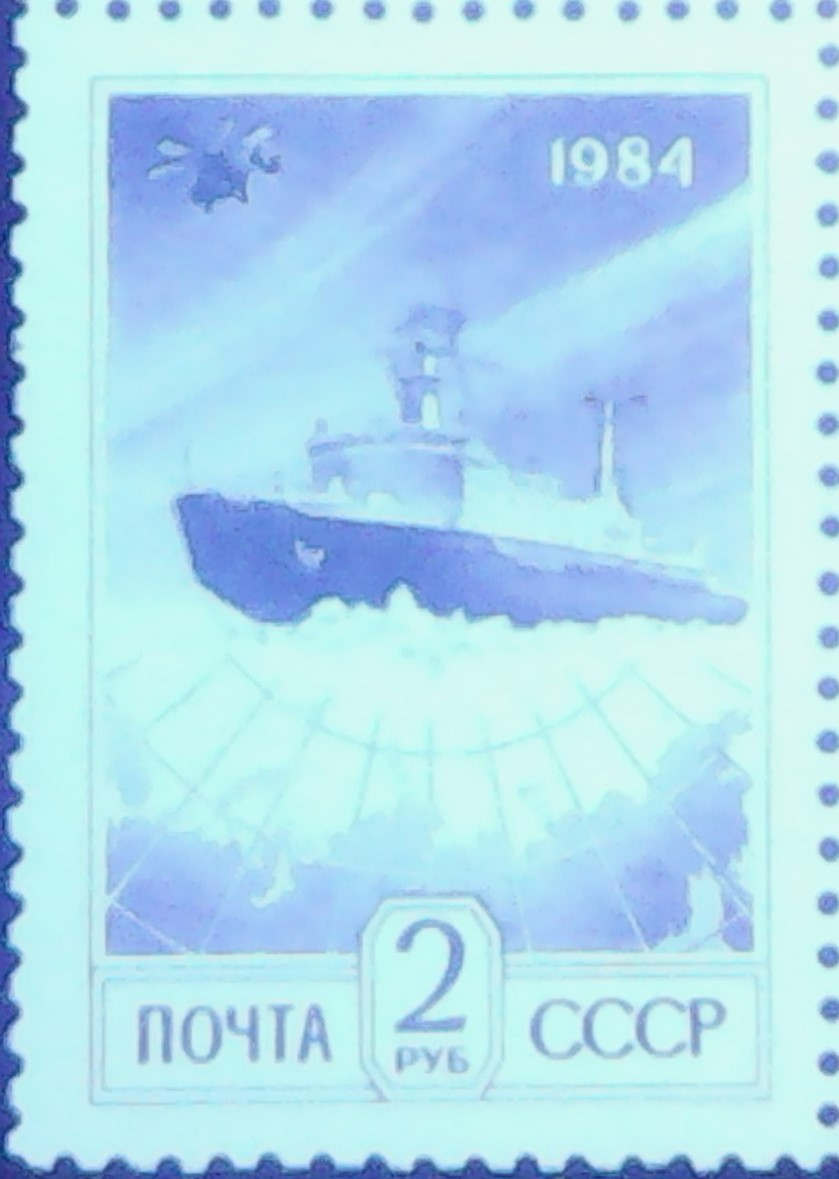
При УФ-излучении с длиной волны 365 нм
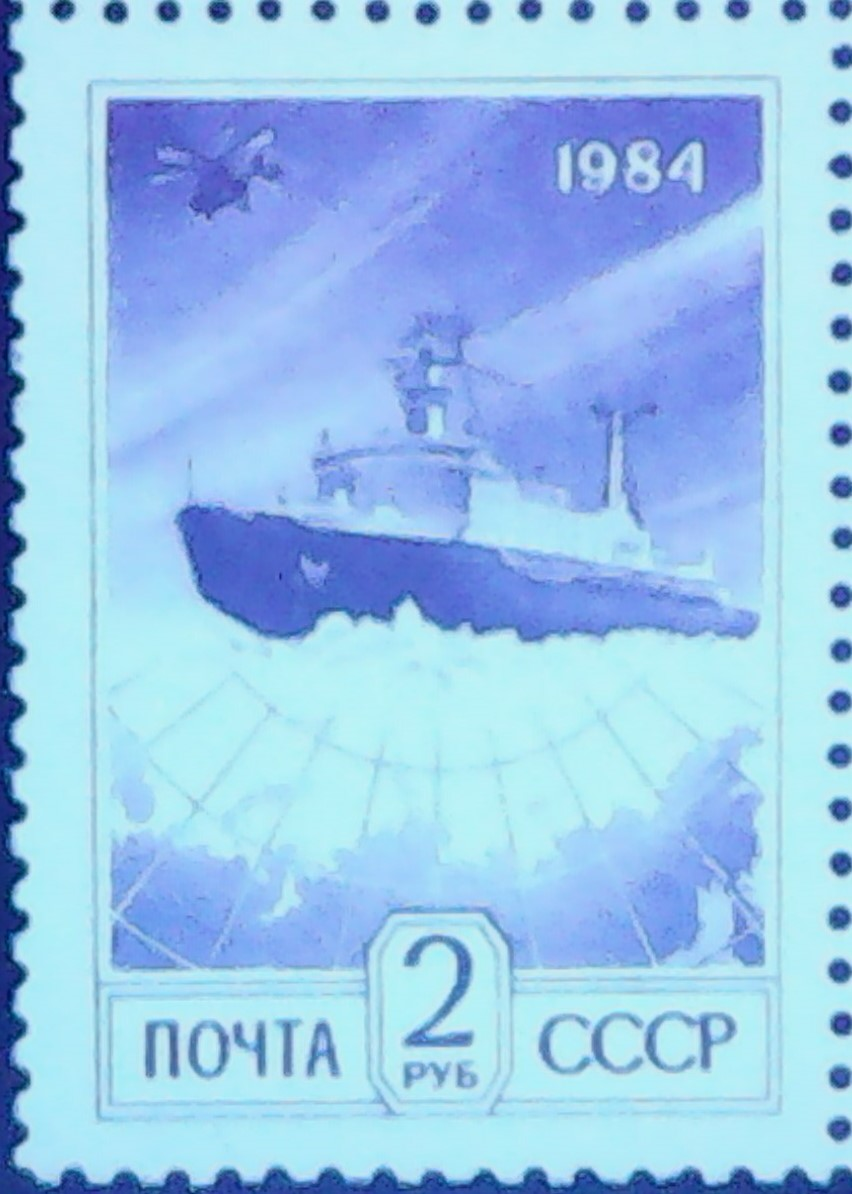
При УФ-излучении с длиной волны 254 нм

Описание рисунка. Освоение Арктики. Атомный ледокол в полярных льдах на фоне фрагмента контурной карты северного полушария Земли. Вертолёт в ледовой разведке.
Художник. Рисунок Ю. В. Ряховского.
Размеры. Размер марки 26 × 37 мм, размер рисунка 21,5 × 32,5 мм.
Печать и бумага. Офсетная печать (растр) на мелованной флуоресцентной бумаге (голубоватое свечение в УФ-излучении при длинах волн 365 нм и 254 нм).
Зубцовка. Гребенчатая 12½:12.
Листы и тираж. Марочный лист 50 (10 × 5), тираж марки 5,0 млн.

#### Третья марка седьмого выпуска
Марка с этим же рисунком и немного другим цветом представляет также десятый выпуск.
- Номинал 3 рубля, цвет коричневато-серый[1] (ЦФА (АО «Марка») 5550; Mi 5429 AvII; Sc 5288; SG 5068; Yt 5124)[13][38][29][41][30].

- ЦФА 5550. 3 р. Сохраним жизнь на земле! Ребёнок — символический человек. Коричневато-серая[1]

ЦФА 5550. 3 р. Сохраним жизнь на земле! Ребёнок — символический человек. Коричневато-серая
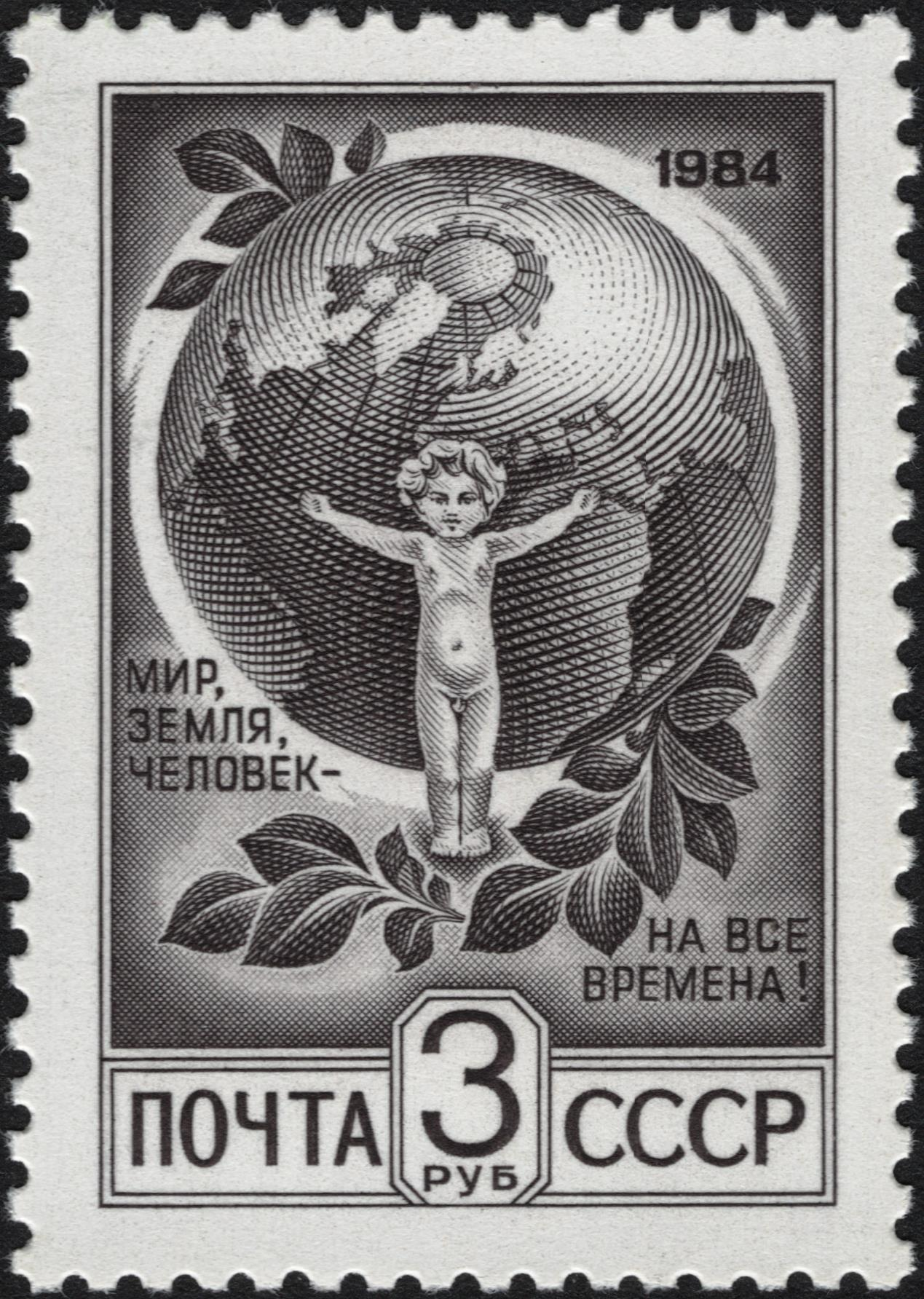
Металлография на мелованной бумаге
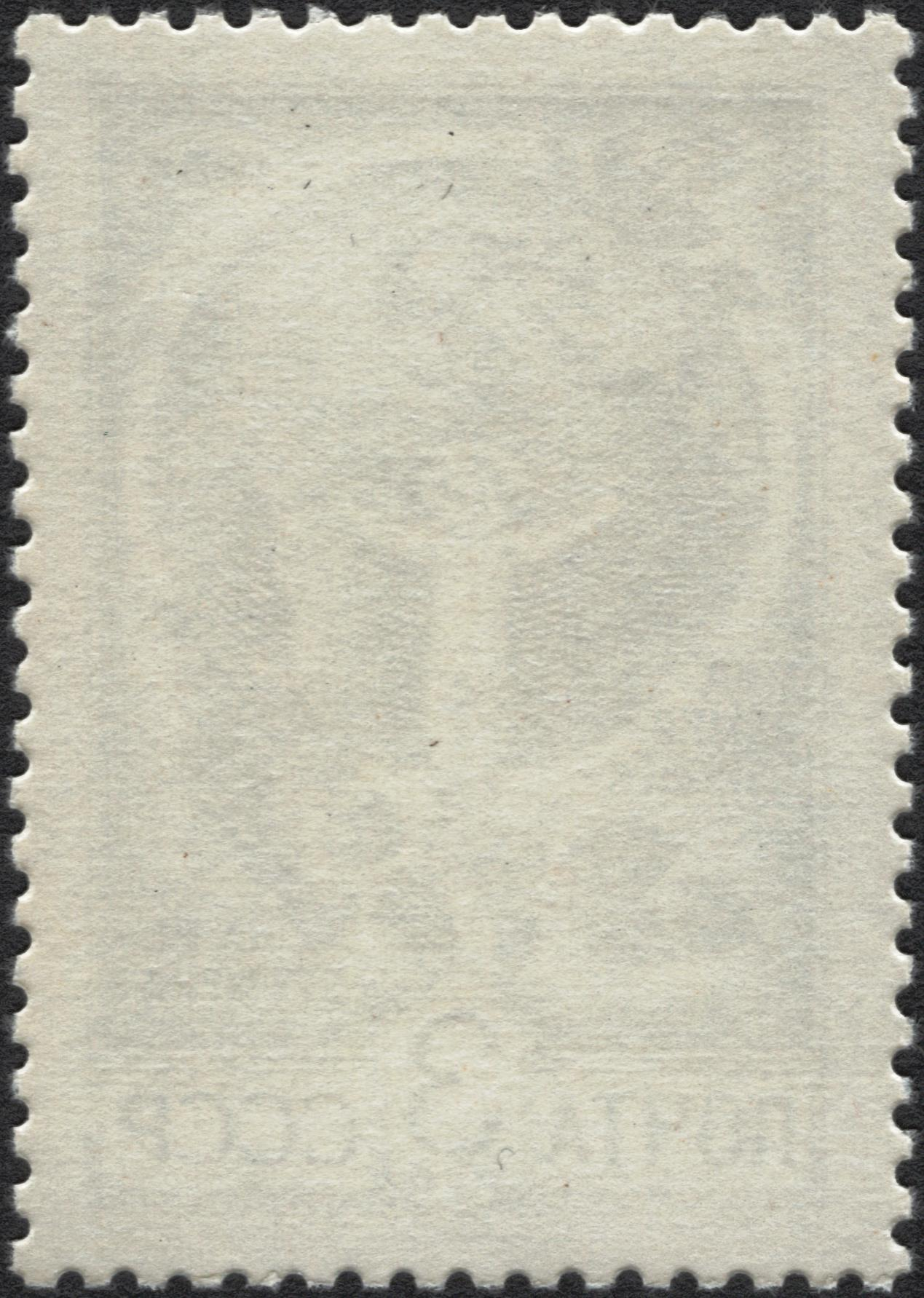
Оборот марки
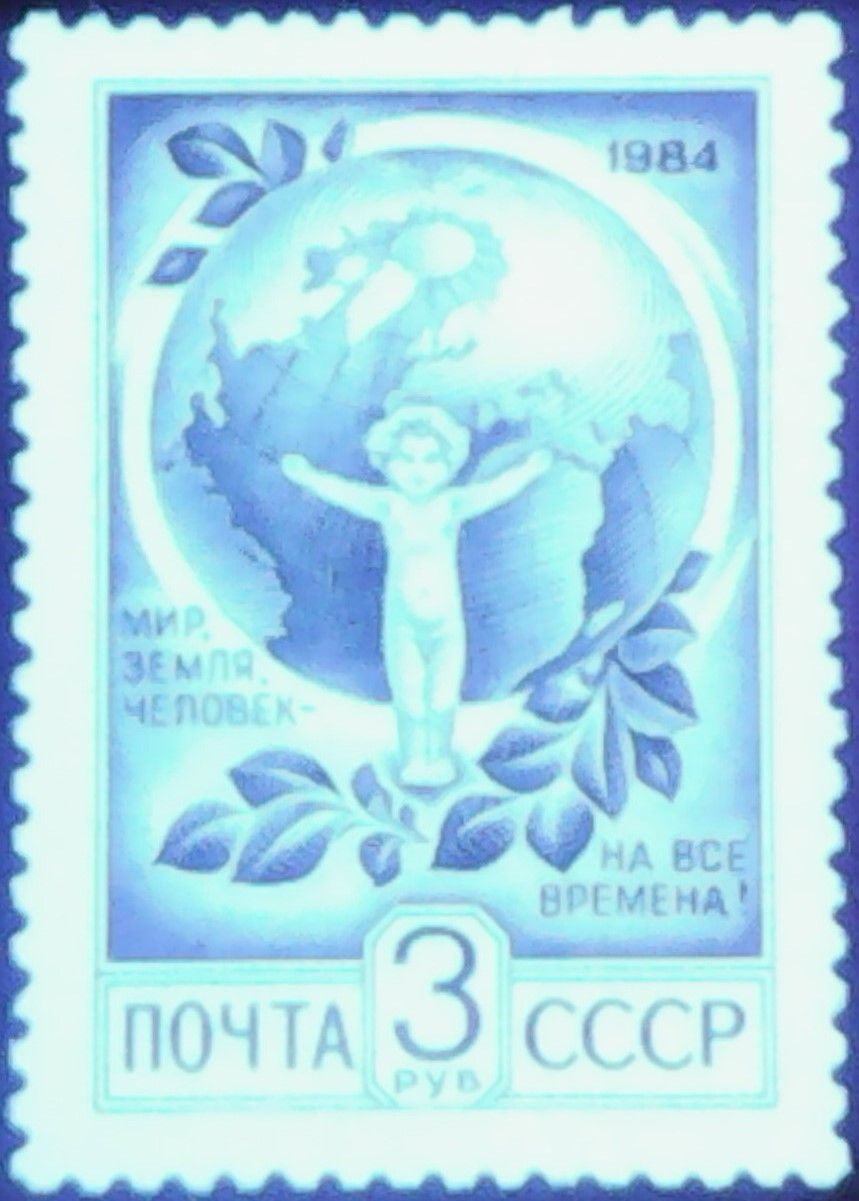
При УФ-излучении с длиной волны 365 нм
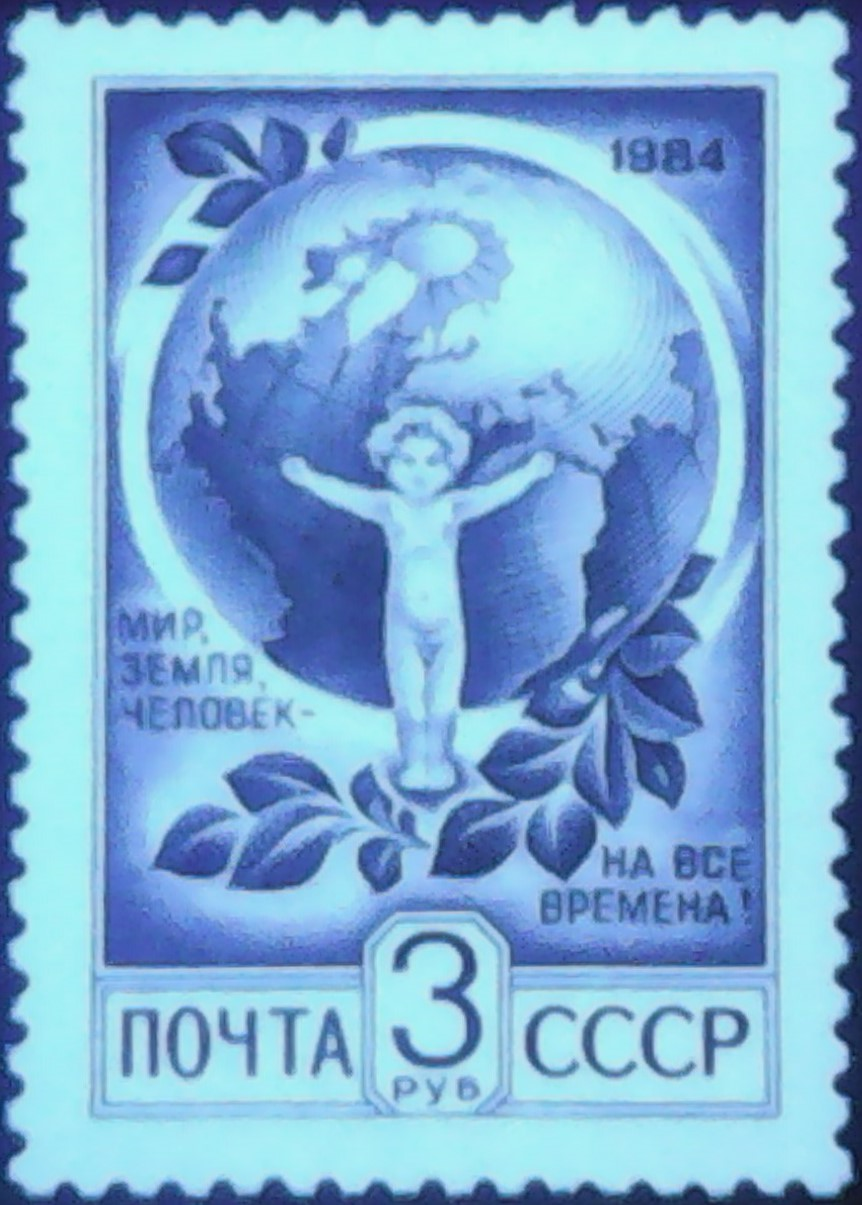
При УФ-излучении с длиной волны 254 нм

Описание рисунка. Сохраним жизнь на земле! Ребёнок — символический человек, которому принадлежит будущее, — на фоне планеты Земля, украшенной зелёными ветвями растений, и ярко светящего солнца. Текст: «Мир, Земля, человек — на все времена!».
Создатели рисунка. Рисунок Ю. Н. Арцименева. Гравюра на металле Юрия Ермакова.
Размеры. Размер марки 26 × 37 мм, размер рисунка 21,5 × 32,5 мм.
Печать и бумага. Металлография на мелованной флуоресцентной бумаге (голубоватое свечение в УФ-излучении при длинах волн 365 нм и 254 нм).
Зубцовка. Гребенчатая 12½:12.
Листы и тираж. Марочный лист 50 (10 × 5), тираж марки 6,5 млн.

#### Четвёртая марка седьмого выпуска
Марки с этим же рисунком и немного другим цветом представляют также двенадцатый выпуск.
- Номинал 5 рублей, цвет тёмно-синий[1] (ЦФА (АО «Марка») 5551; Mi 5430 AvII; Sc 5289; SG 5070; Yt 5125)[13][38][29][41][30].

- ЦФА 5551. 5 р. Сохраним мир на земле! Земной шар и пальмовая ветвь мира. Тёмно-синяя[1]

ЦФА 5551. 5 р. Сохраним мир на земле! Земной шар и пальмовая ветвь мира. Тёмно-синяя
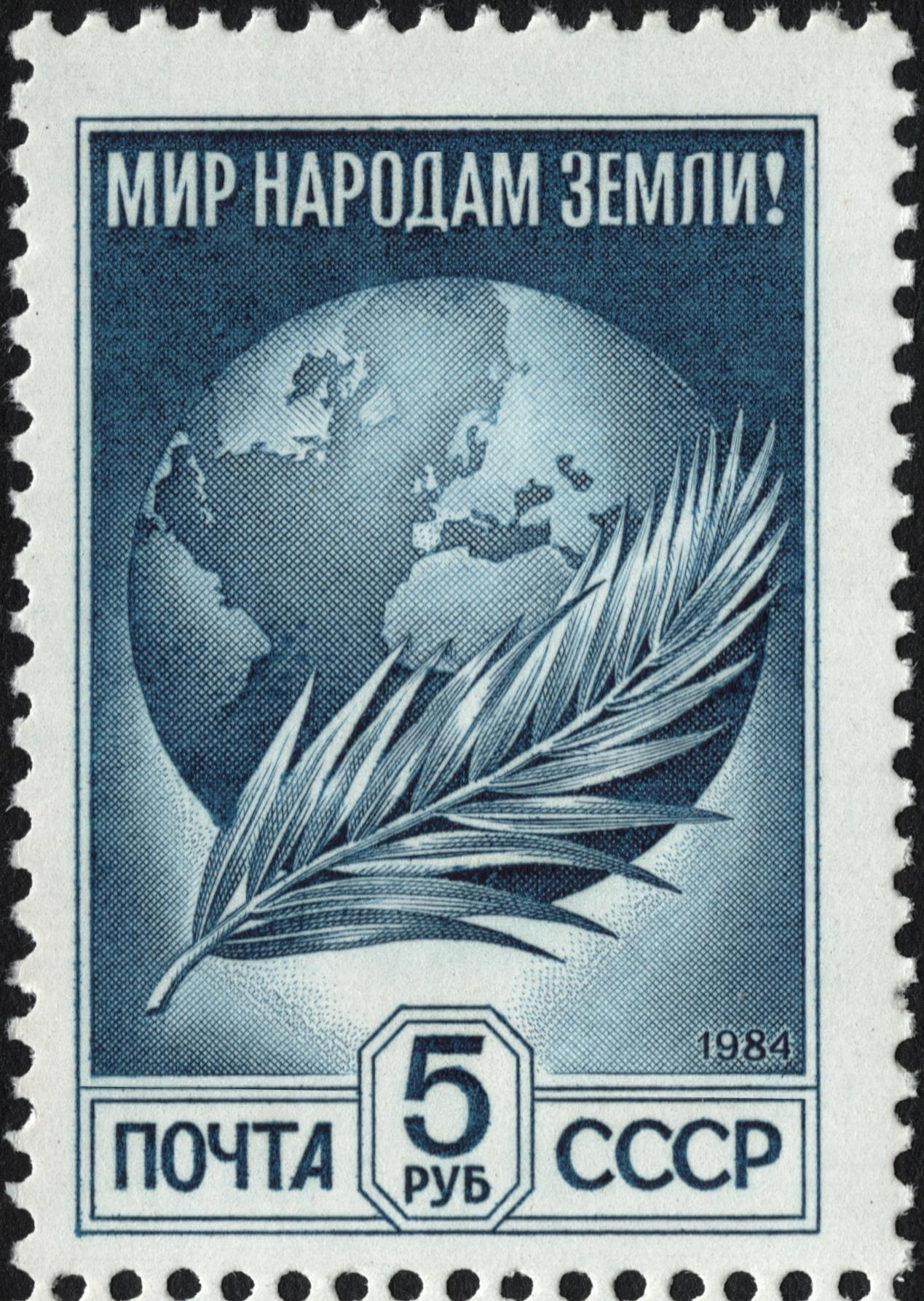
Металлография на мелованной бумаге
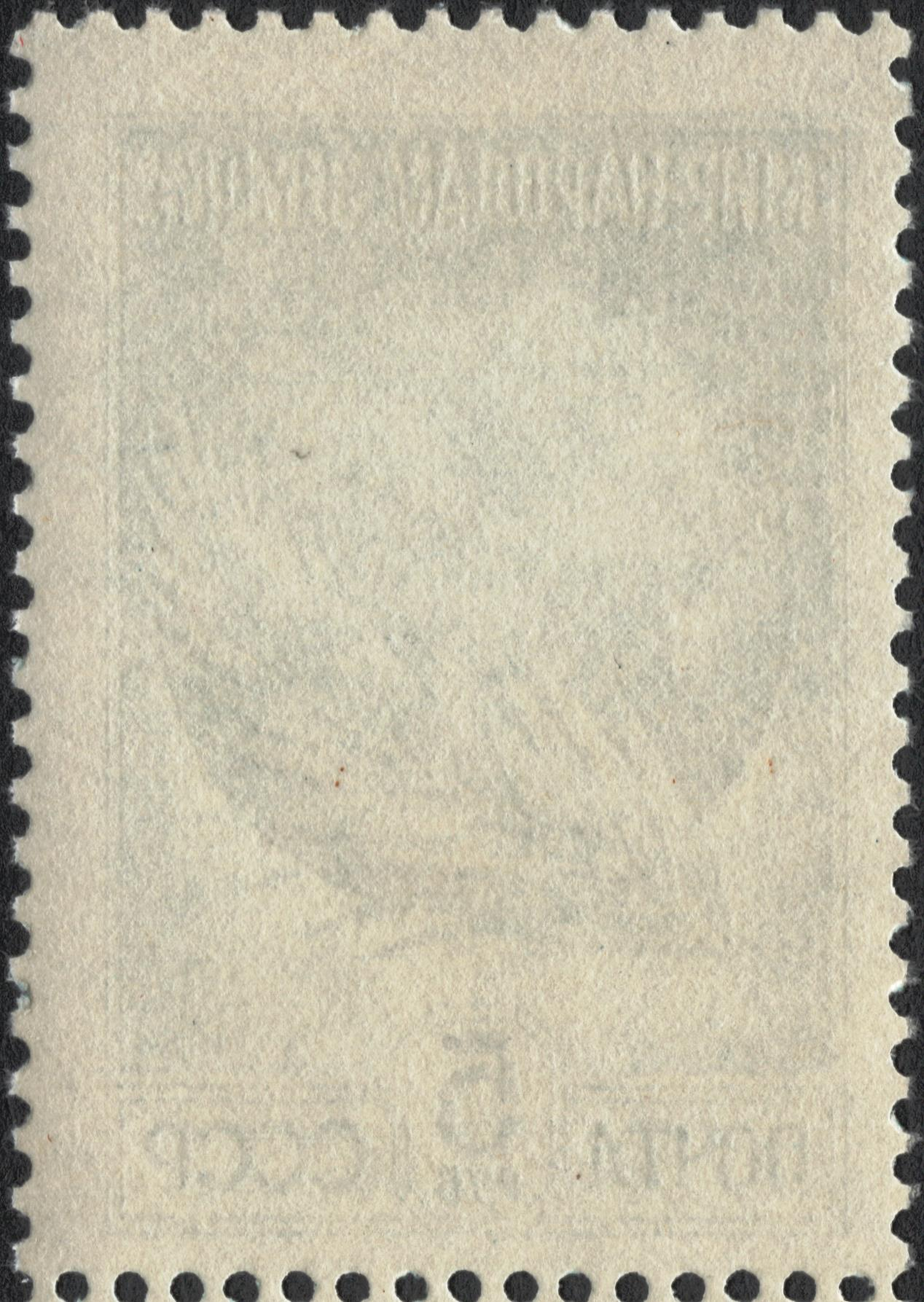
Оборот марки
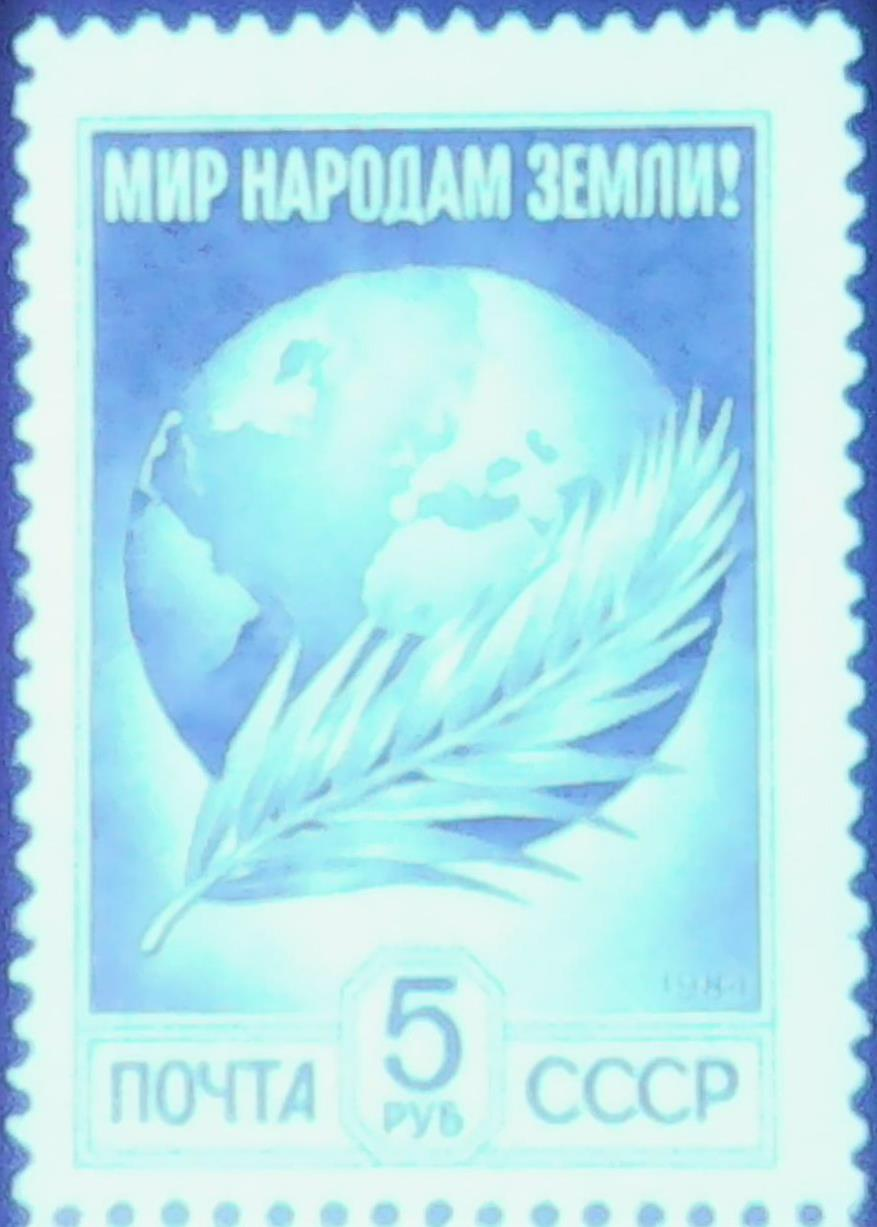
При УФ-излучении с длиной волны 365 нм
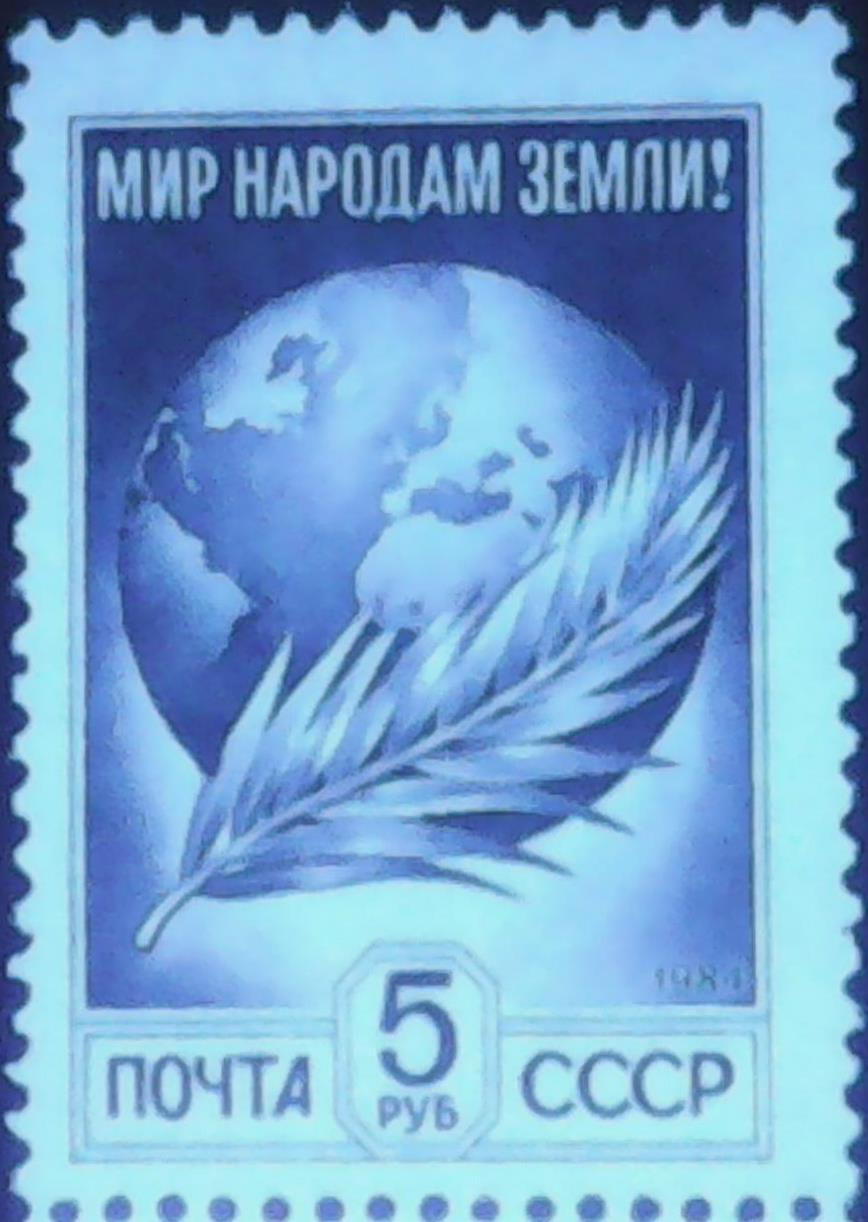
При УФ-излучении с длиной волны 254 нм

Описание рисунка. Сохраним мир на земле! Земной шар, украшенный пальмовой ветвью мира. Текст: «Мир народам Земли!».
Создатели рисунка. Рисунок Николая Кирилловича Литвинова. Гравюра на металле Юрия Ермакова.
Размеры. Размер марки 26 × 37 мм, размер рисунка 21,5 × 32,5 мм.
Печать и бумага. Металлография на мелованной флуоресцентной бумаге (голубоватое свечение в УФ-излучении при длинах волн 365 нм и 254 нм).
Зубцовка. Гребенчатая 12½:12.
Листы и тираж. Марочный лист 50 (10 × 5), тираж марки 6,5 млн.

### Восьмой выпуск. 1986-01-20
Восьмой выпуск состоит из одной почтовой марки, вышедшей 20 января 1986 года.
- Номинал 50 копеек, цвет оливковый[1] (ЦФА (АО «Марка») 5699; Mi 5578; Sc 5429; SG 5066; Yt 5280)[14][39][32][41][33].

- ЦФА 5699. 50 к. Большой Кремлёвский дворец и Водовзводная башня. Оливковая[1]

ЦФА 5699. 50 к. Большой Кремлёвский дворец и Водовзводная башня. Оливковая
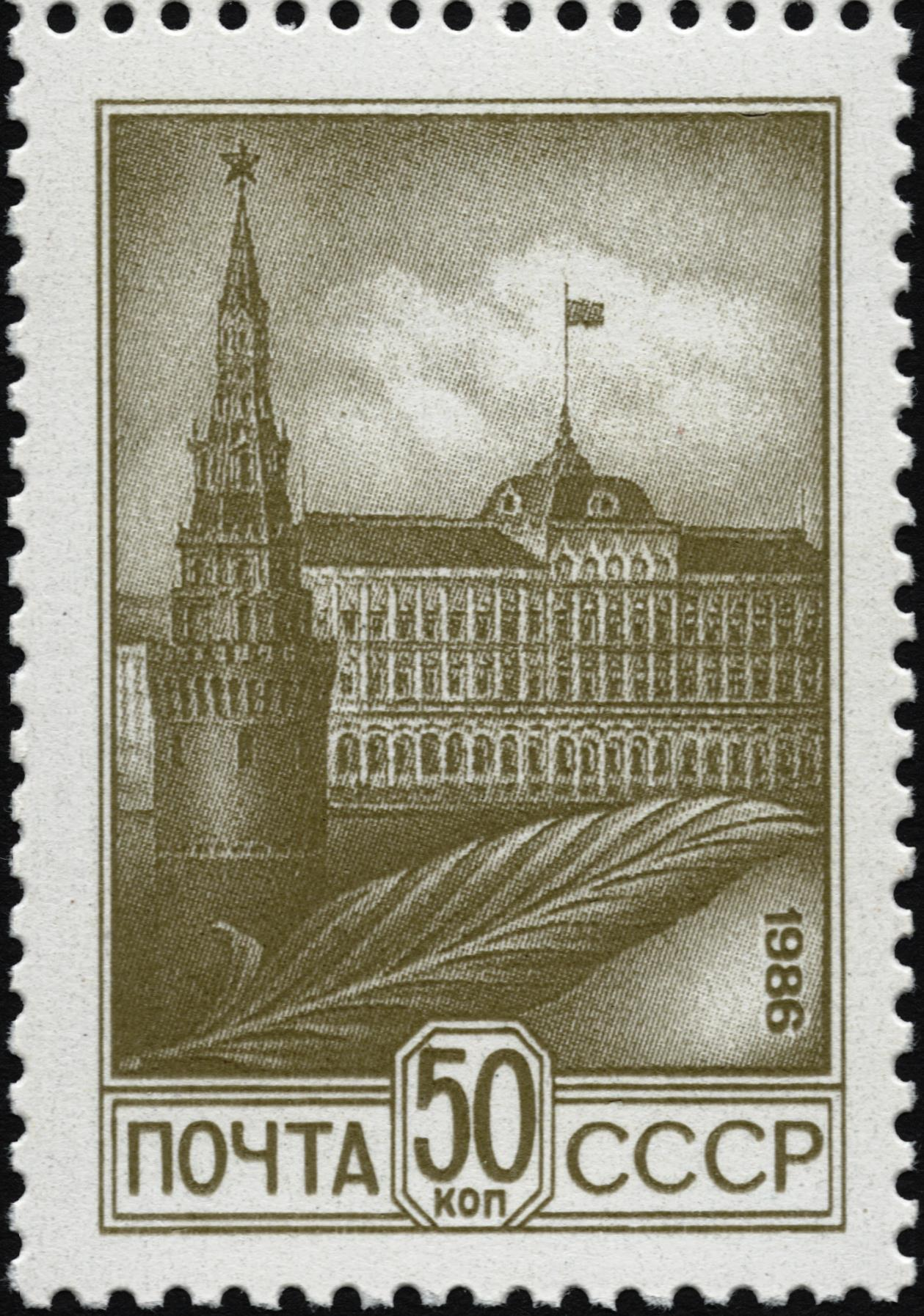
Офсет на мелованной бумаге
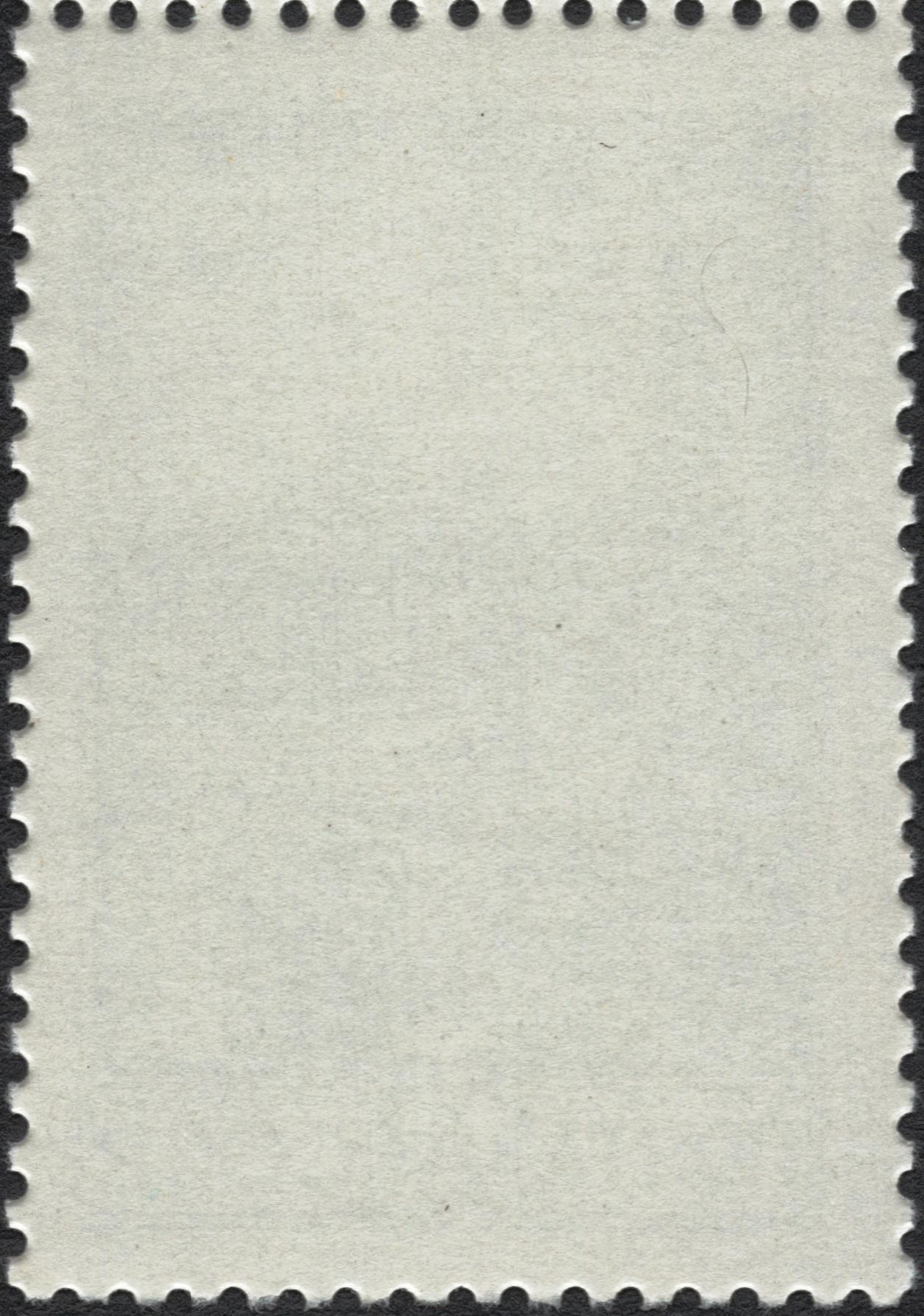
Оборот марки

Описание рисунка. Большой Кремлёвский дворец (1838—1849; архитекторы К. А. Тон, Н. И. Чичагов, Ф. Ф. Рихтер и другие) и Водовзводная (Свиблова) башня (1489, архитектор Антон Фрязин) Московского Кремля. Пальмовая ветвь мира.
Художник. Рисунок Ю. Н. Арцименева.
Размеры. Размер марки 26 × 37 мм, размер рисунка 21,5 × 32,5 мм.
Печать и бумага. Офсетная печать (растр) на мелованной флуоресцентной бумаге (голубоватое свечение в УФ-излучении при длинах волн 365 нм и 254 нм (более слабое)).
Зубцовка. Гребенчатая 12½:12.
Листы и тираж. Марочный лист 50 (10 × 5), тираж марки 10,0 млн.

### Девятый выпуск. 1988-03
Девятый выпуск состоит из двух почтовых марок одинакового рисунка и цвета, вышедших в марте 1988 года.
Марка с этим же рисунком и цветом представляет также первую марку седьмого выпуска.

#### Первая марка девятого выпуска
- Номинал 35 копеек, цвет коричнево-оливковый[41] (ЦФА (АО «Марка») 5548 B; Mi 5427 AwI; Sc ordinary paper; SG no U.V. reaction; Yt —)[1][38][29][41][30].

- ЦФА 5548 B. 35 к. Сохраним родную природу! Соболь на стволе кедра. Коричнево-оливковая[1]

ЦФА 5548 B. 35 к. Сохраним родную природу! Соболь на стволе кедра. Коричнево-оливковая
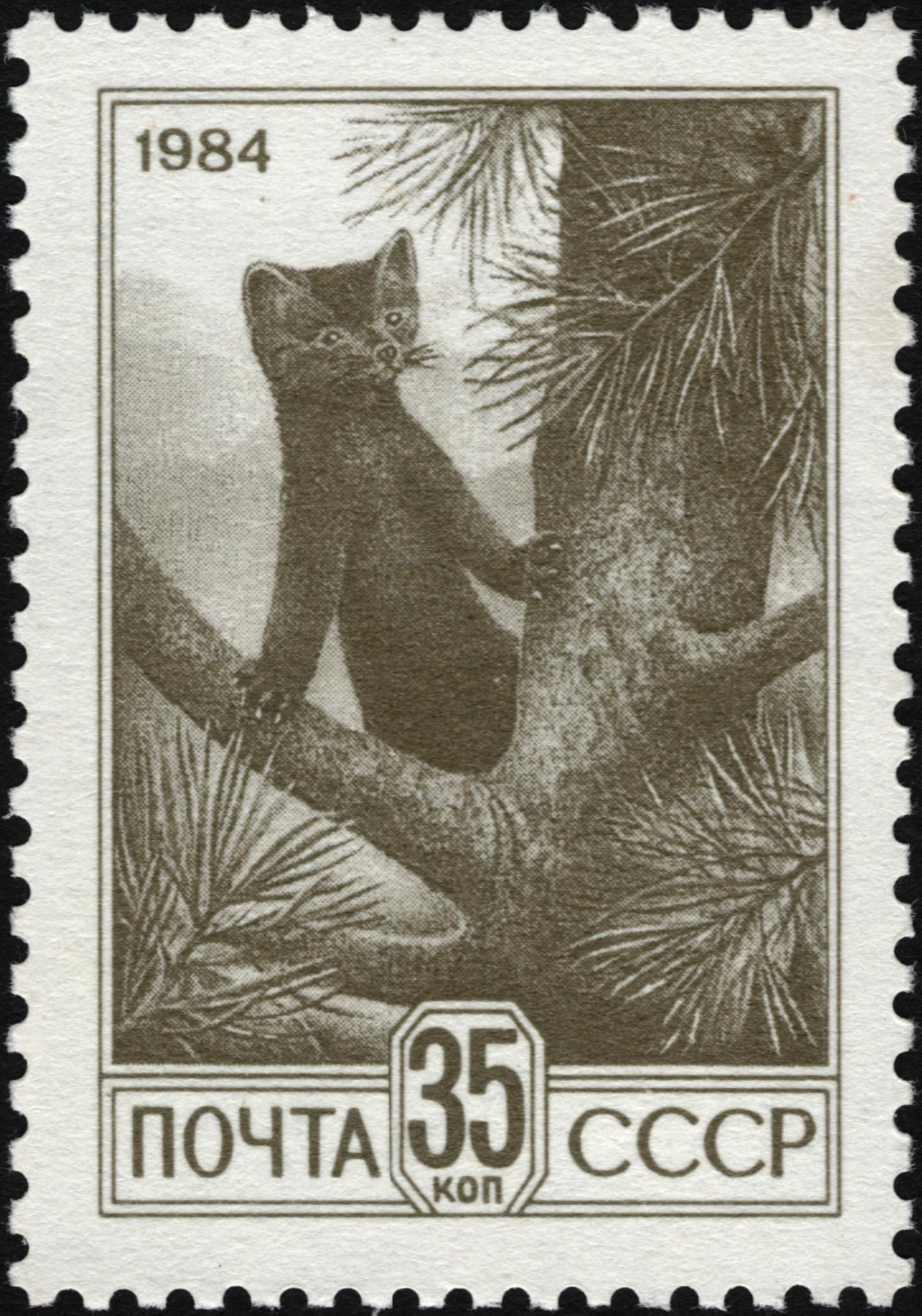
Офсет на простой бумаге
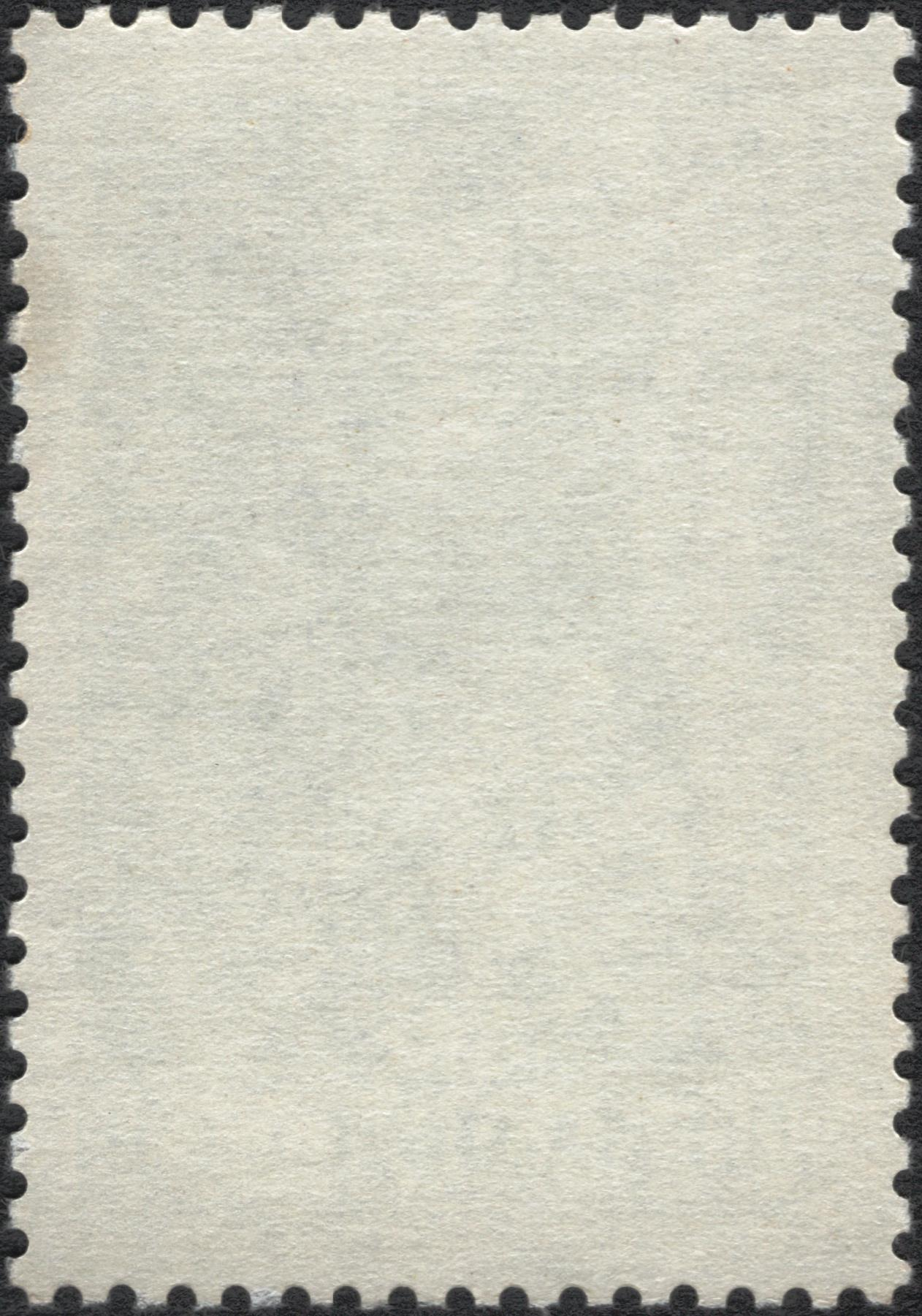
Оборот марки
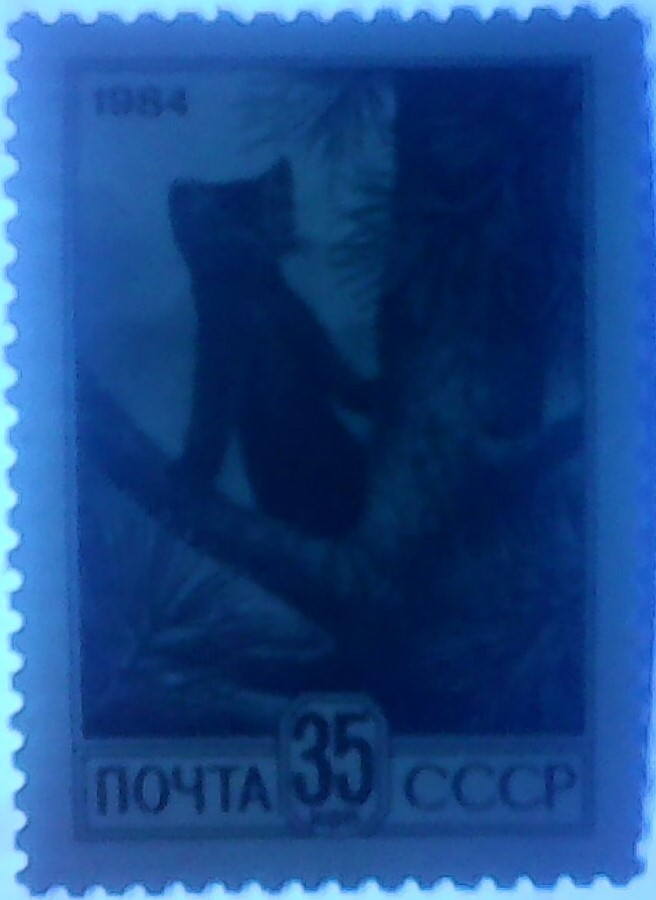
При УФ-излучении с длиной волны 365 нм на флуоресцентном фоне
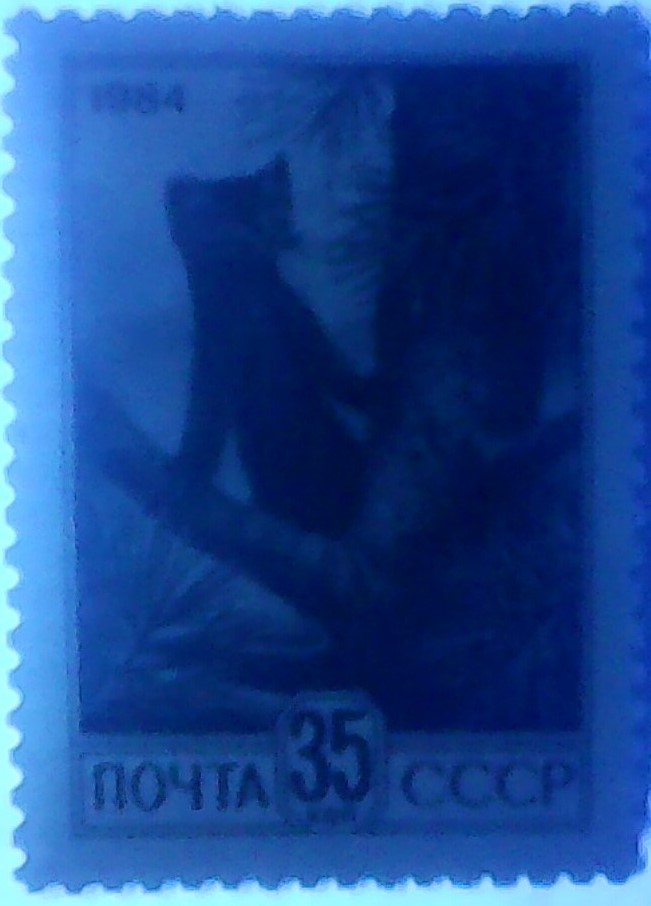
При УФ-излучении с длиной волны 254 нм на флуоресцентном фоне
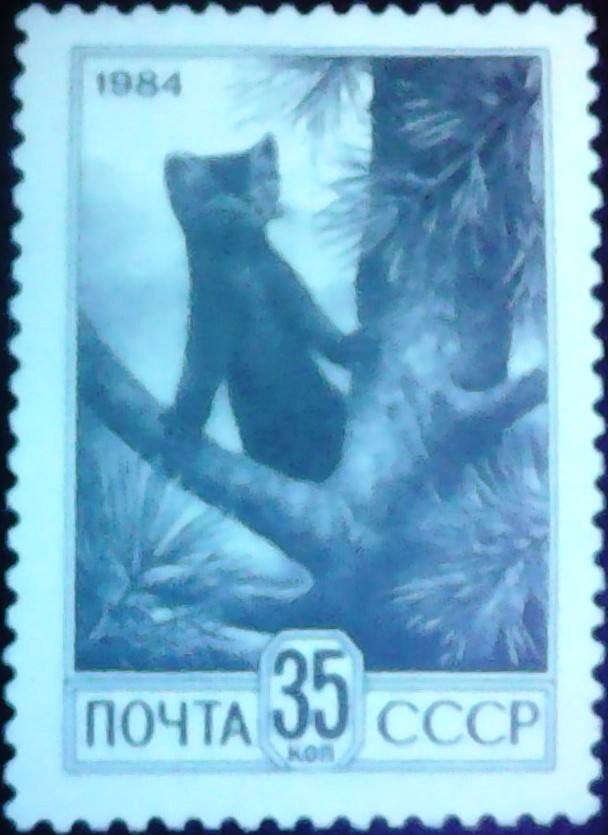
При УФ-излучении с длиной волны 365 нм
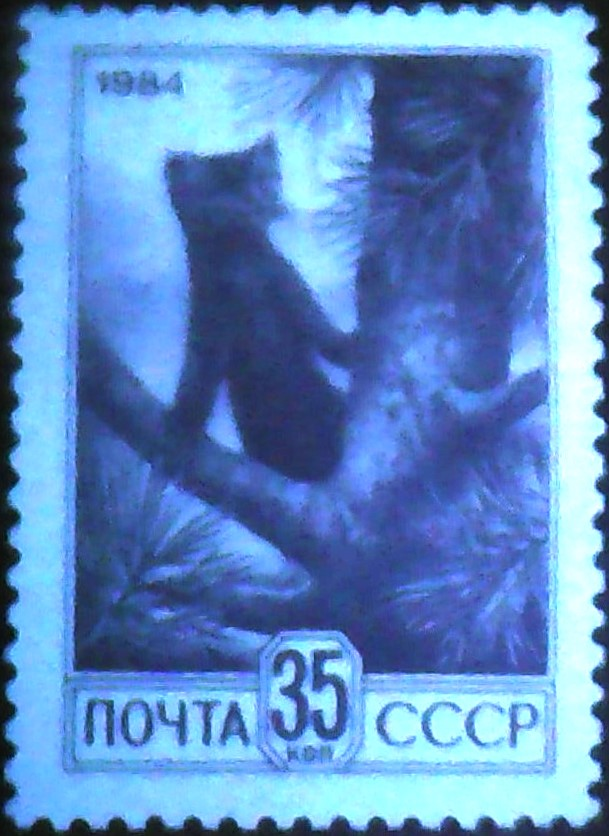
При УФ-излучении с длиной волны 254 нм

Описание рисунка. Сохраним родную природу! Соболь на стволе кедра. На марке указан год первого выпуска в обращение — «1984».
Художник. Рисунок Ю. Н. Арцименева.
Размеры. Размер марки 26 × 37 мм, размер рисунка 21,5 × 32,5 мм.
Печать и бумага. Офсетная печать (растр) на простой бумаге (свечение в УФ-излучении отсутствует).
Зубцовка. Гребенчатая 12½:12.
Листы и тираж. Марочный лист 50 (10 × 5), тираж марки массовый.

#### Вторая марка девятого выпуска
- Номинал 35 копеек, цвет коричнево-оливковый[41] (ЦФА (АО «Марка») 5548 BUV; Mi —; Sc —; SG —; Yt —)[1][38][29][41][30].

- ЦФА 5548 BUV. 35 к. Сохраним родную природу! Соболь на стволе кедра. Коричнево-оливковая[1]

ЦФА 5548 BUV. 35 к. Сохраним родную природу! Соболь на стволе кедра. Коричнево-оливковая
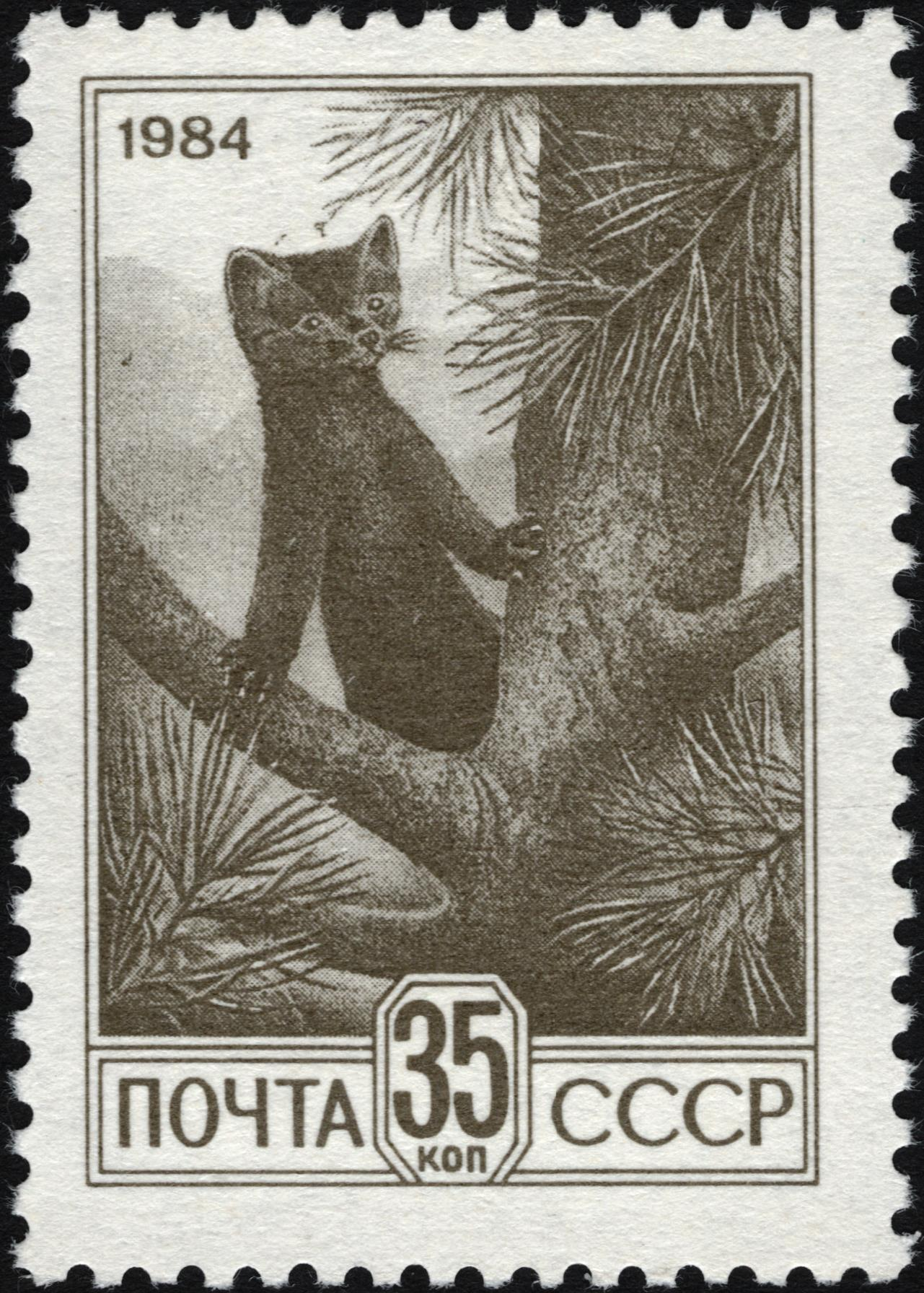
Офсет на простой флуоресцентной бумаге
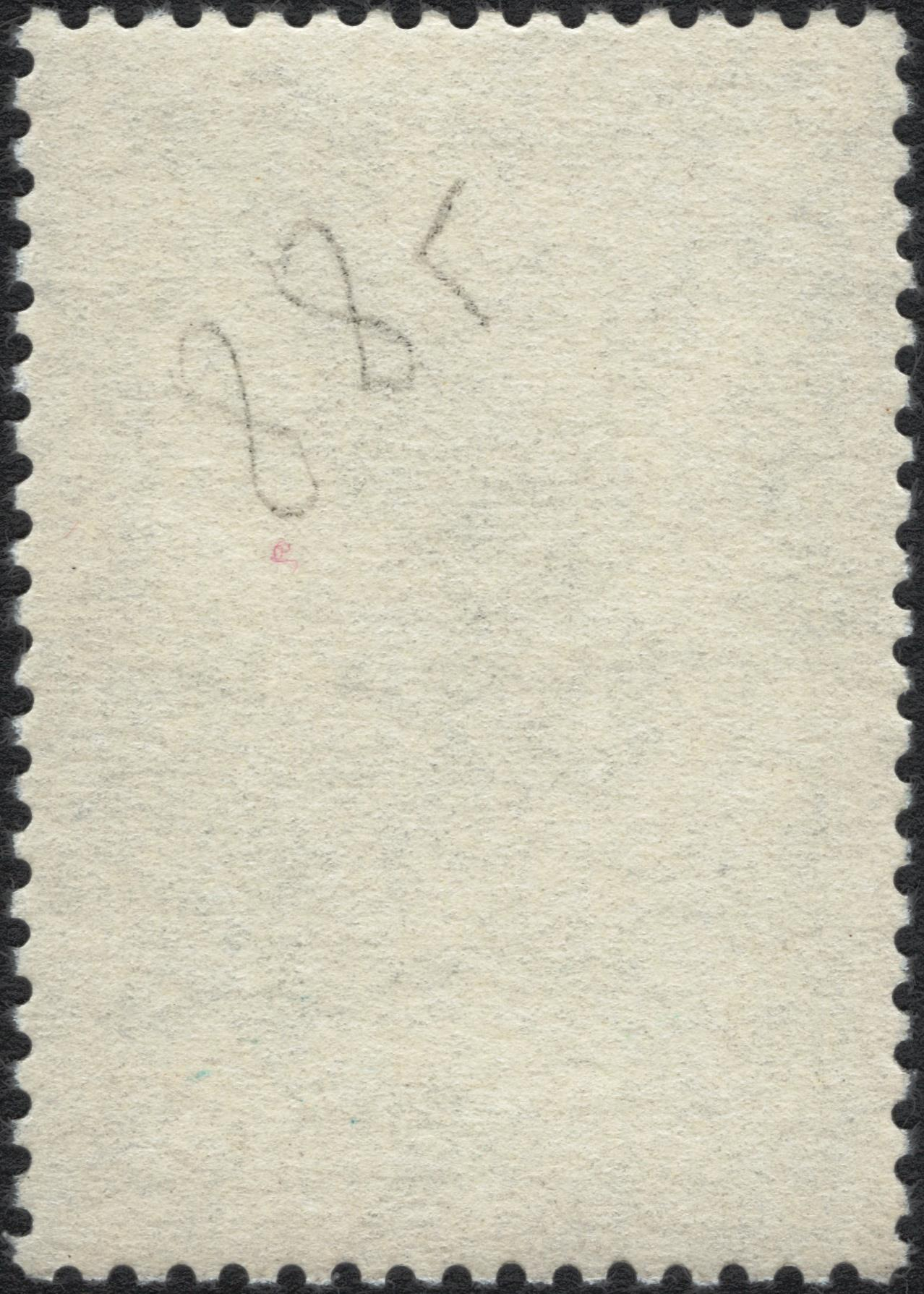
Оборот марки
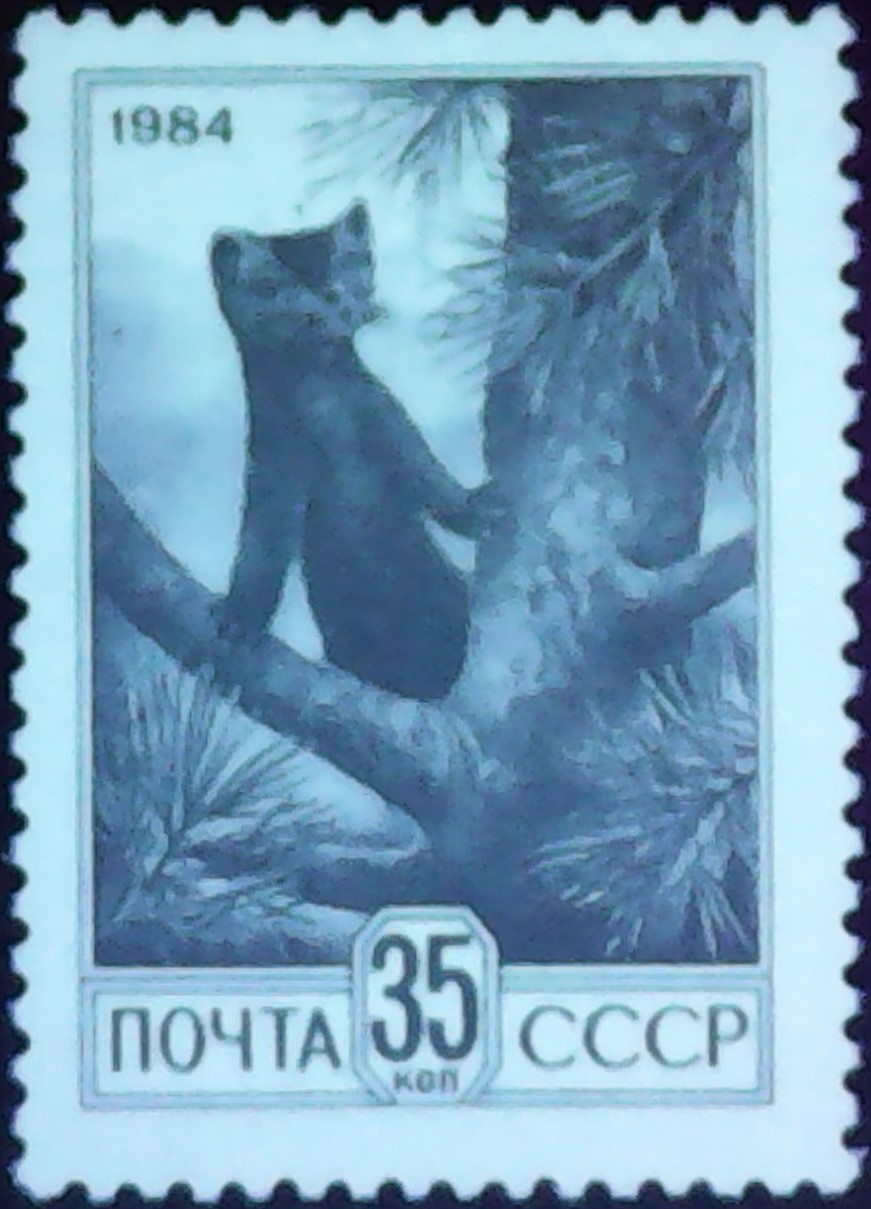
При УФ-излучении с длиной волны 365 нм
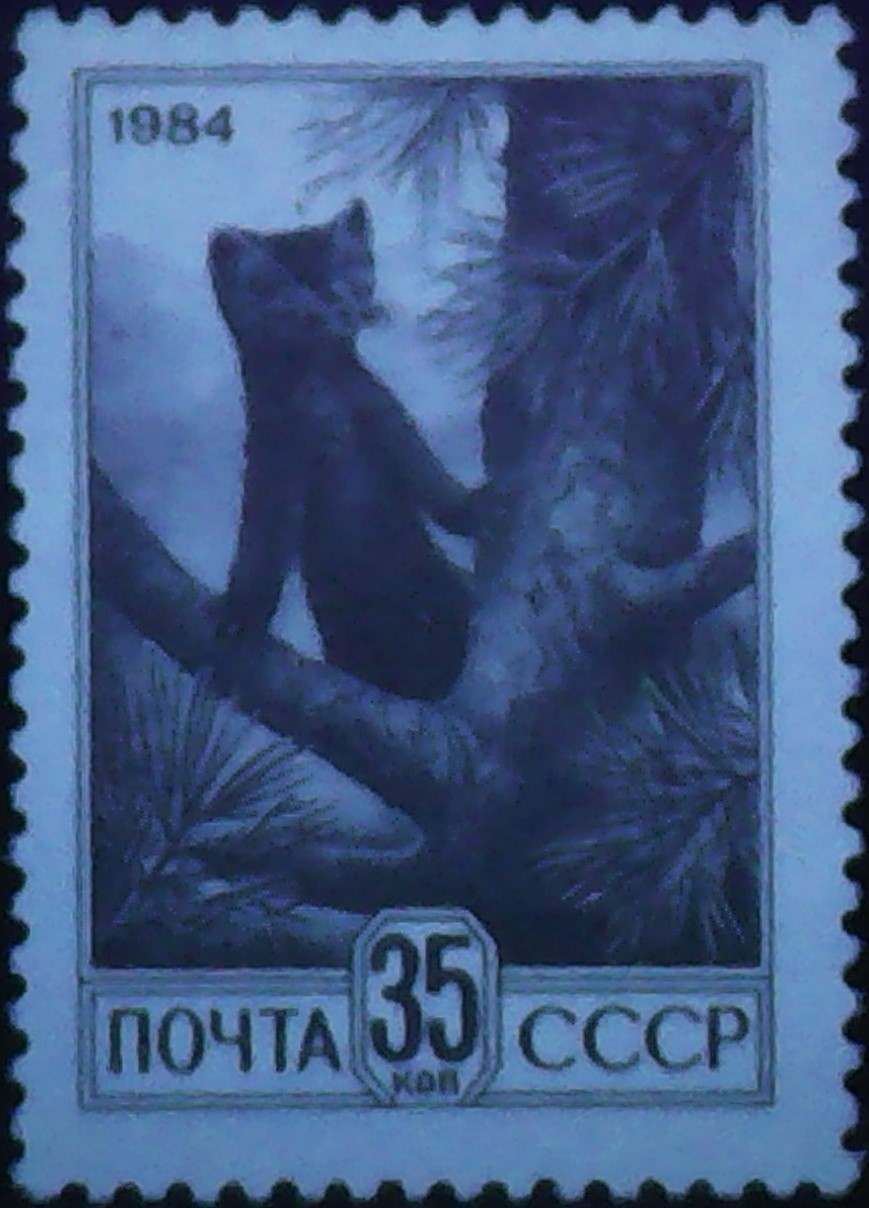
При УФ-излучении с длиной волны 254 нм

Печать и бумага. Офсетная печать (растр) на простой флуоресцентной бумаге (голубоватое свечение в УФ-излучении при длинах волн 365 нм и 254 нм (более слабое)).
Остальные характеристики такие же, как у первой марки с номером ЦФА 5548 B.

### Десятый выпуск. 1991-06-25
Десятый выпуск состоит из одной почтовой марки, вышедшей 25 июня 1991 года.
Марка с этим же рисунком и немного другим цветом представляет также третью марку седьмого выпуска.
- Номинал 3 рубля, цвет оливковый[15] (ЦФА (АО «Марка») 6332; Mi 6209; Sc 6017; SG 5069; Yt 5868)[15][55][56][41][57].

- ЦФА 6332. 3 р. Сохраним жизнь на земле! Ребёнок — символический человек. Оливковая[15]

ЦФА 6332. 3 р. Сохраним жизнь на земле! Ребёнок — символический человек. Оливковая
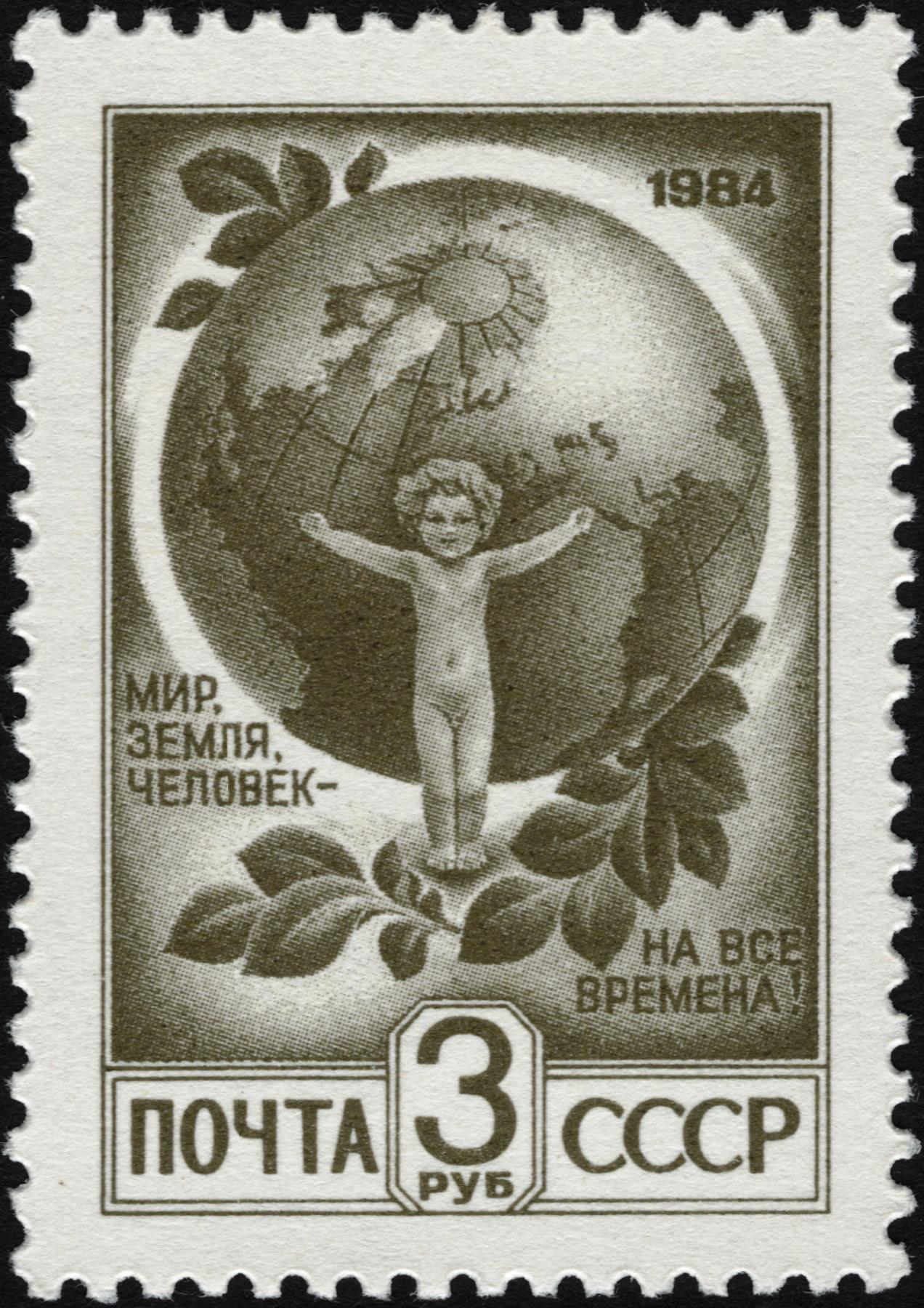
Офсет на простой бумаге
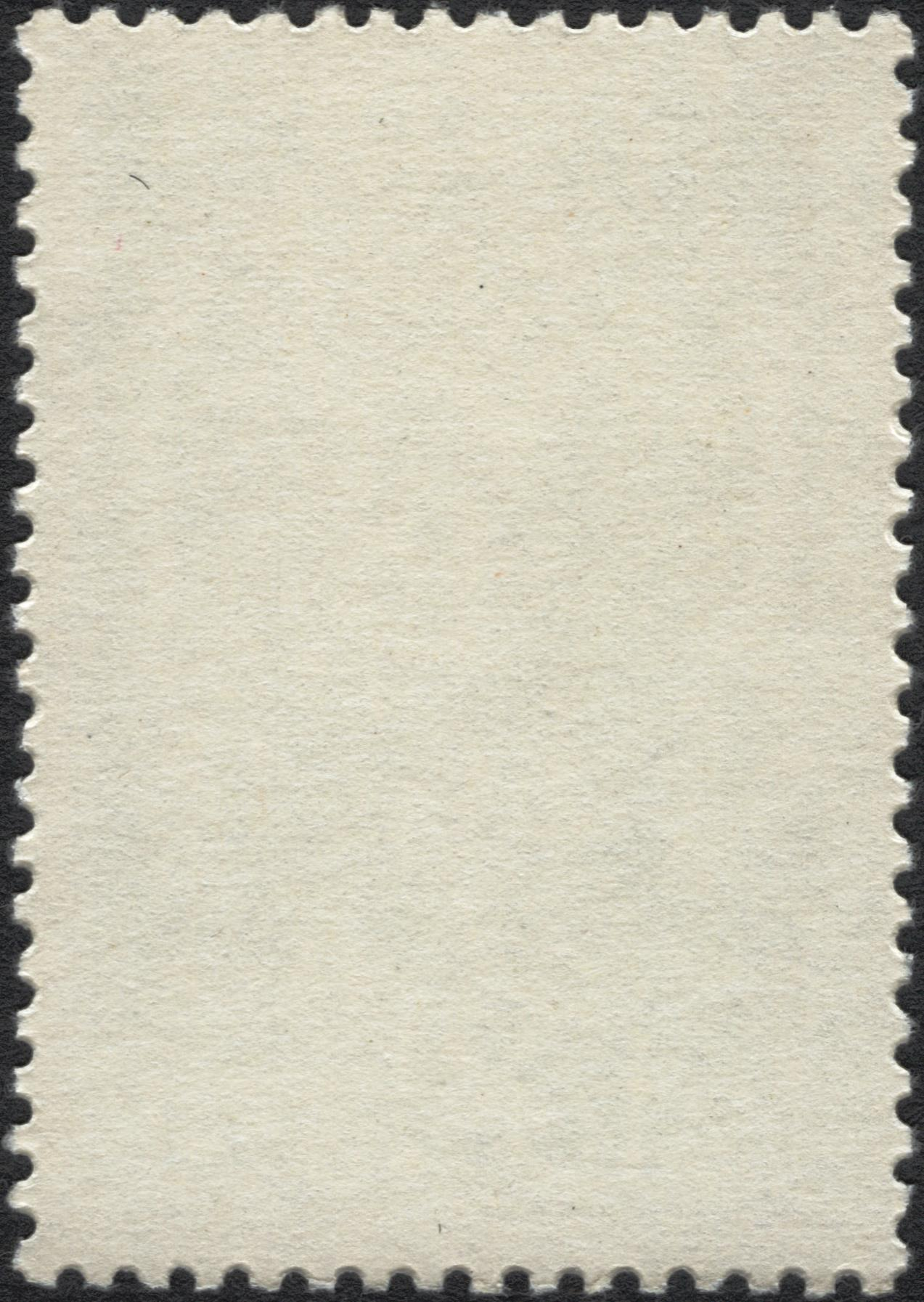
Оборот марки
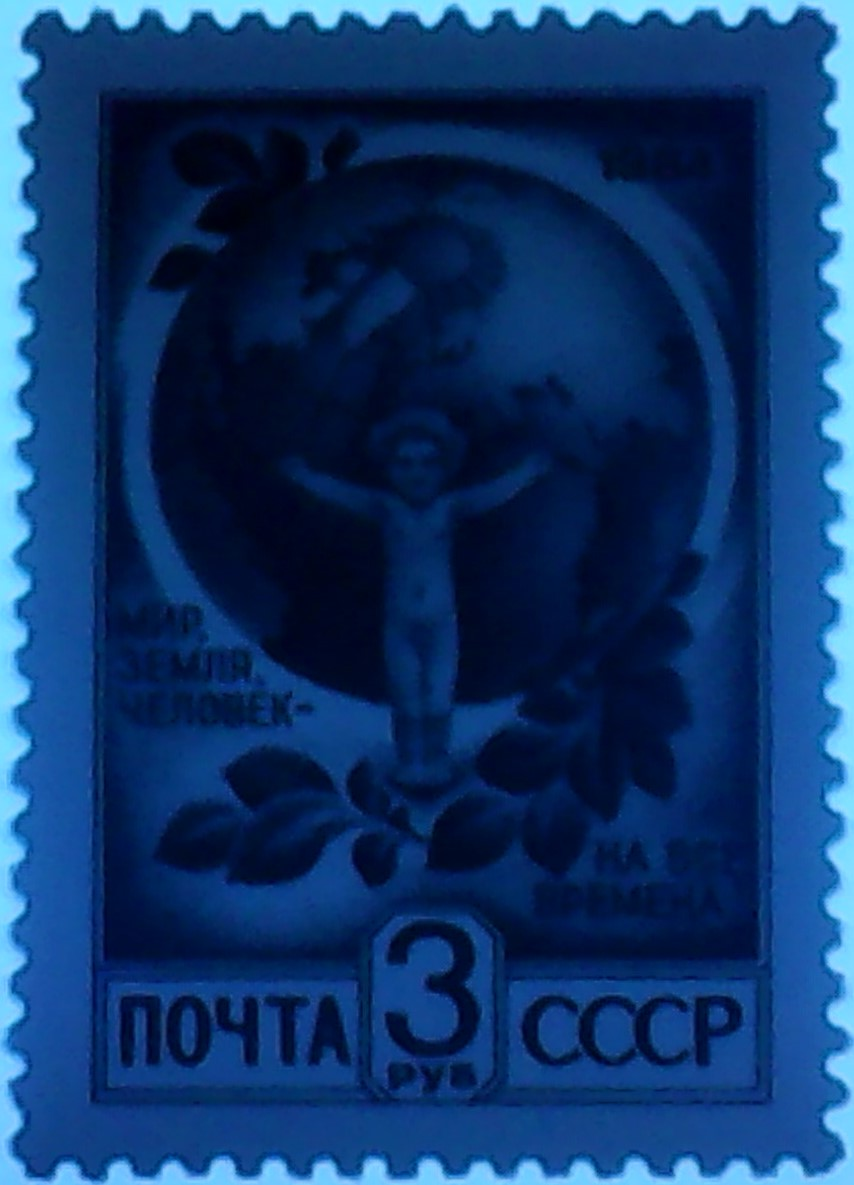
При УФ-излучении с длиной волны 365 нм на флуоресцентном фоне
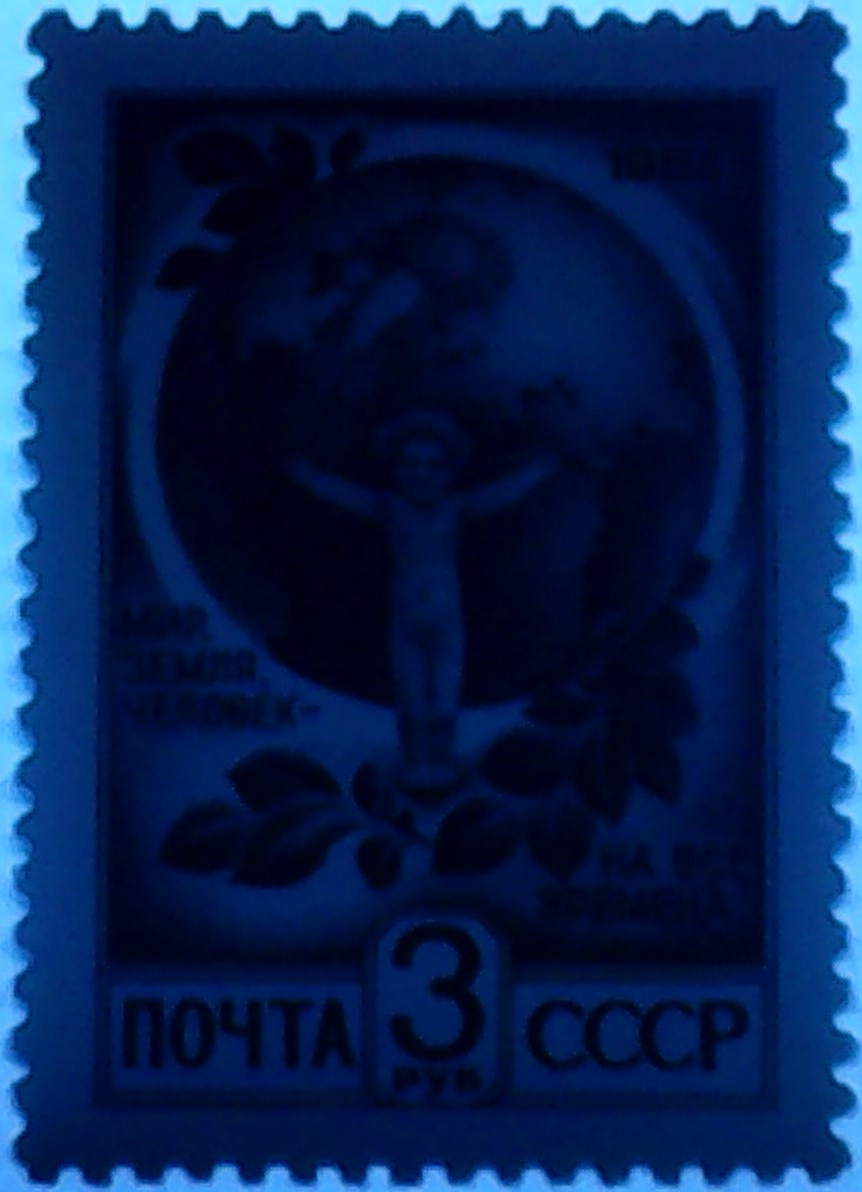
При УФ-излучении с длиной волны 254 нм на флуоресцентном фоне

Описание рисунка. Сохраним жизнь на земле! Ребёнок — символический человек, которому принадлежит будущее, — на фоне планеты Земля, украшенной зелёными ветвями растений, и ярко светящего солнца. Текст: «Мир, Земля, человек — на все времена!». На марке указан год первого выпуска в обращение — «1984».
Художник. Рисунок Ю. Н. Арцименева.
Размеры. Размер марки 26 × 37 мм, размер рисунка 21,5 × 32,5 мм.
Печать и бумага. Офсетная печать (растр) на простой (офсетной) бумаге (свечение в УФ-излучении отсутствует).
Зубцовка. Гребенчатая 12½:12.
Листы и тираж. Марочный лист 50 (10 × 5), тираж марки 1,8 млн.

### Одиннадцатый выпуск. 1991-08-22
Одиннадцатый выпуск состоит из одной почтовой марки, вышедшей 22 августа 1991 года.
Марки с этим же рисунком и цветом представляют также вторую марку седьмого выпуска и тринадцатый выпуск.
- Номинал 2 рубля, цвет тёмно-серый[1] (ЦФА (АО «Марка») 5549 B1; Mi 5428 AwI; Sc 6016B; SG no U.V. reaction; Yt 5123a)[16][38][56][41][30].

- ЦФА 5549 B1. 2 р. Освоение Арктики. Атомный ледокол в полярных льдах. Тёмно-серая[1]

ЦФА 5549 B1. 2 р. Освоение Арктики. Атомный ледокол в полярных льдах. Тёмно-серая
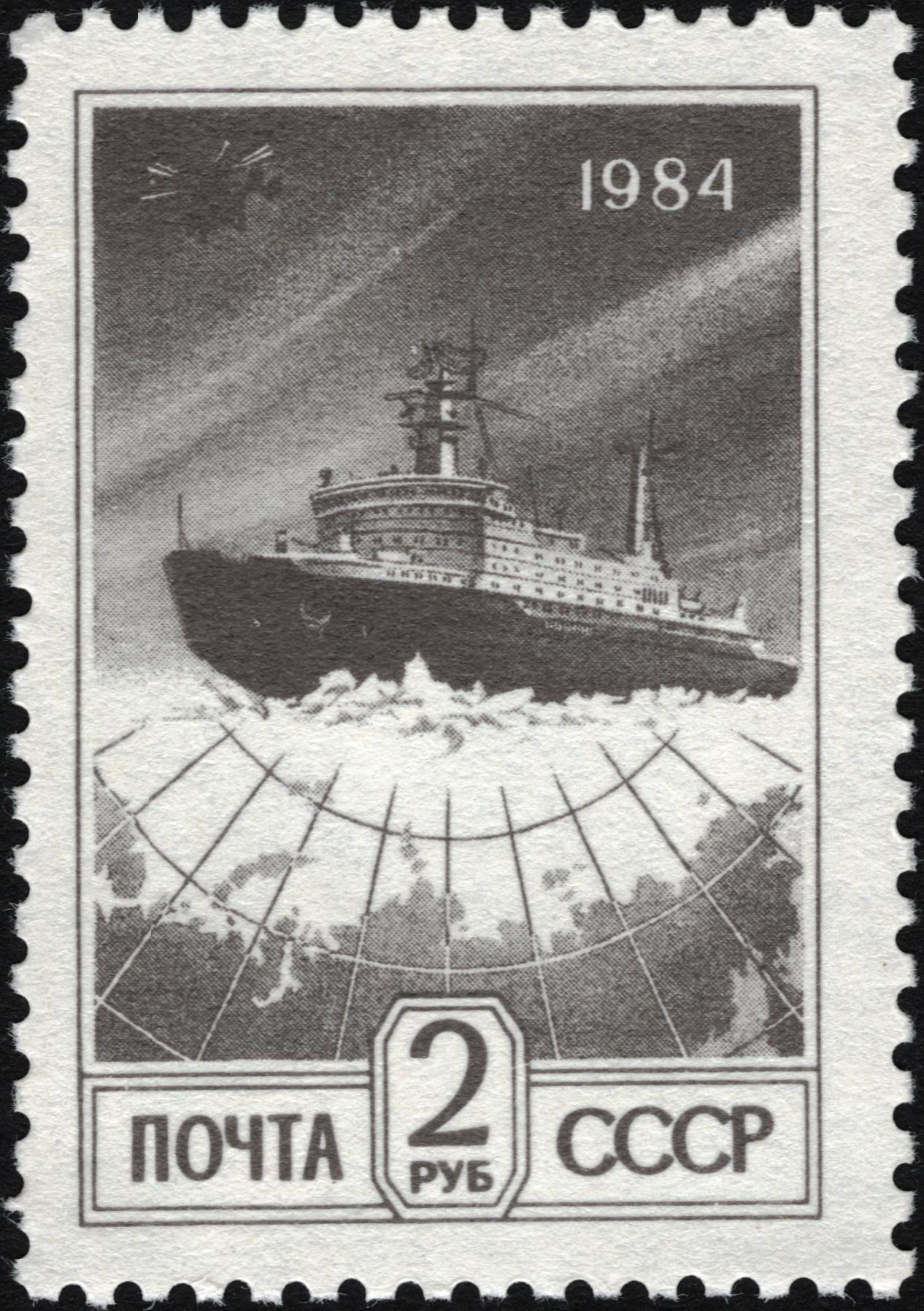
Офсет на простой бумаге
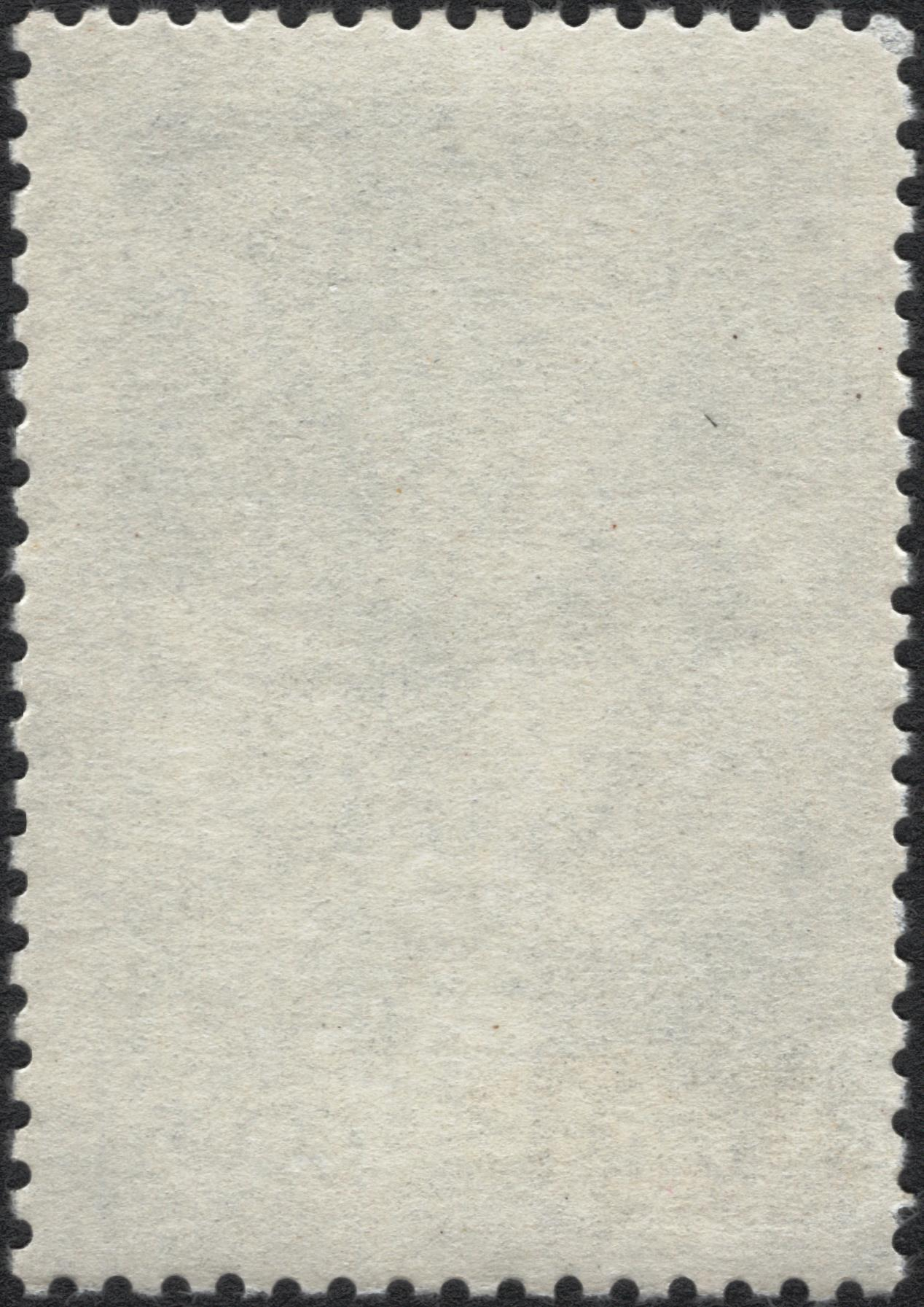
Оборот марки
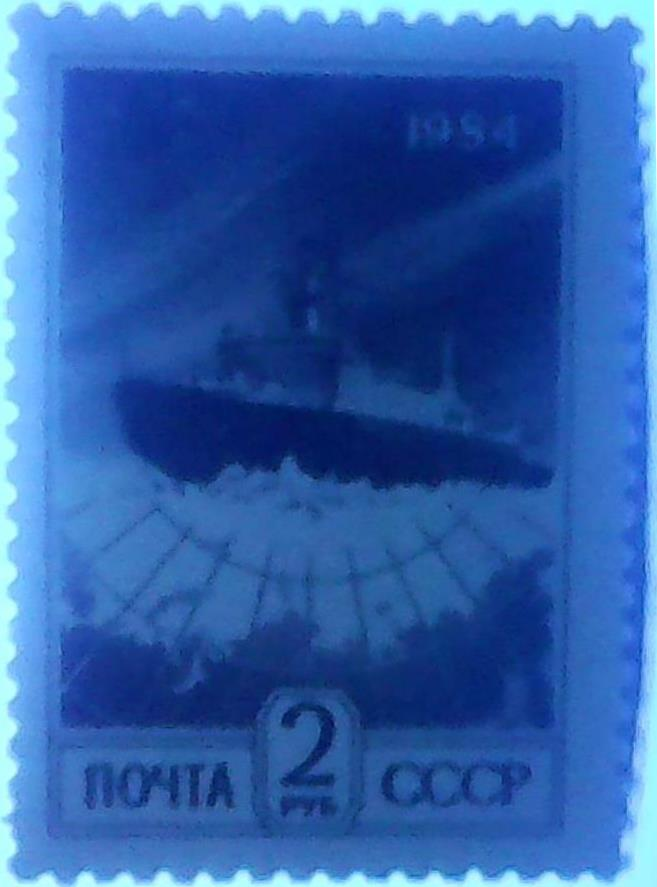
При УФ-излучении с длиной волны 254 нм на флуоресцентном фоне
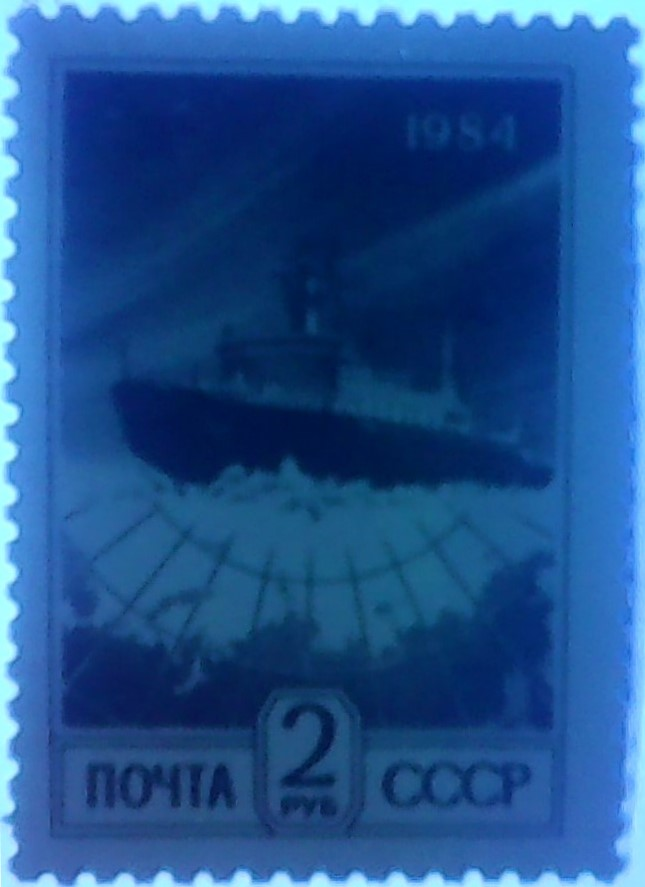
При УФ-излучении с длиной волны 365 нм на флуоресцентном фоне
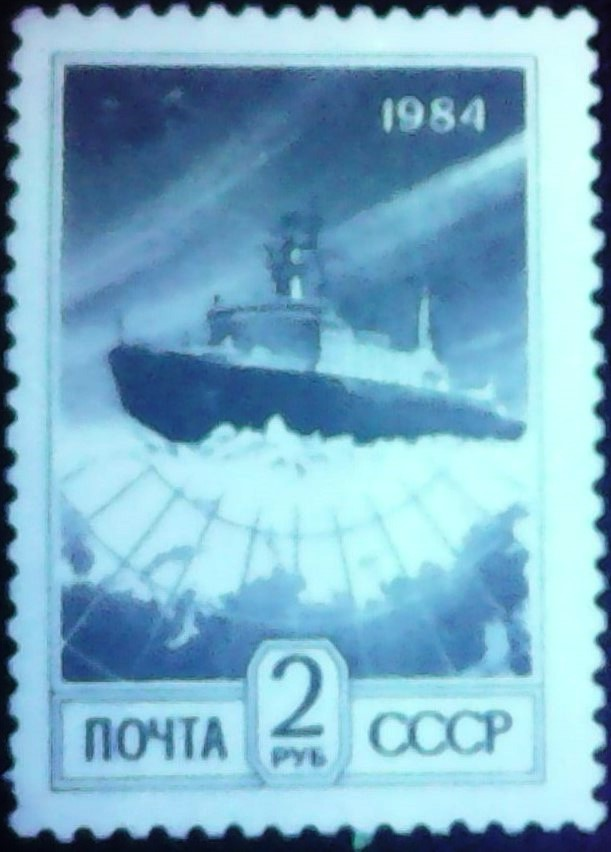
При УФ-излучении с длиной волны 365 нм
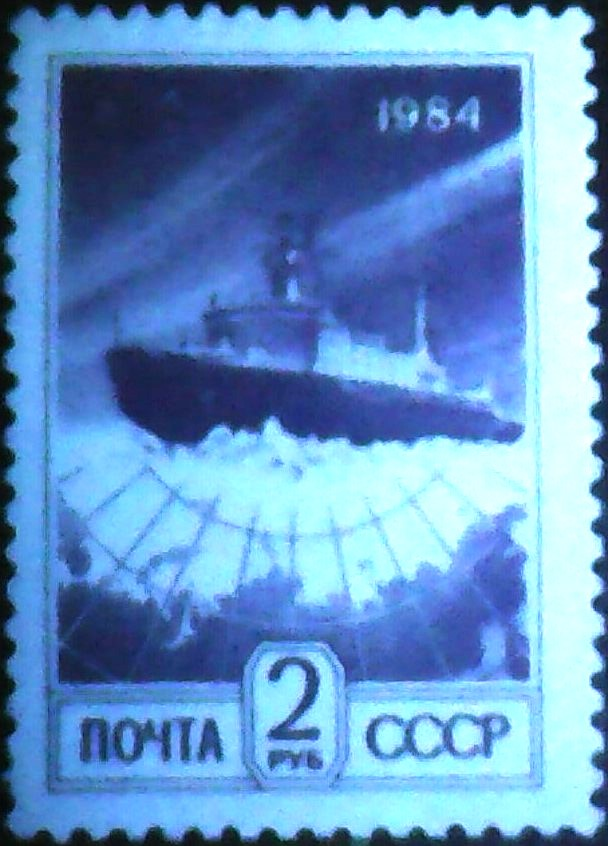
При УФ-излучении с длиной волны 254 нм

Описание рисунка. Освоение Арктики. Атомный ледокол в полярных льдах на фоне фрагмента контурной карты северного полушария Земли. Вертолёт в ледовой разведке. На марке указан год первого выпуска в обращение — «1984».
Художник. Рисунок Ю. В. Ряховского.
Размеры. Размер марки 26 × 37 мм, размер рисунка 21,5 × 32,5 мм.
Печать и бумага. Офсетная печать (растр) на простой (офсетной) бумаге (свечение в УФ-излучении отсутствует).
Зубцовка. Гребенчатая 12½:12.
Листы и тираж. Марочный лист 50 (10 × 5), тираж марки 4,0 млн.

### Двенадцатый выпуск. 1991-11-19
Двенадцатый выпуск состоит из двух почтовых марок одинакового рисунка и цвета, вышедших в 19 ноября 1991 года.
Марка с этим же рисунком и немного другим цветом представляет также четвёртую марку седьмого выпуска.

#### Первая марка двенадцатого выпуска
- Номинал 5 рублей, цвет синий[1] (ЦФА (АО «Марка») 6375; Mi 5430 AwI; Sc 6017A; SG 5071; Yt 5125a)[17][38][56][41][30].

- ЦФА 6375. 5 р. Сохраним мир на земле! Земной шар и пальмовая ветвь мира. Синяя[1]

ЦФА 6375. 5 р. Сохраним мир на земле! Земной шар и пальмовая ветвь мира. Синяя
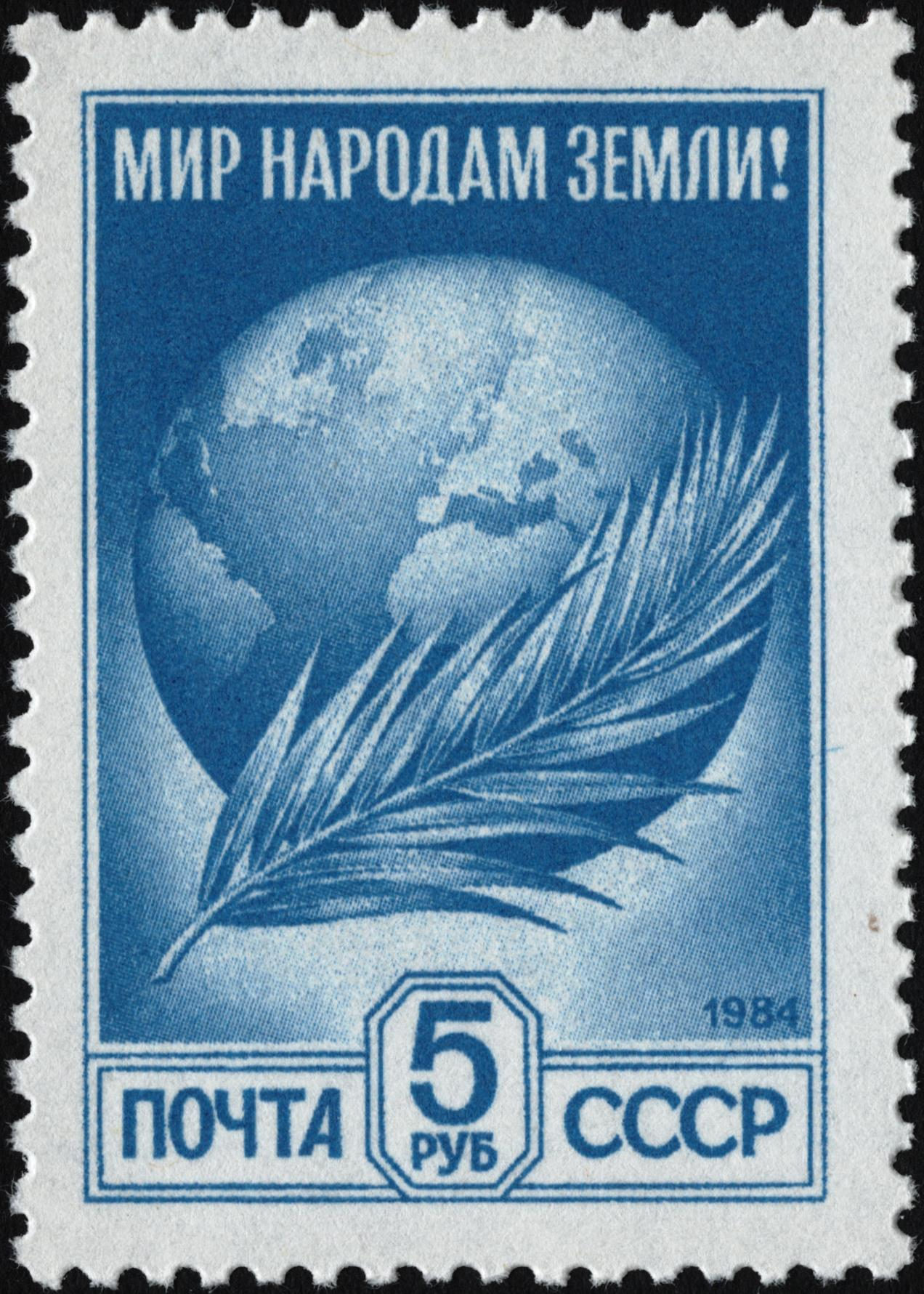
Офсет на простой бумаге
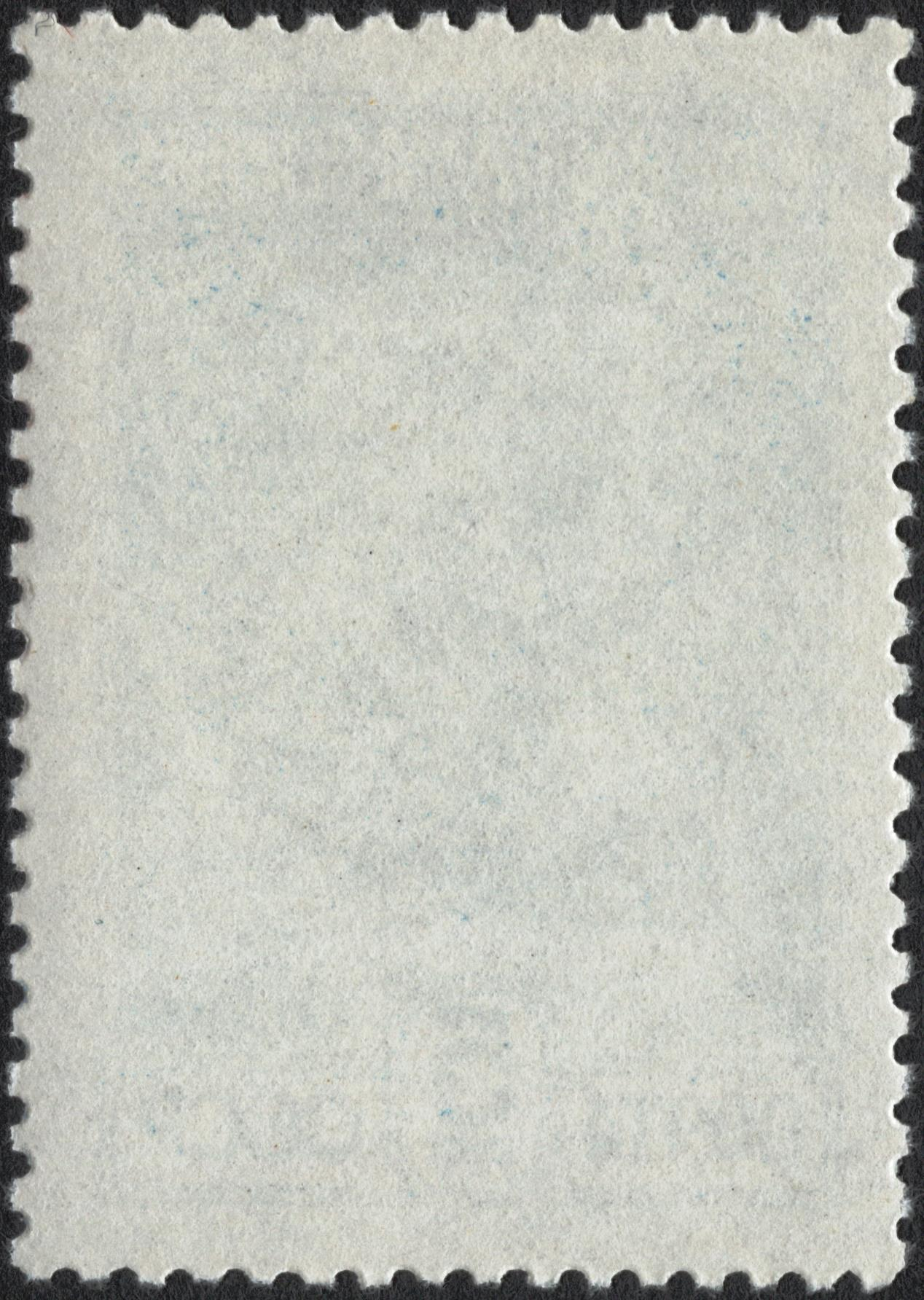
Оборот марки
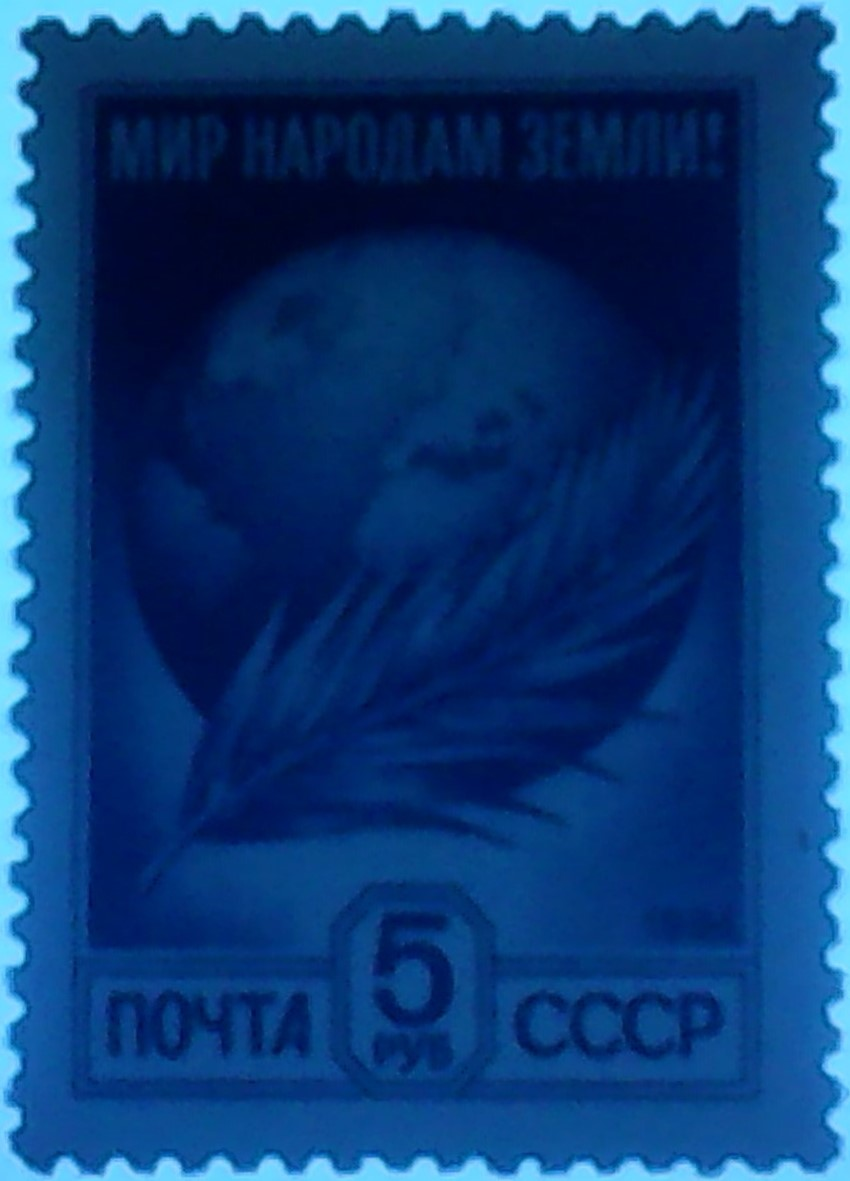
При УФ-излучении с длиной волны 365 нм на флуоресцентном фоне
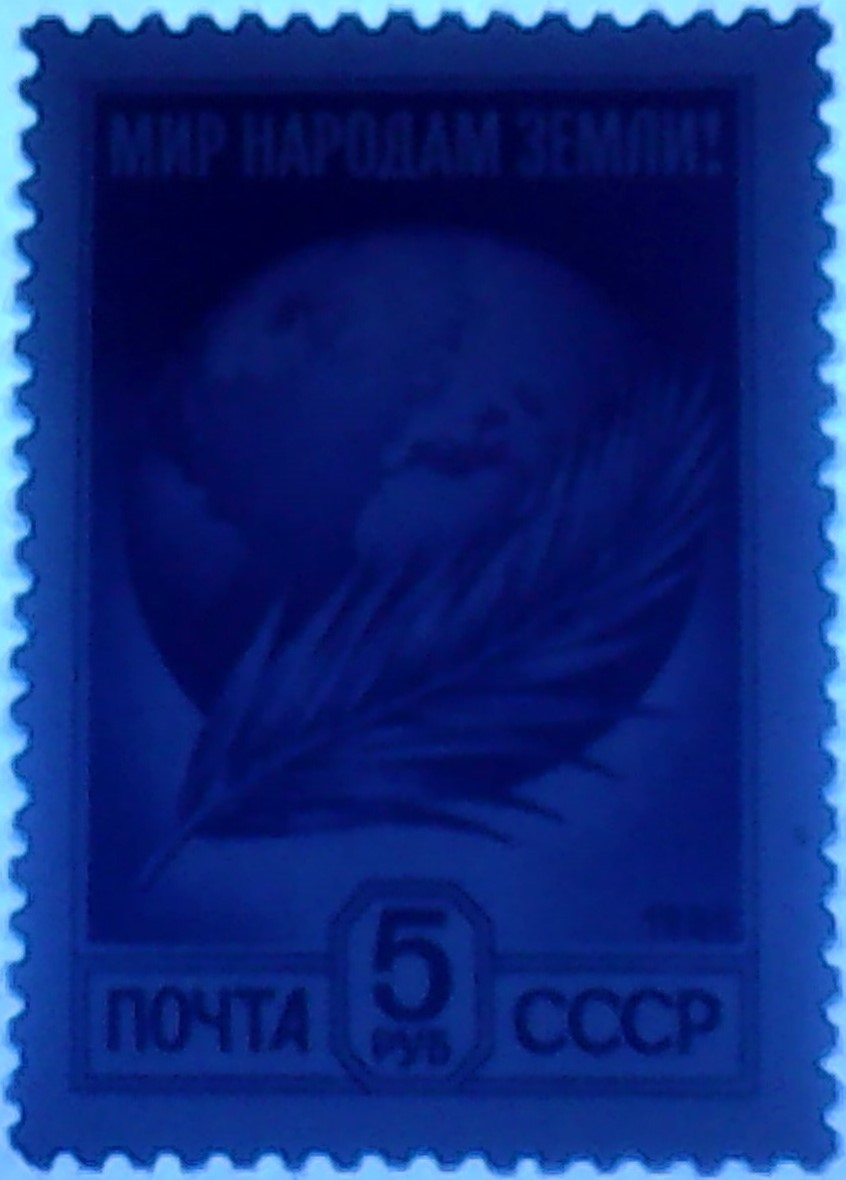
При УФ-излучении с длиной волны 254 нм на флуоресцентном фоне

Описание рисунка. Сохраним мир на земле! Земной шар, украшенный пальмовой ветвью мира. Текст: «Мир народам Земли!». На марке указан год первого выпуска в обращение — «1984».
Художник. Рисунок Николая Кирилловича Литвинова.
Размеры. Размер марки 26 × 37 мм, размер рисунка 21,5 × 32,5 мм.
Печать и бумага. Офсетная печать (растр) на простой (офсетной) бумаге (свечение в УФ-излучении отсутствует).
Зубцовка. Гребенчатая 12½:12.
Листы и тираж. Марочный лист 50 (10 × 5), тираж марки 5,0 млн.

#### Вторая марка двенадцатого выпуска
- Номинал 5 рублей, цвет синий[1] (ЦФА (АО «Марка») 6375 BUV; Mi —; Sc —; SG —; Yt —)[1][38][56][41][30].

Печать и бумага. Офсетная печать (растр) на простой флуоресцентной бумаге (голубоватое свечение в УФ-излучении при длинах волн 365 нм и 254 нм (более слабое)).
Остальные характеристики такие же, как у первой марки с номером ЦФА 6375.

### Тринадцатый выпуск. 1992-04-20
Тринадцатый выпуск состоит из одной почтовой марки, вышедшей 20 апреля 1992 года.
Марки с этим же рисунком и цветом представляют также вторую марку седьмого выпуска и марку одиннадцатого выпуска.
- Номинал 2 рубля, цвет тёмно-серый[1] (ЦФА (АО «Марка») 5549 B2; Mi 5428 BvI; Sc 6016Bc; SG 5067a; Yt —)[18][38][56][41][30].

- ЦФА 5549 B2. 2 р. Освоение Арктики. Атомный ледокол в полярных льдах. Тёмно-серая[1]

ЦФА 5549 B2. 2 р. Освоение Арктики. Атомный ледокол в полярных льдах. Тёмно-серая
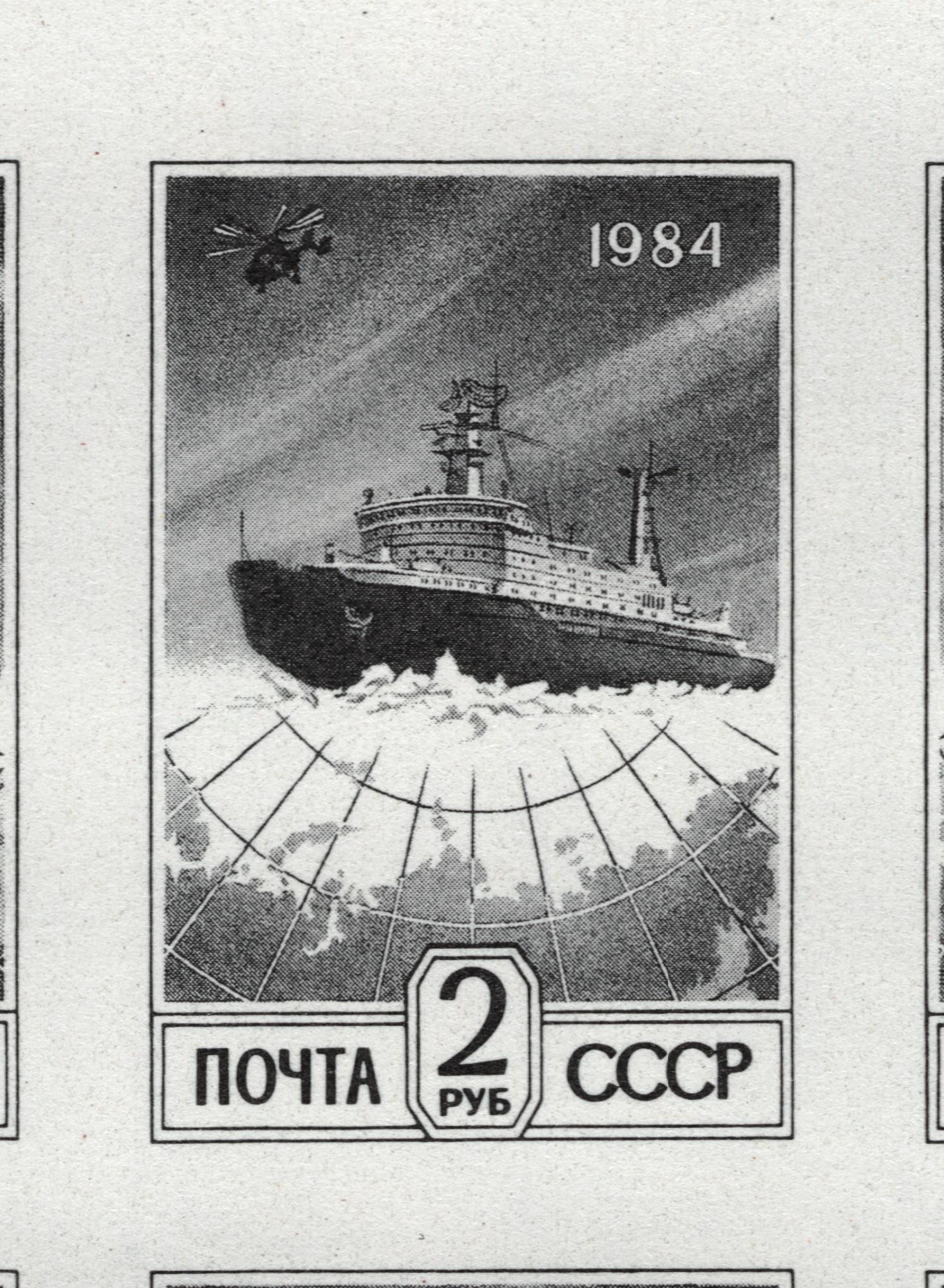
Офсет на мелованной бумаге
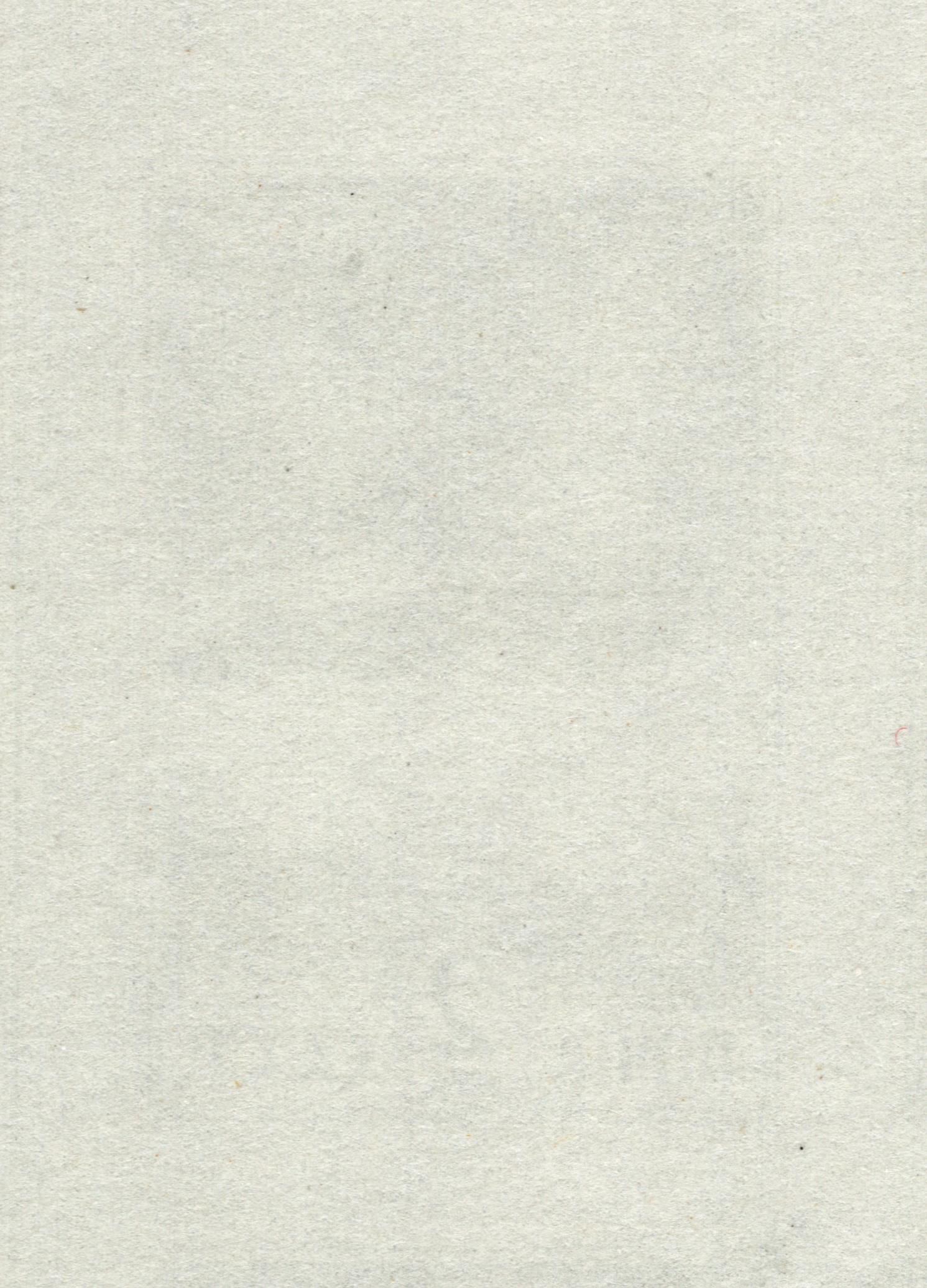
Оборот марки
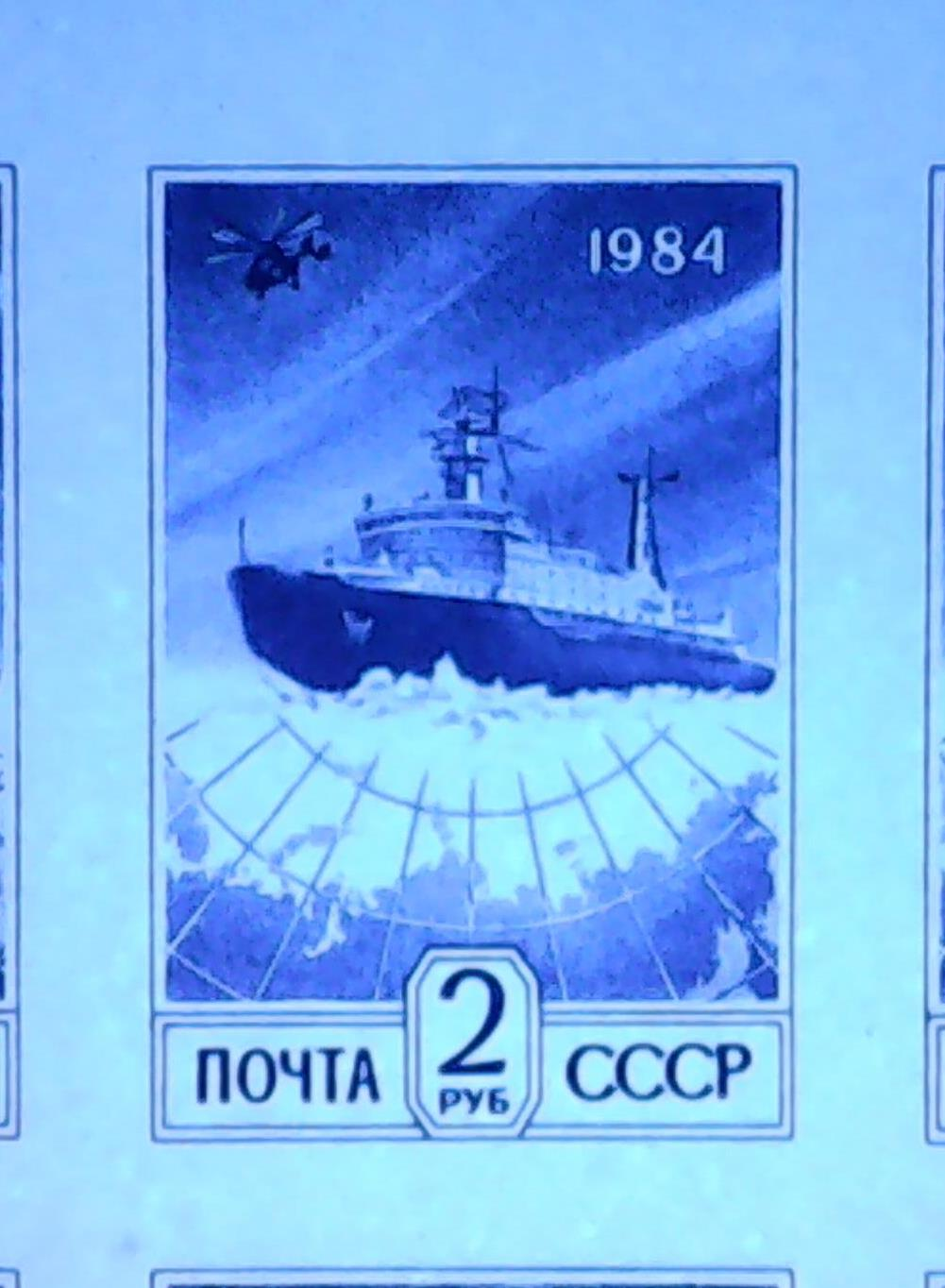
При УФ-излучении с длиной волны 365 нм
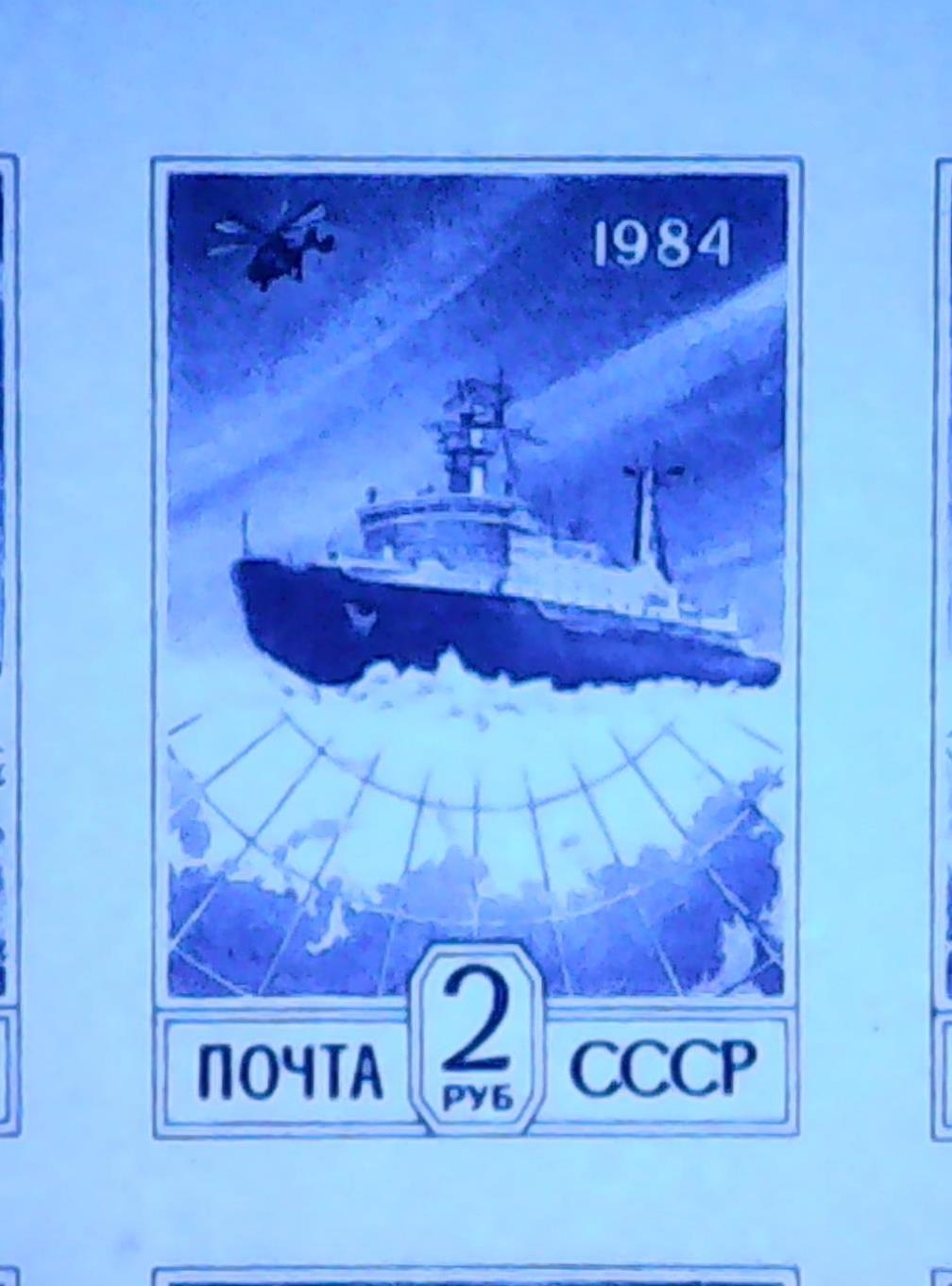
При УФ-излучении с длиной волны 254 нм

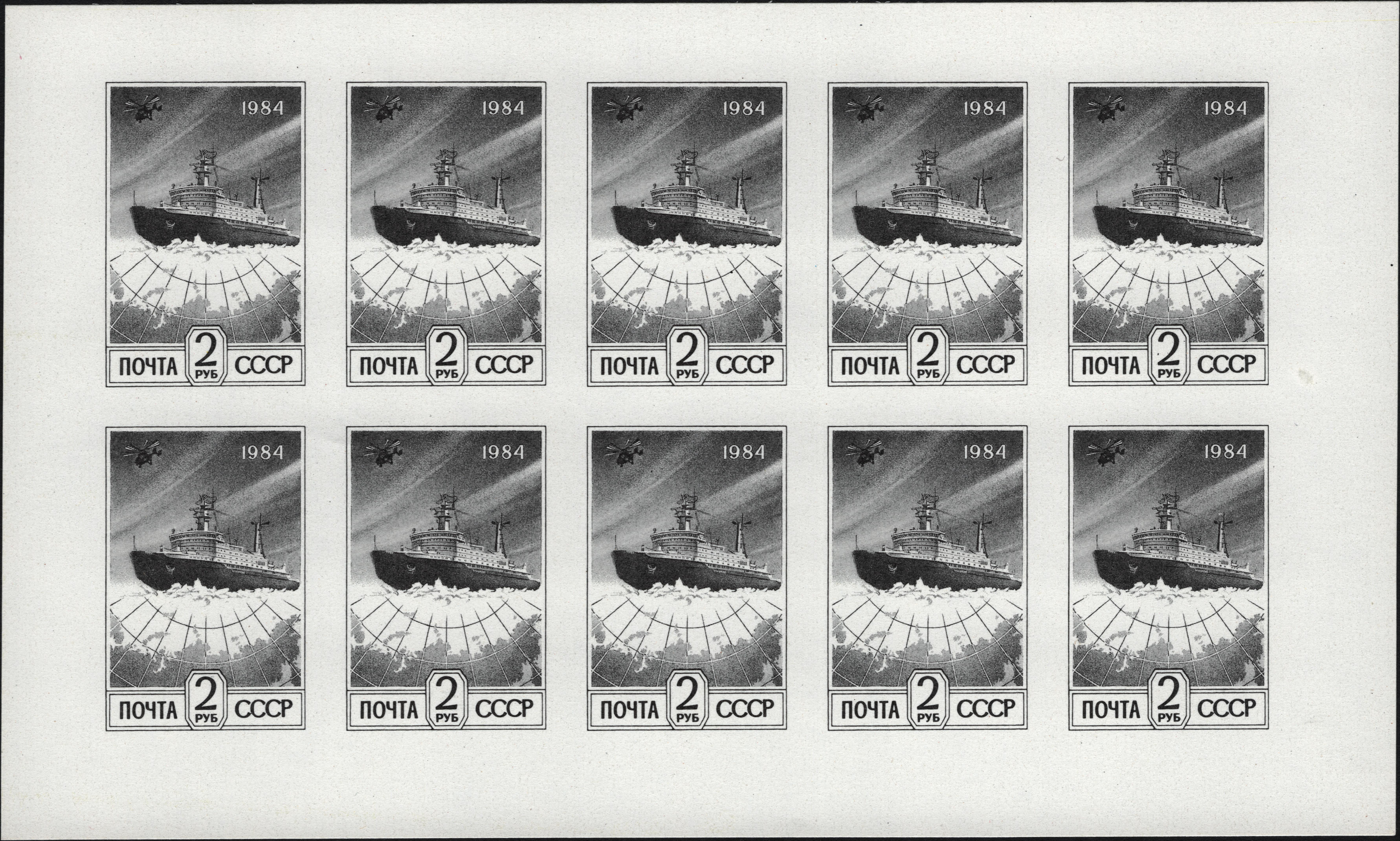
Малый лист

Описание рисунка. Освоение Арктики. Атомный ледокол в полярных льдах на фоне фрагмента контурной карты северного полушария Земли. Вертолёт в ледовой разведке. На марке указан год первого выпуска в обращение — «1984».
Художник. Рисунок Ю. В. Ряховского.
Размеры. Размер марки 26 × 37 мм, размер рисунка 21,5 × 32,5 мм.
Печать и бумага. Офсетная печать (растр) на мелованной флуоресцентной бумаге (голубоватое свечение в УФ-излучении при длинах волн 365 нм и 254 нм).
Зубцовка. Без зубцов.
Листы и тираж. Малый лист 10 (5 × 2), тираж марки 4,0 млн.

## Марки в одной таблице
Марки тринадцатой стандартной серии можно расположить в форме одной таблицы. Указывается год выпуска, номер ЦФА и цвет марок.
| Номинал, рисунок                             | Вид печати:                       | Вид печати:                         | Вид печати:                         | Вид печати:                             | Вид печати:                           |
| Номинал, рисунок                             | металлография                     | офсет                               | офсет                               | офсет                                   | офсет                                 |
| Номинал, рисунок                             | Бумага                            |                                     |                                     |                                         |                                       |
| Номинал, рисунок                             | мелованная                        | мелованная                          | мелованная                          | простая                                 | простая                               |
| Номинал, рисунок                             | Флуоресценция:                    |                                     |                                     |                                         |                                       |
| Номинал, рисунок                             | есть                              | есть                                | есть                                | есть                                    | нет                                   |
| 3 к., государственный флаг СССР              | 1980, ЦФА 5136, красная           | —                                   | —                                   | —                                       | —                                     |
| 5 к., средства доставки почты                | —                                 | 1982, ЦФА 5357, зеленовато-голубая  | 1982, ЦФА 5357a, голубая            | —                                       | 1983, ЦФА 5392, голубая               |
| 35 к., соболь на ветке                       | —                                 | 1984, ЦФА 5548, коричнево-оливковая | 1984, ЦФА 5548, коричнево-оливковая | 1988, ЦФА 5548 BUV, коричнево-оливковая | 1988, ЦФА 5548 B, коричнево-оливковая |
| 45 к., Спасская башня Московского Кремля     | 1982, ЦФА 5340, коричневая        | 1982, ЦФА 5287, коричневая          | 1982, ЦФА 5287, коричневая          | —                                       | 1984, ЦФА 5510, коричневая            |
| 50 к., Водовзводная башня Московского Кремля | —                                 | 1988, ЦФА 5699, оливковая           | 1988, ЦФА 5699, оливковая           | —                                       | —                                     |
| 2 р., ледокол во льдах                       | —                                 | 1984, ЦФА 5549, тёмно-серая         | 1992, ЦФА 5549 B2, тёмно-серая      | —                                       | 1991, ЦФА 5549 B1, тёмно-серая        |
| 3 р., ребёнок на фоне земного шара           | 1984, ЦФА 5550, коричневато-серая | —                                   | —                                   | —                                       | 1991, ЦФА 6332, оливковая             |
| 5 р., пальмовая ветвь на фоне земного шара   | 1984, ЦФА 5551, тёмно-синяя       | —                                   | —                                   | 1991, ЦФА 6375 BUV, синяя               | 1991, ЦФА 6375, синяя                 |

## Сноски и примечания
1. 1 2 3 4 5 6 7 8 9 10 11 12 13 14 15 16 17 18 19 20 21 22 23 24 25 26 27 28 29 30 31 32 33 34 35 36 37 38 39 40 41 42 43 44 45 46 47 48 49 50 51 52 53 54 55 56 57 58 59 60 61 62 63 64 65 66 67 68 69 70 71 72 73 74 75 76 77 78 79 80 81 82 83 84 85 86 87  Петрищев А. С. Каталог почтовых марок СССР. 1976—1991, 2019, Стандартные выпуски почтовых марок СССР. Тринадцатый стандартный выпуск, с. 327—328.
2. 1 2 3 4  Michel. Sowjetunion-Spezial-Katalog 2005/06, 2005, Freimarken „Politische Symbole“ (1980–1992), S. 943.
3. 1 2 3  Stanley Gibbons Stamp Catalogue. Part 10. Russia. 7th edition, 2014, Russia / U.S.S.R., p. 185.
4. ↑  Соловьев В. Ю. Почтовые марки России и СССР. Специализированный каталог. Том 5. СССР 1961—1991. 2015/16, 2014, с. 231—232.
5. ↑  Певзнер А. Я. Стандартные почтовые марки СССР. 1923—1991, 2015, Январь 1980 — апрель 1992. Дополнительные выпуски двенадцатого стандарта, с. 254.
6. ↑  Каталог почтовых марок России. 1857—1995, 1995, Почтовые марки СССР, с. 330, 353.
7. 1 2 3 4 5 6 7 8 9 10  Почтовые марки СССР 1980: Каталог, 1981, с. 36—37.
8. 1 2 3 4 5 6 7 8 9 10  Почтовые марки СССР 1982: Каталог, 1983, с. 13.
9. 1 2 3 4 5 6 7 8 9  Почтовые марки СССР 1982: Каталог, 1983, с. 25.
10. 1 2 3 4 5 6 7 8 9  Почтовые марки СССР 1982: Каталог, 1983, с. 30—31.
11. 1 2 3 4 5 6 7 8 9  Почтовые марки СССР 1983: Каталог, 1984, с. 17.
12. 1 2 3 4 5 6 7 8  Почтовые марки СССР 1984: Каталог, 1985, с. 19.
13. 1 2 3 4 5 6 7 8 9 10 11 12 13 14 15 16 17 18 19 20 21 22 23 24 25 26 27 28 29 30 31 32 33  Почтовые марки СССР 1984: Каталог, 1985, с. 27—28.
14. 1 2 3 4 5 6 7 8 9  Почтовые марки СССР 1986: Каталог, 1987, с. 11.
15. 1 2 3 4 5 6 7 8 9 10  Почтовые марки СССР 1991: Каталог, 1992, с. 21—22.
16. 1 2 3 4 5 6 7 8 9  Почтовые марки СССР 1991: Каталог, 1992, с. 26—27.
17. 1 2 3 4 5 6 7 8  Почтовые марки СССР 1991: Каталог, 1992, с. 31—32.
18. 1 2 3 4 5 6 7 8 9  Почтовые марки Российской Федерации 1992: Каталог, 1993, с. 30.
19. ↑  Каталог почтовых марок СССР. Часть II 1966—1991 / Ред. В. Загорский, 2014, с. 177.
20. 1 2  Scott Standard Postage Stamp Catalogue. 2017. 173rd edition. Volume 5 N-Sam, 2016, Russia, p. 1294.
21. 1 2  Yvert & Tellier Catalogue. Tome IV (2e partie), 2003, Russie, p. 536.
22. ↑  Каталог почтовых марок СССР. Часть II 1966—1991 / Ред. В. Загорский, 2014, с. 191.
23. 1 2 3 4 5 6  Scott Standard Postage Stamp Catalogue. 2017. 173rd edition. Volume 5 N-Sam, 2016, Russia, p. 1298.
24. 1 2 3 4  Yvert & Tellier Catalogue. Tome IV (2e partie), 2003, Russie, p. 545—546.
25. ↑  Каталог почтовых марок СССР. Часть II 1966—1991 / Ред. В. Загорский, 2014, с. 197.
26. 1 2 3 4 5 6  Scott Standard Postage Stamp Catalogue. 2017. 173rd edition. Volume 5 N-Sam, 2016, Russia, p. 1300.
27. 1 2 3  Yvert & Tellier Catalogue. Tome IV (2e partie), 2003, Russie, p. 549.
28. ↑  Каталог почтовых марок СССР. Часть II 1966—1991 / Ред. В. Загорский, 2014, с. 214.
29. 1 2 3 4 5 6 7 8 9 10 11 12 13  Scott Standard Postage Stamp Catalogue. 2017. 173rd edition. Volume 5 N-Sam, 2016, Russia, p. 1305.
30. 1 2 3 4 5 6 7 8 9 10 11  Yvert & Tellier Catalogue. Tome IV (2e partie), 2003, Russie, p. 559.
31. ↑  Каталог почтовых марок СССР. Часть II 1966—1991 / Ред. В. Загорский, 2014, с. 227.
32. 1 2 3  Scott Standard Postage Stamp Catalogue. 2017. 173rd edition. Volume 5 N-Sam, 2016, Russia, p. 1309.
33. 1 2  Yvert & Tellier Catalogue. Tome IV (2e partie), 2003, Russie, p. 570.
34. ↑  Петрищев А. С. Каталог почтовых марок СССР. 1976—1991, 2019, Структура каталога, с. 8.
35. 1 2 3 4 5 6  Michel. Sowjetunion-Spezial-Katalog 2005/06, 2005, Sowjetunion, S. 730.
36. 1 2 3 4 5 6 7 8 9 10 11 12 13 14 15 16 17 18  Michel. Sowjetunion-Spezial-Katalog 2005/06, 2005, Sowjetunion, S. 754.
37. 1 2 3 4 5 6 7 8 9 10 11 12 13  Michel. Sowjetunion-Spezial-Katalog 2005/06, 2005, Sowjetunion, S. 765.
38. 1 2 3 4 5 6 7 8 9 10 11 12 13 14 15 16 17 18 19 20 21 22 23 24 25 26 27 28 29 30 31 32 33 34 35 36 37 38 39 40 41  Michel. Sowjetunion-Spezial-Katalog 2005/06, 2005, Sowjetunion, S. 797.
39. 1 2 3 4 5 6  Michel. Sowjetunion-Spezial-Katalog 2005/06, 2005, Sowjetunion, S. 823.
40. ↑  Каталог почтовых марок СССР. 1918—1980. Том 2 (1970—1980), 1984, Почтовые марки СССР 1970—1980 гг., с. 234.
41. 1 2 3 4 5 6 7 8 9 10 11 12 13 14 15 16 17 18 19 20 21 22 23 24 25 26 27 28 29 30 31 32 33 34 35 36  Stanley Gibbons Stamp Catalogue. Part 10. Russia. 7th edition, 2014, Russia / U.S.S.R., p. 185—186.
42. 1 2 3 4 5 6 7 8 9 10 11 12 13 14 15 16 17 18 19 20 21 22 23 24 25 26 27 28 29 30 31 32 33 34 35  Работа с оригиналом и его сканом
43. ↑  Почтовая марка СССР ЦФА 5136, colnect, 2023.
44. ↑  Почтовая марка СССР ЦФА 5287, colnect, 2023.
45. ↑  Почтовая марка СССР ЦФА 5340, colnect, 2023.
46. ↑  Почтовая марка СССР ЦФА 5357, colnect, 2023.
47. ↑  Yvert & Tellier Catalogue. Tome IV (2e partie), 2003, Russie, p. 551.
48. ↑  Почтовая марка СССР ЦФА 5392, colnect, 2023.
49. ↑  Почтовая марка СССР ЦФА 5510, colnect, 2023.
50. ↑  Почтовая марка СССР ЦФА 5548, colnect, 2023.
51. 1 2  Почтовая марка СССР ЦФА 5549, colnect, 2023.
52. 1 2  Почтовая марка СССР ЦФА 5550, colnect, 2023.
53. ↑  Почтовая марка СССР ЦФА 5699, colnect, 2023.
54. ↑  Почтовая марка СССР ЦФА 5548B, colnect, 2023.
55. 1 2 3 4 5  Michel. Sowjetunion-Spezial-Katalog 2005/06, 2005, Sowjetunion, S. 913.
56. 1 2 3 4 5 6 7 8 9 10  Scott Standard Postage Stamp Catalogue. 2017. 173rd edition. Volume 5 N-Sam, 2016, Russia, p. 1324.
57. ↑  Yvert & Tellier Catalogue. Tome IV (2e partie), 2003, Russie, p. 605.
58. ↑  Почтовая марка СССР ЦФА 6375, colnect, 2023.
59. ↑  Соловьев В. Ю. Почтовые марки России и СССР. Специализированный каталог. Том 5. СССР 1961—1991. 2015/16, 2014, с. 228.
60. ↑  Michel. Sowjetunion-Spezial-Katalog 2005/06, 2005, Sowjetunion, S. 943.